# Liste des autoroutes de France
Pour un article plus général, voir Réseau autoroutier français.
La France comptait en 2014, un réseau autoroutier d'environ 11 882 km, dont 9 048 km à péage, à travers tout le pays. Il s'agit du quatrième réseau mondial et du sixième en incluant les voies express d'au moins 2 × 2 voies. En effet, certaines régions comme la Corse et une grande partie de la Bretagne ne disposent pas d'autoroutes mais de voies express. Ainsi, neuf départements ne sont desservis par aucune autoroute structurante, en partie à cause du relief : l'Ardèche, la Charente, la Haute-Corse, la Corse-du-Sud, les Côtes-d'Armor, le Finistère, le Gers, le Morbihan et la Haute-Saône. Tous le sont en revanche par des voies express. La France d'outre-mer ne possède qu'une seule autoroute : l'autoroute A1, en Martinique (972).
Elles sont limitées à 130 km/h. La vitesse maximale est abaissée à 110 km/h pour les poids lourds ainsi qu'en cas de pluie ou autres précipitations,, mais également à l'approche de certaines grandes villes (avant d'être à nouveau abaissée à 90 km/h ou 70 km/h).
Ce réseau d'autoroutes participe aux réseaux autoroutiers européens.
| Le graphique qui aurait dû être présenté ici ne peut pas être affiché car il utilise l'ancienne extension Graph, désactivée pour des questions de sécurité. Des indications pour créer un nouveau graphique avec la nouvelle extension Chart sont disponibles ici . |
| Source Observatoire national interministériel de la sécurité routière. |

En France, le réseau autoroutier est très fréquenté :
- Les conducteurs qui parcourent moins de 4 000 kilomètres par an conduisent 33 % de leur distance sur autoroute.
- Les conducteurs qui parcourent plus de 20 000 kilomètres par an conduisent 29 % de leur distance sur autoroute[5].

## Règles de nomenclature
En France, les routes classées en autoroute ont pour préfixe la lettre A (les autres lettres ne sont plus admises depuis 1982). Pour les autres routes (y compris les « Routes Express »), leur statut juridique détermine leur classement : N pour les nationales, D pour les départementales, M pour les métropolitaines, T pour les territoriales (DROM / COM), C pour les communales. À la différence des autres routes, les autoroutes possèdent leur propre système.
Au-delà de 20, les numéros sont attribués par secteurs :
- A21 à A29 (zone 2) : Nord ;
- A30 à A39 (zone 3) : Nord-Est ;
- A40 à A49 (zone 4) : Rhône-Alpes ;
- A50 à A57 (zone 5) : Sud-Est ;
- A61 à A69 (zone 6) : Sud-Ouest ;
- A71 à A79 (zone 7) : Centre (au sens géographique du terme) ;
- A81 à A89 (zone 8) : Ouest.

Font exceptions à cette nomenclature les autoroutes A19 (Orléans-Sens, n'a pas de zone définie), A20 (axe Vierzon-Montauban appelée l'Occitane), A86 (ceinture périphérique autour de Paris) et l'A89 (transversale reliant Bordeaux à Lyon).
Les petits embranchements et les antennes reçoivent un numéro à trois chiffres composé à partir de l'autoroute de laquelle ils sont tirés (par exemple, l'A315 est une antenne de l'A31) ou bien, le cas échéant, à partir de la plus proche (par exemple, l'A837 est un « embranchement » de l'A83, mais non connectée à elle).
Les rocades de certaines grandes villes suivent également cette règle, avec des variations selon l'époque de numérotation. Les rocades complètes numérotées dans les années 1980 ont reçu un numéro à trois chiffres avec un zéro terminal (exemples : A620 pour la rocade de Toulouse, et A630 pour Bordeaux). Cependant, la tendance plus récente a été d'adopter un système consistant à attribuer comme premier chiffre le chiffre de la zone (de 1 à 8), suivi du numéro du département concerné (exemples : A814 pour Caen et A844 pour Nantes).
Lorsque deux autoroutes ont un tronc commun, en règle générale, c'est le plus ancien itinéraire autoroutier qui fixe la numérotation. La double numérotation des autoroutes en troncs communs est une création récente : on retrouve les A41 et A43 au sud de Chambéry, les A4 et A104 à Marne-la-Vallée, les A71 et A89 au nord de Clermont-Ferrand depuis 2006, ou plus récemment encore les A34 et A304 au sud de Charleville-Mézières (uniquement dans le sens Charleville-Mézières-Reims) depuis 2019. A contrario, le tronc commun A4/A86, très court, possède une numérotation différente selon les voies.
Du fait de l'évolution constante du réseau autoroutier, il existe cependant de nombreuses exceptions aux règles précédemment décrites[réf. nécessaire] :
- des autoroutes à deux chiffres jugées « trop courtes » ont été renumérotées en ajoutant un zéro à la fin, quand leur numéro d'origine a été réaffecté à une autoroute plus longue, comme l'A32 devenue A320. Pour autant le nouveau numéro à trois chiffres ne suit pas la nomenclature, les autoroutes de rattachement étant très éloignées ;
- des tronçons d'autoroutes radiales dont le tracé a été dévié ou n'a jamais été achevé ont changé de numéro. Ainsi, l'A811 est l'ancien tronçon terminal de l'A11, ou l'A150, ancien tronçon d'A15 ;
- certaines autoroutes ont repris le numéro de la route nationale qu'elles doublaient, malgré le fait qu'elles ne soient pas dans la zone correspondante. Ainsi, l'A20, doublant l'ancienne RN 20 entre Vierzon et Montauban et qui aurait dû être numérotée en zone 7, l'A89, doublant l'ancienne RN 89, ou l'A86, doublant l'ancienne RN 186, ces deux dernières sont situées en dehors de la zone 8 ;
- en Île-de-France, de nombreuses autoroutes ont hérité de numéros à trois chiffres composés à partir du numéro à deux chiffres d'une autoroute de référence, et précédé du chiffre 1. Les exemples étant nombreux et circonscrits à l'Île-de-France, on parle quelquefois de « zone 10 », avec des numéros du type 1xy. Exemples : l'A106, qui est une antenne de l'A6, A186 qui est une antenne de l'A86, etc.
- enfin, toujours en Île-de-France, pour les cas particuliers d'embranchements d'égale importance, des lettres (a et b) ont été affectées à chacun des embranchements. Cela concerne uniquement les autoroutes A6a et A6b, embranchements de l'A6, et A5a et A5b, embranchements de l'A5[Pas dans la source]. Toutefois, ce système spécifique à ces embranchements cités sont supprimés en 1996[6].

Il existe également des numéros dont l'origine est plus difficilement explicable : l'A3 et l'A19 qui ne sont pas de grandes radiales, inexistence de l'A17 et l'A18, etc.[réf. nécessaire]
Les autoroutes françaises se voient également souvent attribuer un nom : Autoroute du Nord, Autoroute de l'Est, etc.

## Vitesses limitées
Vitesses limitées sur les autoroutes en France :
- Par beau temps (soleil) : 130 km/h
- Par mauvais temps (pluie) : 110 km/h
- Brouillard (moins de 50m de visibilité): 50 km/h

## De A1 à A19
Les autoroutes radiales A1 à A19 constituent le réseau primaire rayonnant à partir de Paris vers les principales villes françaises et autres agglomérations d'importance. Certaines s'embranchent elles-mêmes sur d'autres radiales comme (l'A2, l'A7, l'A8, l'A9, l'A11, l'A12 et l'A19).

Les autoroutes A17 et A18 n'existent pas. Il existe une autoroute A1 en Martinique.
A1 E 15 E 17 E 19 E 42 Autoroute du Nord : Paris (Porte de la Chapelle) - Lille (A25 & RN 356)
- Longueur : 211 km

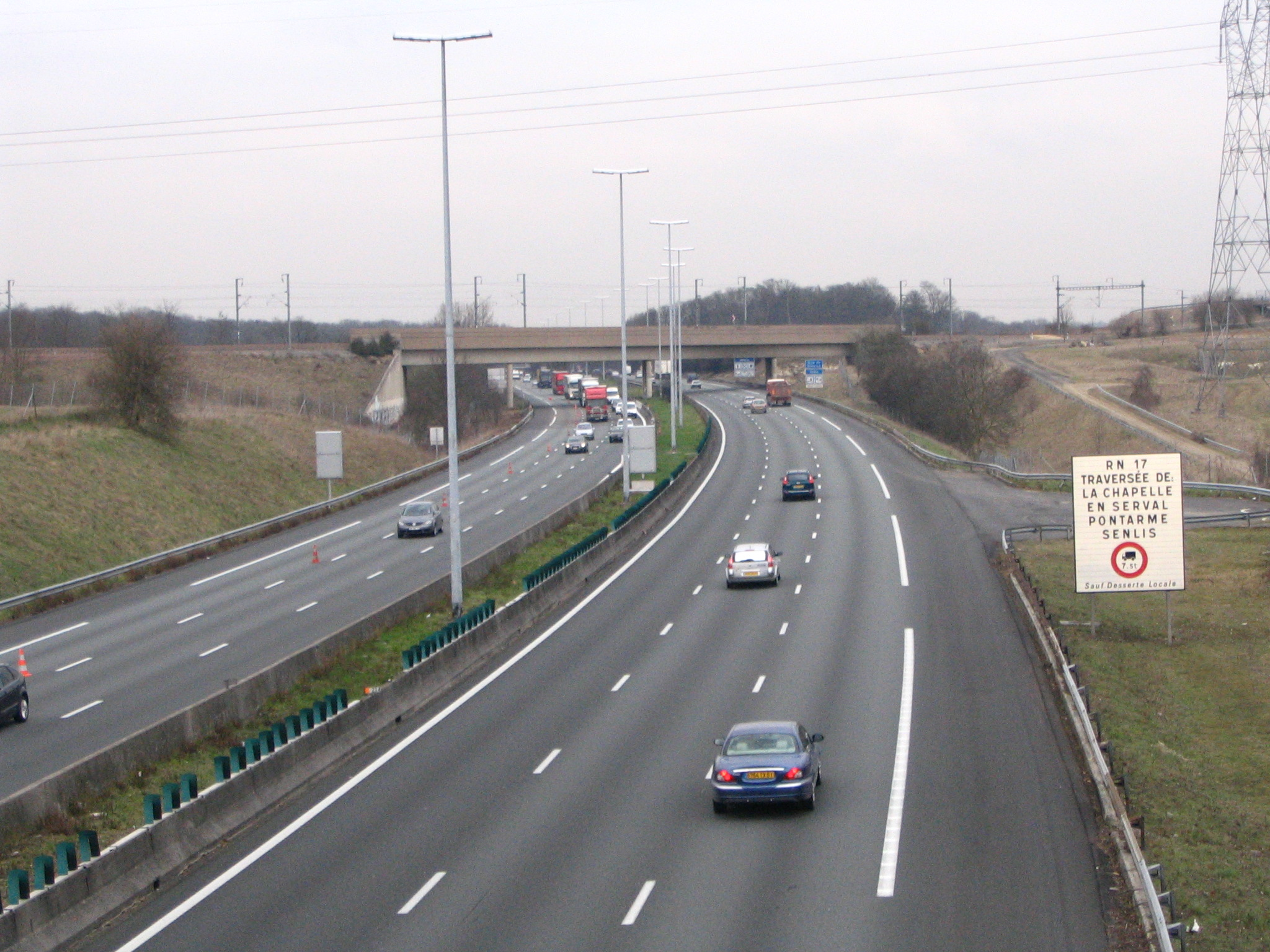
L'autoroute A1 au niveau de Chennevières-lès-Louvres (Val-d'Oise).

- Parcours : Paris, aéroport de Paris-Charles-de-Gaulle, région Hauts-de-France, parc Astérix, Lille.
- Villes à proximité de l'A1: Paris, Saint-Denis, Compiègne, Bapaume, Arras, Lens, Douai, Villeneuve-d'Ascq, Lille.
- Elle fut la première autoroute entièrement mise en service, à la fin des années 1960.
- Elle est gérée par la Sanef. L'A1 est l'autoroute urbaine la plus fréquentée de province (hors Île-de-France). En cas de fort trafic, le nombre de véhicules peut avoisiner 200 000 par jour[7] au niveau de l'échangeur avec l'A25 et la route nationale 356.
- Elle possède 23 sorties et croise 10 autoroutes : en partant de Paris, l'A86, l'A3, l'A170, l'A104, l'A29, l'A2, l'A26, l'A21, l'A22 et l'A25.
- Elle traverse 6 départements : la Seine-Saint-Denis, le Val-d'Oise, l'Oise, la Somme, le Pas-de-Calais et le Nord.
- Il existe aussi l'autoroute A1 en Martinique 🇲🇶.

A2 E 19 : Combles (A1) - Saint-Aybert (A7 Belgique)
- Longueur : 78,4 km
- Parcours : Combles à l'échangeur A1 - A2, Cambrai, Denain, Valenciennes, Saint-Aybert A7 frontière belge.
- Elle est gérée par la Sanef. Elle est à péage entre l'A1 et Hordain, puis gratuite au-delà. Elle permet la liaison directe Paris - Bruxelles via Valenciennes.
- Elle possède 26 sorties et croise 4 autoroutes : à partir de Combles, l'A1, l'A26, l'A21, l'A23.
- Elle traverse 3 départements : la Somme, le Pas-de-Calais et le Nord.

A3 E 15 : Paris (Porte de Bagnolet) - Roissy-en-France (A1)
- Longueur : 18,4 km

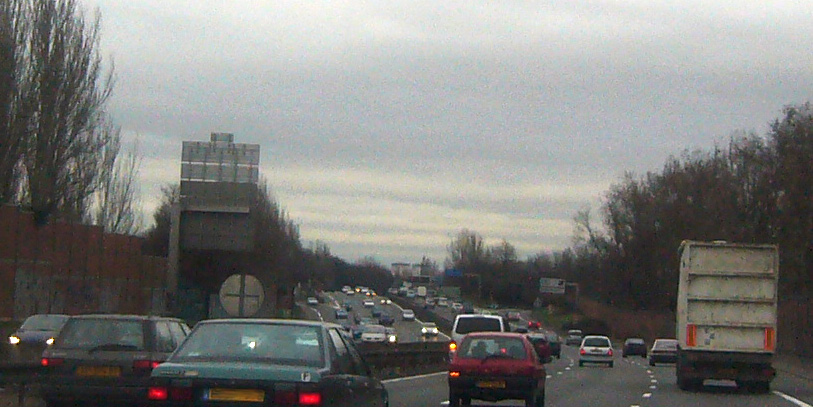
Autoroute A3

- Parcours : Paris - A1 au niveau de Roissy-en-France.
- L'A3 devait partir à l'origine de l'A104 à Torcy (ex A199) et rejoindre l'actuelle A103. Le projet a été abandonné. La N2 partant de l'échangeur A1/A3 devait être transformée en autoroute A3 jusqu'à Soissons voire Laon. Le projet est resté au stade de projet et ne verra probablement jamais le jour. L'autoroute possède un tronc commun avec l'A86 sur 1,5 kilomètre.
- Elle est gratuite et permet de contourner Paris par l'est et rejoindre l'A86 depuis l'A1.
- Elle possède 9 sorties et croise 4 autoroutes : à partir de Paris, l'A86, l'A103, l'A170 et l'A1. Elle croise aussi le Boulevard Périphérique de Paris.
- Elle traverse 2 départements : la Seine-Saint-Denis et le Val-d'Oise.

A4 E 17 E 25 E 46 E 50 E 54 Autoroute de l'Est : Paris (Porte de Bercy) - Strasbourg (Reichstett) (RM 35)
- Longueur : 482 km[réf. nécessaire]

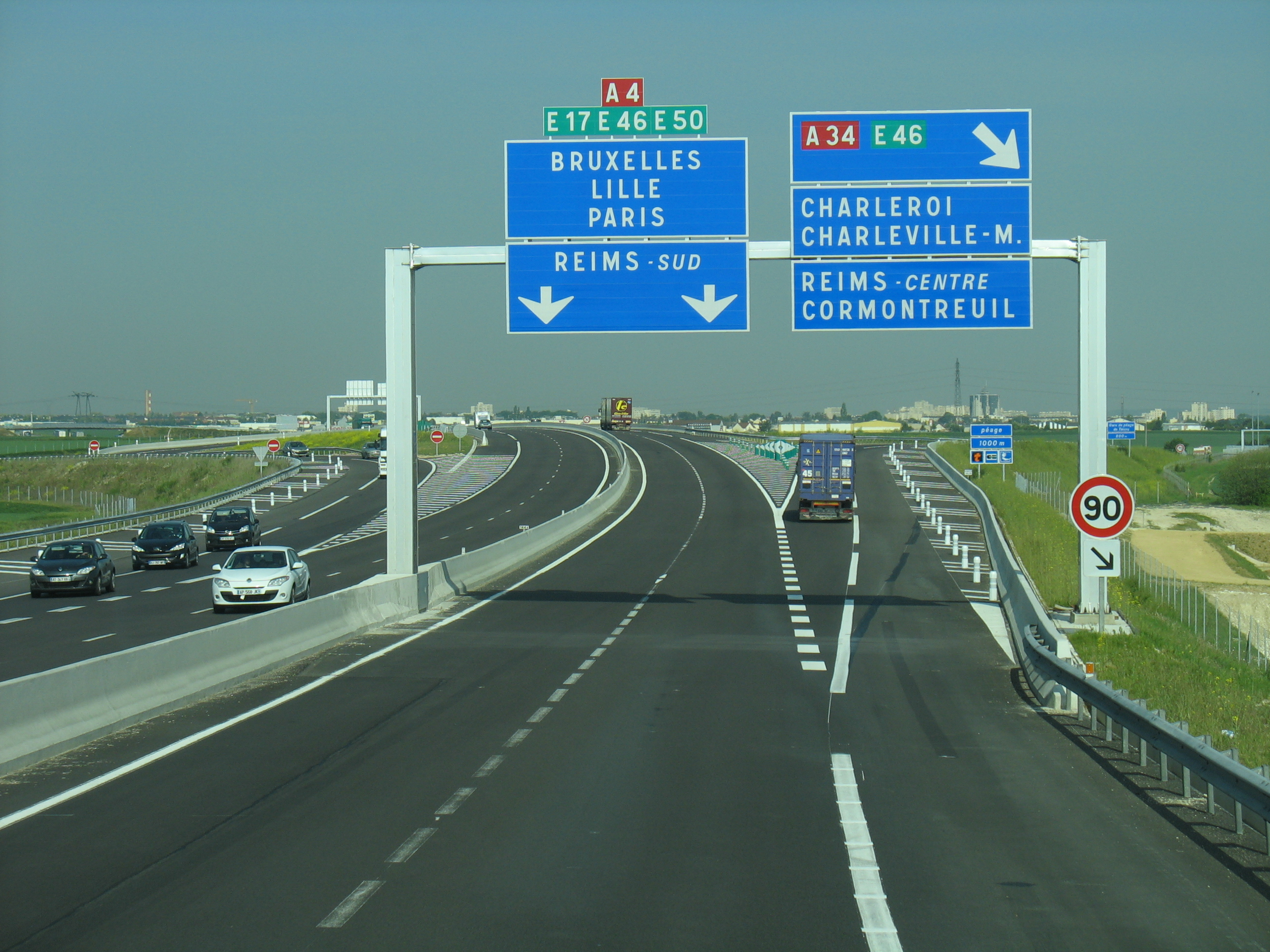
Autoroute A4 et échangeur avec A34 proche de Reims.

- Parcours : Paris, tronc commun avec l'A86, Marne-la-Vallée, Disneyland Paris, Reims, Châlons-en-Champagne, Metz, passe près de la frontière allemande à proximité du Land de Sarre, Haguenau, Strasbourg.
- La N4 aurait pu devenir l'A4, mais son itinéraire direct ne passait pas par Reims, Châlons-en-Champagne et Metz. Il a donc été décidé de faire l'A4 en site propre pour desservir ces villes.
- Elle est gérée par Sanef.
- Elle possède 50 sorties et croise 14 autoroutes: en partant de Paris, l'A86, l'A104, l'A140, l'A26, l'A31, l'A314, l'A315, l'A320, l'A340, l'A35, l'A350 et l'A351.
- Elle traverse 10 départements : le Val-de-Marne, Paris, la Seine-Saint-Denis, la Seine-et-Marne, l'Aisne, la Marne, la Meuse, la Meurthe-et-Moselle, la Moselle et le Bas-Rhin.

A5 E 17 E 54 E 511 La Champenoise : Paris (Lieusaint) (RN 104) - Langres (A31)
- Longueur : 225 km

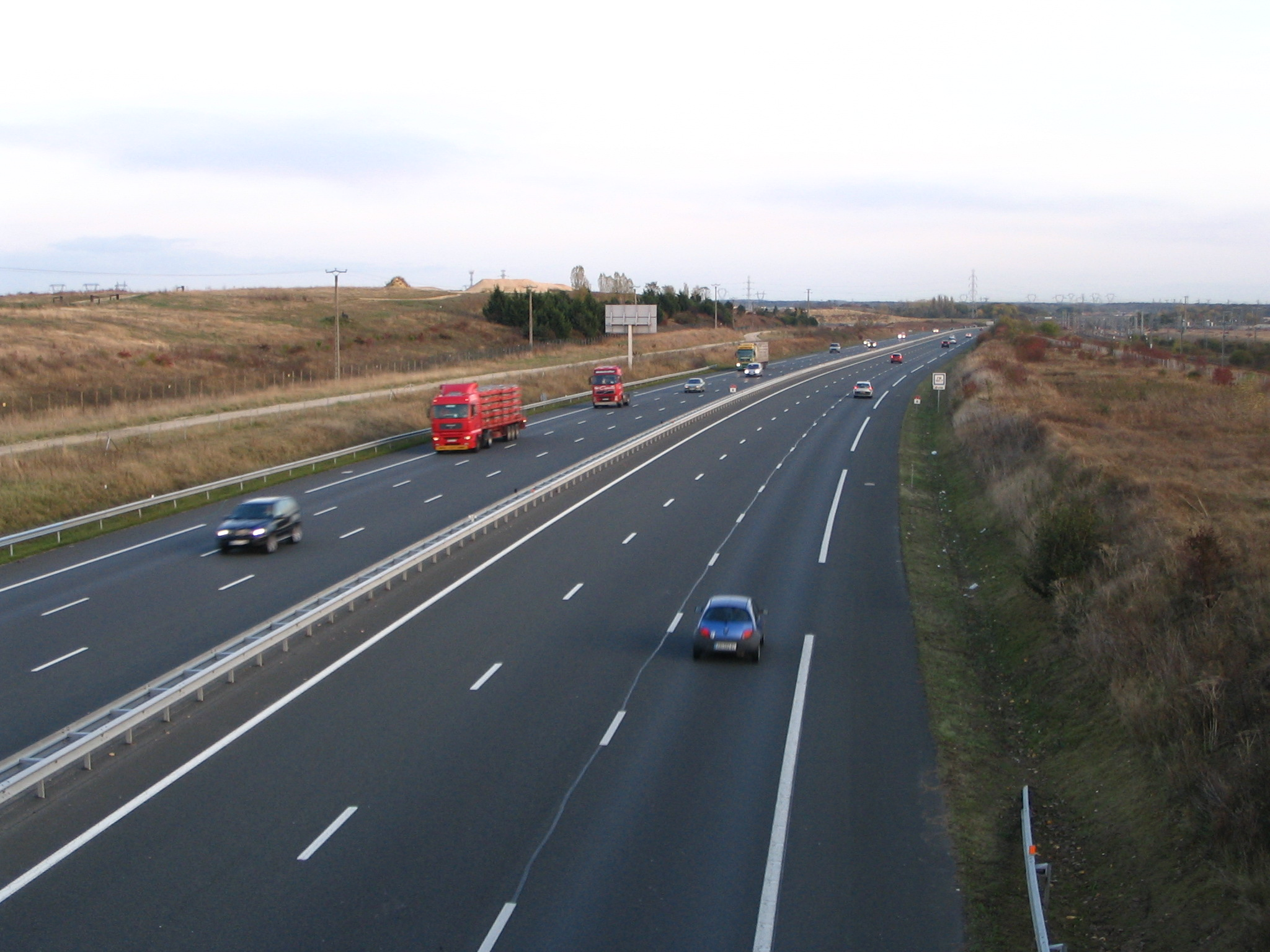
Autoroute A5

- Parcours : A5a-A5b, Melun, Montereau-Fault-Yonne, Sens, Troyes, Colombey-les-Deux-Églises, Chaumont, Langres.
- Son dernier tronçon, entre Troyes et l'Île-de-France, fut achevé en 1995. Le prolongement vers Vesoul, Belfort (A36), Mulhouse et la Suisse est prévu. Ce projet devait passer par la transformation de la RN 19 en autoroute. Cependant cette hypothèse aurait été écartée. Le numéro A5 serait remplacé par A319.
- Elle est gérée par APRR et elle est à péage entre Montereau-sur-le-Jard et son extrémité (A31).
- Elle possède 24 sorties et croise 3 autoroutes : en partant de Paris (A5a et A5b confondues), l’A19, l'A26 et l'A31.
- Elle traverse 5 départements : l'Essonne, la Seine-et-Marne, l'Yonne, l'Aube et la Haute-Marne.

A6 E 15E 21E 60 Autoroute du Soleil : Paris (Wissous) (A6a-A6b & A10) - Lyon (Limonest) (M6 & A89)
- Longueur : 445 kilomètres[8].
- Parcours : Évry-Courcouronnes, Fontainebleau, Nemours, Courtenay, Auxerre, Beaune, Chalon-sur-Saône, Mâcon, Villefranche-sur-Saône, Dardilly, Lyon (BP, tunnel de Fourvière, centre d'échanges de Perrache).
- Première partie du voyage des vacanciers parisiens souhaitant atteindre les côtes méditerranéennes, elle a détrôné la N7 dans ce rôle. L'A6 fut l'une des premières autoroutes à partir de Paris. Elle relia d'abord Paris à Fontainebleau (en englobant le tronçon de l'actuelle N37 entre Cély et Barbizon). Puis, au milieu des années 1960, le tronçon suivant fut inauguré en grande pompe par Georges Pompidou. Elle se rendait alors jusqu'à Avallon. La traversée du Morvan ne fut achevée qu'au début des années 1970, mettant fin aux calvaires saisonniers de Saulieu, Chagny et au mythe de la N7.
- Elle est gérée par Autoroutes Paris-Rhin-Rhône (APRR). L'A6, malgré son intense trafic, est à 2×2 voies entre Auxerre et Beaune durant la traversée du Morvan.
- Un déclassement de l'A6 à l'entrée de Lyon a été réalisé en 2017. À partir de la sortie 33 (Limonest) et jusqu'à l'arrivée sur l'A7 (Perrache), l'A6 est devenue M6 et n'est à ce titre plus considérée comme une autoroute.
- Elle possède 38 sorties et croise 12 autoroutes : en partant de Paris (A6a et A6b confondues), l'A106, l'A86, l'A10, l'A126, l'A77, l'A19, l'A38, l'A31, l'A40, l'A406, l'A46, l'A466 et l'A89
- Elle traverse 11 départements : Paris, le Val-de-Marne, les Hauts-de-Seine, l'Essonne, la Seine-et-Marne, le Loiret, l'Yonne, la Côte-d'Or, la Saône-et-Loire, le Rhône et la métropole de Lyon.

A6a E 5 Autoroute du Soleil : Paris (Porte d'Orléans) - Wissous (A6 & A10)
- Longueur : 10 kilomètres
- Parcours : Paris, Wissous
- Elle croise 3 autoroutes : en partant de Paris, l'A6b, l'A106 et l'A10

A6b E 15E 50 Autoroute du Soleil  : Paris (Porte d'Italie) - Wissous (A6 & A10)
- Longueur : 10 kilomètres
- Parcours : Paris, Wissous
- Elle croise 4 autoroutes : en partant de Paris, l'A6a, l'A86, l'A106 et l'A10

A7 E 15E 80E 714 Autoroute du Soleil : Lyon (Pierre-Bénite) (M7 & A450) - Marseille
- Longueur : 306 kilomètres[réf. nécessaire]

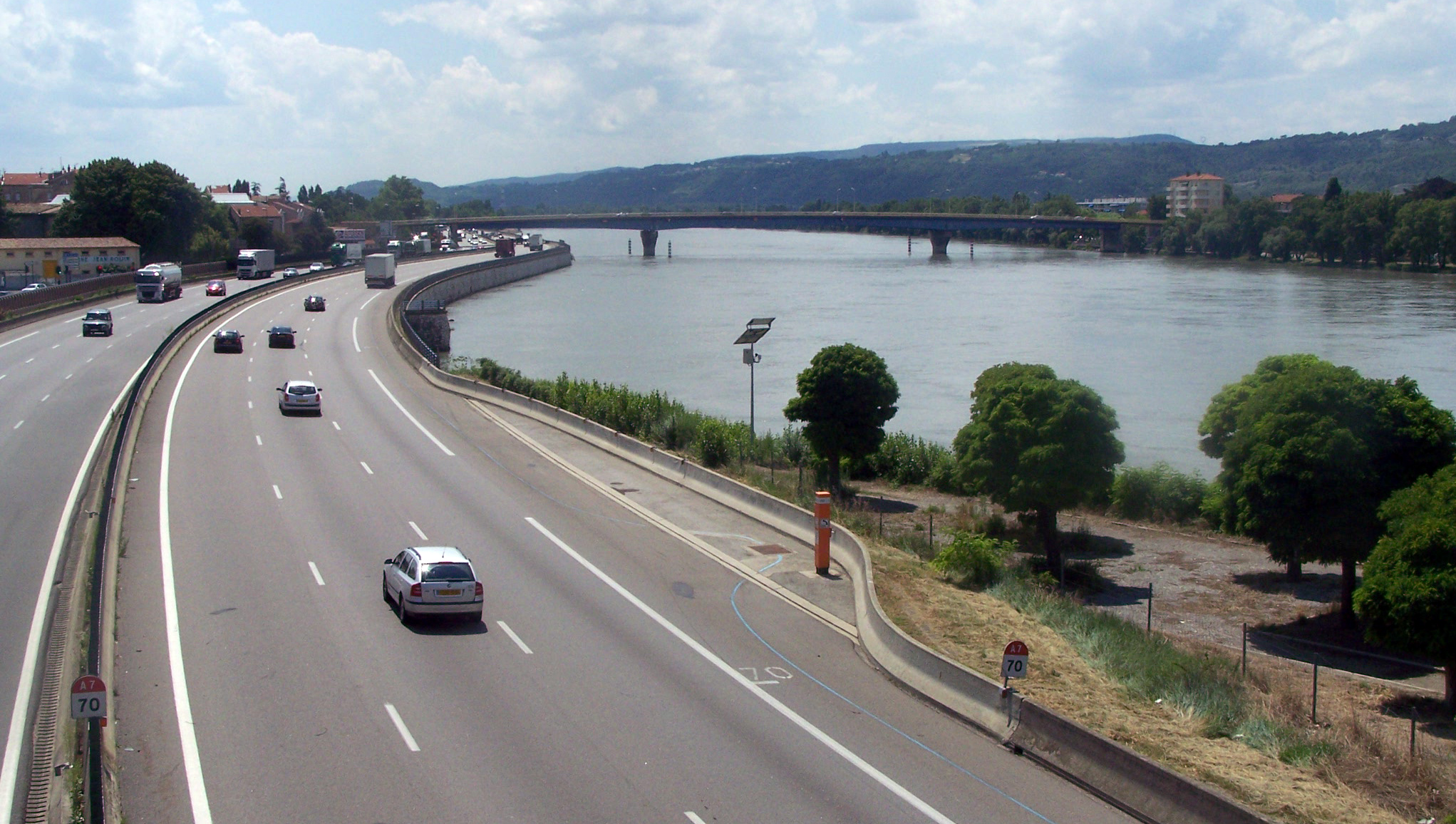
Autoroute A7 bordant le Rhône à Valence (Drôme).

- Parcours : Lyon (Perrache, BP Est), Givors, Chasse-sur-Rhône, Vienne, Chanas, Tournon-sur-Rhône, Valence, Livron-sur-Drôme, Loriol-sur-Drôme, Montélimar, Pierrelatte, Bollène, Orange, Châteauneuf-du-Pape, Sorgues, Avignon, Cavaillon, Salon-de-Provence, Aix-en-Provence, Vitrolles, Les Pennes-Mirabeau, Marseille (Saint-Charles). À noter que l'A7 suit le cours du Rhône de Lyon à Orange.
- Pendant une dizaine d'années, l'A7 s'arrêtait aux portes de Vienne, en raison de la difficulté du terrain pour construire une rocade. La traversée de la ville était obligatoire (et très longue en été) avant de repartir sur la suite de l'autoroute. Depuis, un contournement de la ville se fait entre Vienne quartier d'Estressin et Ampuis, avant de rejoindre la barrière de péage de Reventin-Vaugris. À Marseille une portion de 1 km de l'A7 a été détruite. Elle arrive maintenant à hauteur de Saint Lazare et laisse place sur son dernier kilomètre à des modes de déplacement plus doux. Le projet de mise à 2×5 voies de l'A7 a été définitivement écarté compte tenu des difficultés techniques pour l'ajout des deux voies supplémentaires par sens[9]. Outre l'impact environnemental les populations vivant autour de l'axe Rhodanien (surtout en Drôme) sont opposées à tout nouveau projet d'infrastructure. La Drôme devant supporter actuellement l'A7, la RN7 ainsi que la LGV Méditerranée et la voie TER express en rive ouest du Rhône.
- L'A7 est gérée par les ASF, filiale du groupe Vinci. Elle est à péage entre Vienne et Salon-de-Provence. L'A7 est le théâtre d'immenses embouteillages s'étalant sur plus de 200 km (entre Lyon et Orange) à chaque période estivale. Ceci rouvre perpétuellement le débat du dédoublement de l'axe. L'A7 draine en moyenne 70 000 véhicules par jour[10],[11],[12], sachant que le seuil de saturation d'une autoroute 2×3 voies de plaine est fixé à environ 70 000 véhicules par jour, on considère que l'A7 a une capacité de service de 100 %. Lors des transhumances estivales le trafic monte jusqu'à 175 000 véhicules en une journée d'après les comptages des ASF. On atteint une demande de trafic de l'ordre de 250 %. Selon Bison Futé, l'A7 est considérée comme chargée 40 jours par an dont au moins 14 classés en prévision rouge ou noire.
- Le début de l'autoroute A7 a fait l'objet d'un déclassement en 2017. Du point de départ de l'autoroute (Perrache) jusqu'à la sortie 4 et la liaison avec l'A450 (Pierre-Bénite), l'A7 est devenue M7 et, de la même manière que la partie de l'A6 devenue M6, elle n'est plus considérée comme une autoroute.
- Elle possède 37 sorties et croise 10 autoroutes : en partant de Lyon, l'A6, l'A450, l'A46, l'A47, l'A9, l'A54, l'A8, l'A55, l'A557 (accessible que depuis Lyon).
- Elle traverse 6 départements : la métropole de Lyon, le Rhône, l'Isère, la Drôme, le Vaucluse et les Bouches-du-Rhône.

A8 E 74 E 80 La Provençale : Coudoux (A7) - Menton (A10 Italie)
- Longueur : 224 km

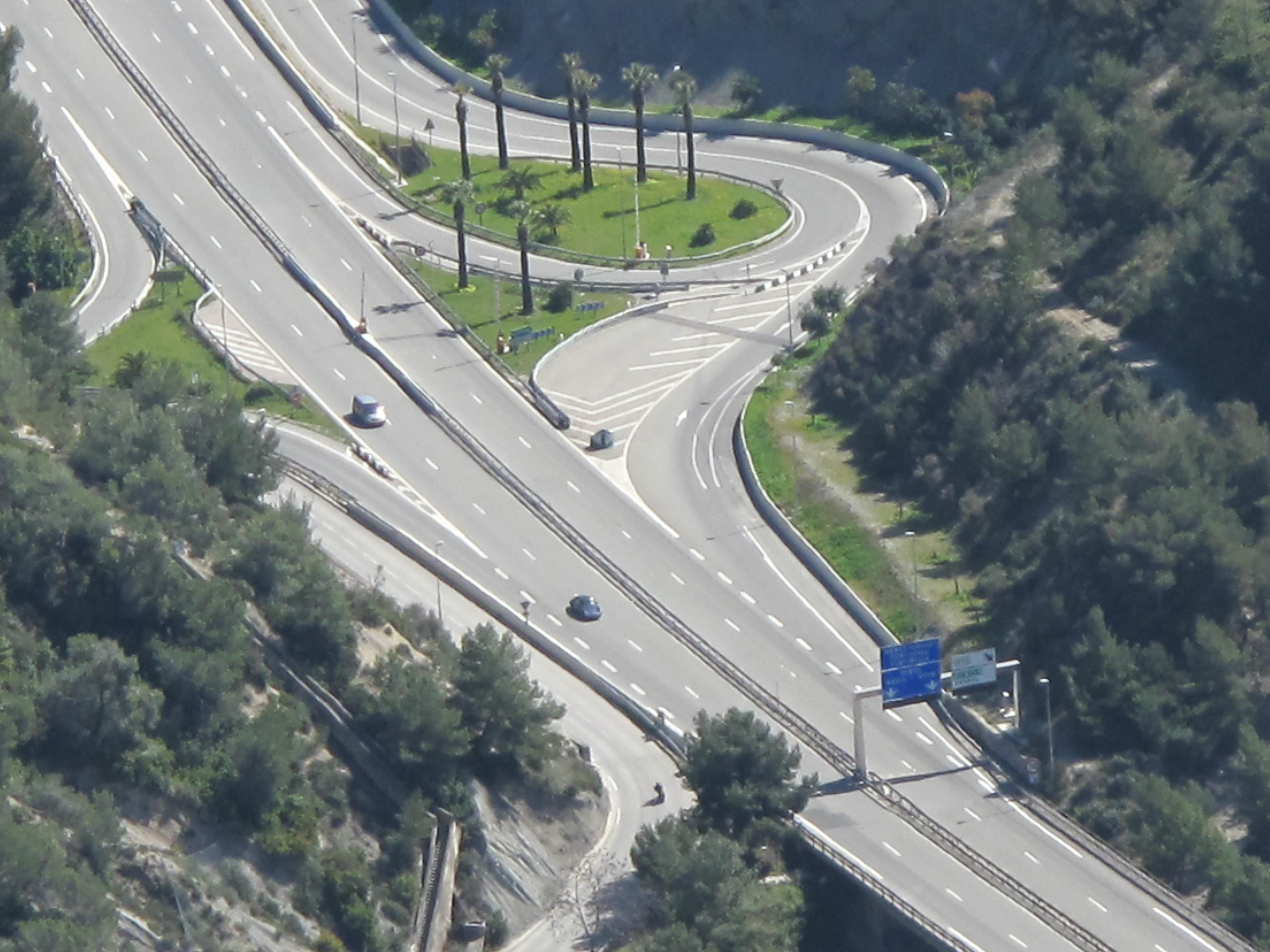
Sortie vers Menton de l'autoroute A8, vue depuis le village de Sainte-Agnès, (Alpes-Maritimes).

- Parcours : A7, Coudoux, Aix-en-Provence, Saint-Maximin-la-Sainte-Baume, Brignoles, Le Muy, Fréjus, Cannes, Antibes, Cagnes-sur-Mer, Nice, Monaco (via A500), Menton, A10 frontière italienne.
- Elle fut l'une des premières autoroutes construites (fin des années 1950) et concédée. Le projet de dédoublement de l'A8 a longtemps suscité le débat du point de vue du relief. Compte tenu des caractéristiques, dont de nombreux ponts et tunnels à construire, le projet a été abandonné en raison de son coût élevé[13].
- Elle est gérée par Escota de l'Italie à Aix-en-Provence et par ASF sur la portion la plus à l'ouest (Groupe Vinci Autoroutes). Autour de Nice elle joue le rôle d'une rocade partielle en complément de la voie Pierre Mathis. Sur les hauteurs de Nice, l'A8 est en voie d'être déplacée pour pallier le problème d'éboulement et de mouvement de terrain récurrent sur cette section. L'A8 est connue pour ses embouteillages sur la section au nord de Nice. L'A8 joue le rôle de rocade périphérique urbaine. La section brasse un trafic au statut divers et varié, aussi bien du local que régional ou encore international, avec la proximité de l'Italie. Le trafic quotidien est très important, on l'estime à 150 000 par jour[14].
- Elle possède 30 sorties et croise 5 autoroutes : à partir de Coudoux, l'A7, l'A51, l'A52, l'A57, l'A500.
- Elle traverse 3 départements : les Bouches-du-Rhône, le Var et les Alpes-Maritimes.

A9 E 15 E 80 La Languedocienne puis la Catalane à partir de Narbonne : Orange (A7) - Le Perthus (AP-7 Espagne)
- Longueur : 280 km

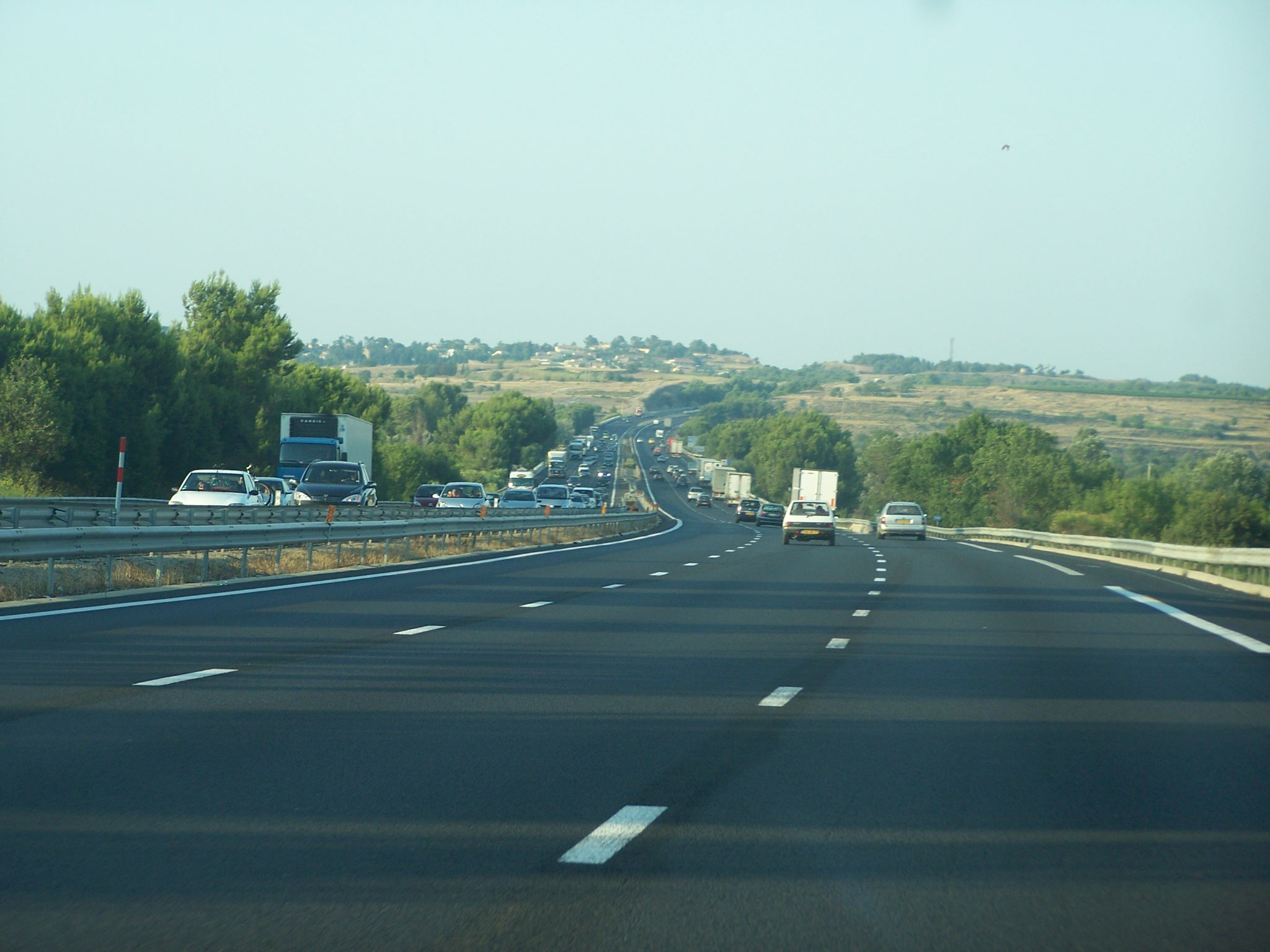
Autoroute A9

- Parcours : Orange, N580 (la Rhodanienne), Villeneuve-lès-Avignon, Avignon, Beaucaire et Tarascon, Nîmes, Lunel, Montpellier, Sète, Agde, Béziers, Narbonne, Port-la-Nouvelle, Perpignan, Le Perthus, AP-7 frontière espagnole.
- Elle est gérée dans sa totalité par les ASF. L'A9 s'inscrit dans la suite logique de l'A7 pour desservir tout l'arc languedocien. C'est le principal axe de communication entre la France et l'Espagne. La continuité de l'A9 est l'autoroute espagnole AP-7, cette autoroute dessert Barcelone.
- Au sud de Montpellier, l'ancienne A9 au plus près de la ville est devenue A709 (section gratuite à 2×3 voies et gérée par les ASF) en mars 2017. Le nouveau tronçon à quelques centaines de mètres plus loin est intégré au système de péage fermé de l'A9 entre Baillargues-Vendargues et Saint-Jean-de-Védas. L'A9 sera à moyen terme mise à 2×3 voies sur la quasi-totalité de son parcours en raison de l'explosion du trafic routier vers l'Espagne[15].
- Elle possède 40 sorties et croise 5 autoroutes : en partant de l'Espagne, l'A61, l'A75, l'A709 (2 fois, rocade de Montpellier) l'A54 et l'A7.
- Elle traverse 5 départements : les Pyrénées-Orientales, l'Aude, l'Hérault, le Gard et le Vaucluse.

A10 E 5 E 50 E 60 E 606 L'Aquitaine : Paris (Wissous) (A6a-A6b) - Bordeaux (Lormont) (A630 / RN 230), et section de l'autoroute des Estuaires[réf. nécessaire] entre Saintes et Bordeaux.
- Longueur : 557 kilomètres

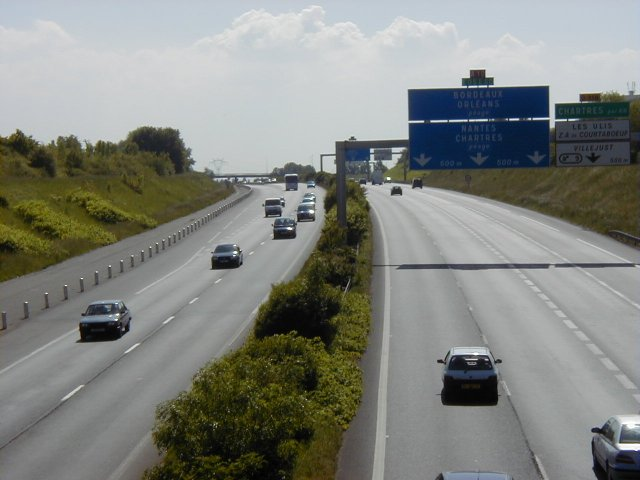
Autoroute A10 à proximité de Paris, au niveau de la sortie no 9

- Elle est gérée par Cofiroute (groupe Vinci) de son raccordement à La Folie-Bessin (commune d'Orsay), puis par les Autoroutes du Sud de la France (ASF) au sud de Poitiers. C'est ainsi le plus long axe autoroutier français sous un même numéro. Elle relie le sud de l'agglomération parisienne à la préfecture de la région Nouvelle Aquitaine via plusieurs villes des régions Centre-Val de Loire (Orléans, Blois, Tours) et de l'ancienne région Poitou-Charentes (Châtellerault, Poitiers, Niort, Saintes). Sur le tronçon A11 - Orléans est testée la bande d'arrêt d'urgence continue.
- À deux kilomètres environ de sa séparation avec l'A11, l'A10 est coupée par la barrière de péage de Saint-Arnoult-en-Yvelines (commune de Ponthévrard), qui est la plus importante d'Europe (600 m de large).
- Elle possède 45 sorties et croise 9 autoroutes : en partant de Paris l'A6, l'A126, l'A11, l'A19, l'A71, l'A28, l'A85, l'A83, l'A837 (accessible seulement depuis Bordeaux) et l'A630.
- Elle traverse 11 départements : l'Essonne, les Hauts-de-Seine, les Yvelines, l'Eure-et-Loir, le Loiret, le Loir-et-Cher, l'Indre-et-Loire, la Vienne, les Deux-Sèvres, la Charente-Maritime et la Gironde.

A11 E 50 E 60 E 501 L'Océane : Ponthévrard (A10) - Nantes (A844)
- Longue de 347 kilomètres, elle est gérée par la société Cofiroute (groupe Vinci), sauf entre Le Mans et Angers (par ASF).
- Elle traverse Chartres et Le Mans avant de se diriger vers le sud-ouest pour rejoindre le val de Loire.
- Elle dessert et contourne Angers par le Nord puis Nantes.
- Elle s'arrête précisément dans la commune de La Chapelle-sur-Erdre.
- Elle possède 27 sorties et dessert 7 autoroutes : en partant de Ponthévrard la A10, la A28, la A81, la A85, la A87, la A811 et la A844.
- Elle traverse 5 départements : les Yvelines, l'Eure-et-Loir, la Sarthe, le Maine-et-Loire et le Loire-Atlantique.

A12 : Bailly (A13) - Montigny-le-Bretonneux (RN 10)
- Elle est composée d'une courte antenne de 8,8 km, inaugurée en 1950. Elle est gérée par la DIR-Ile-de-France. Un prolongement est lancé en 2006, en direction de Rambouillet[16]. Cette section devrait être opérationnelle en 2020. Il y a également un projet de prolongement vers le nord en tunnel, vers Rueil-Malmaison en la raccordant à la A86.
- Elle possède 3 sorties et croise 1 autoroute, l'A13.
- Elle traverse 1 département : les Yvelines.

A13 E 5 E 46 E 402 Autoroute de Normandie : Paris (Porte d'Auteuil) - Caen (RN 814).

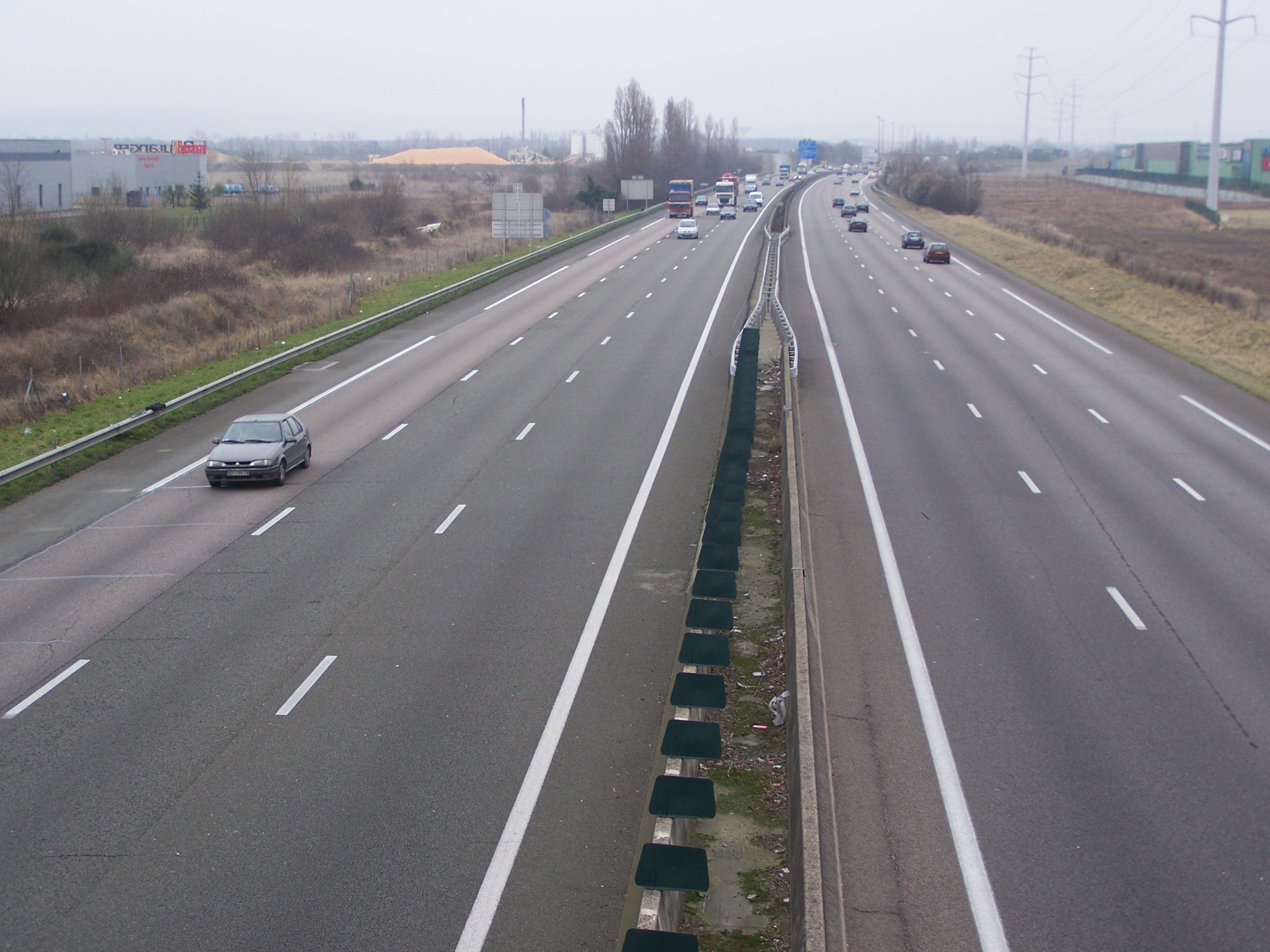
L'autoroute A13 traversant Aubergenville (Yvelines).

- Longue de 226 km, elle est gérée par la Société des autoroutes Paris-Normandie (SAPN). Depuis l'ouest de l'Île-de-France (Mantes-la-Jolie), elle traverse la région Normandie et dessert Rouen et Caen par la rive gauche de la Seine.Elle possède une courte antenne, l'A13a qui relie l'A13 à Bonnières-sur-Seine. Elle comporte une sortie, uniquement accessible depuis l'autoroute A13. Elle mesure 4 kilomètres.
- Des travaux sont en cours entre l'A29 et Caen afin de la transformer en 2×3 voies.
- À moyen terme, l'A13 sera prolongée jusqu'à Cherbourg, par le biais du contournement de Bayeux déjà ouvert. La section « Saint-Cloud - Orgeval » aurait dû ouvrir vers 1940 si la Seconde Guerre mondiale n'avait pas eu lieu. Finalement, elle fut ouverte en 1946, ouverture qui entraîna la reconstruction du Pont de Saint-Cloud où elle s'arrêtait. En 1974, un viaduc autoroutier relia le boulevard périphérique à l'A13 via le tunnel de Saint-Cloud. Ce dernier fut doublé en 1976.
- Elle possède 32 sorties et croise 10 autoroutes : en partant de Paris, l'A86, l'A12, l'A14, l'A154, l'A139, l'A28, l'A131, l'A29, l'A132 et l'A813.
- Elle traverse 6 départements : Paris, les Hauts-de-Seine, les Yvelines, l'Eure, la Seine-Maritime et le Calvados.

A13a : Bonnières-sur-Seine - Rosny-sur-Seine (A13)
- Longueur : 4 kilomètres
- Parcours : Bonnières-sur-Seine, Rosny-sur-Seine
- Elle est composée d'une courte antenne de 4 km, l'A13a qui relie l'A13 à Bonnières-sur-Seine. Elle comporte une sortie, uniquement accessible depuis l'autoroute A13.
- Elle croise 1 autoroute : l'A13
- Elle traverse 1 département : les Yvelines.

A14 : Paris (La Défense) (RN 13) - Orgeval (A13).

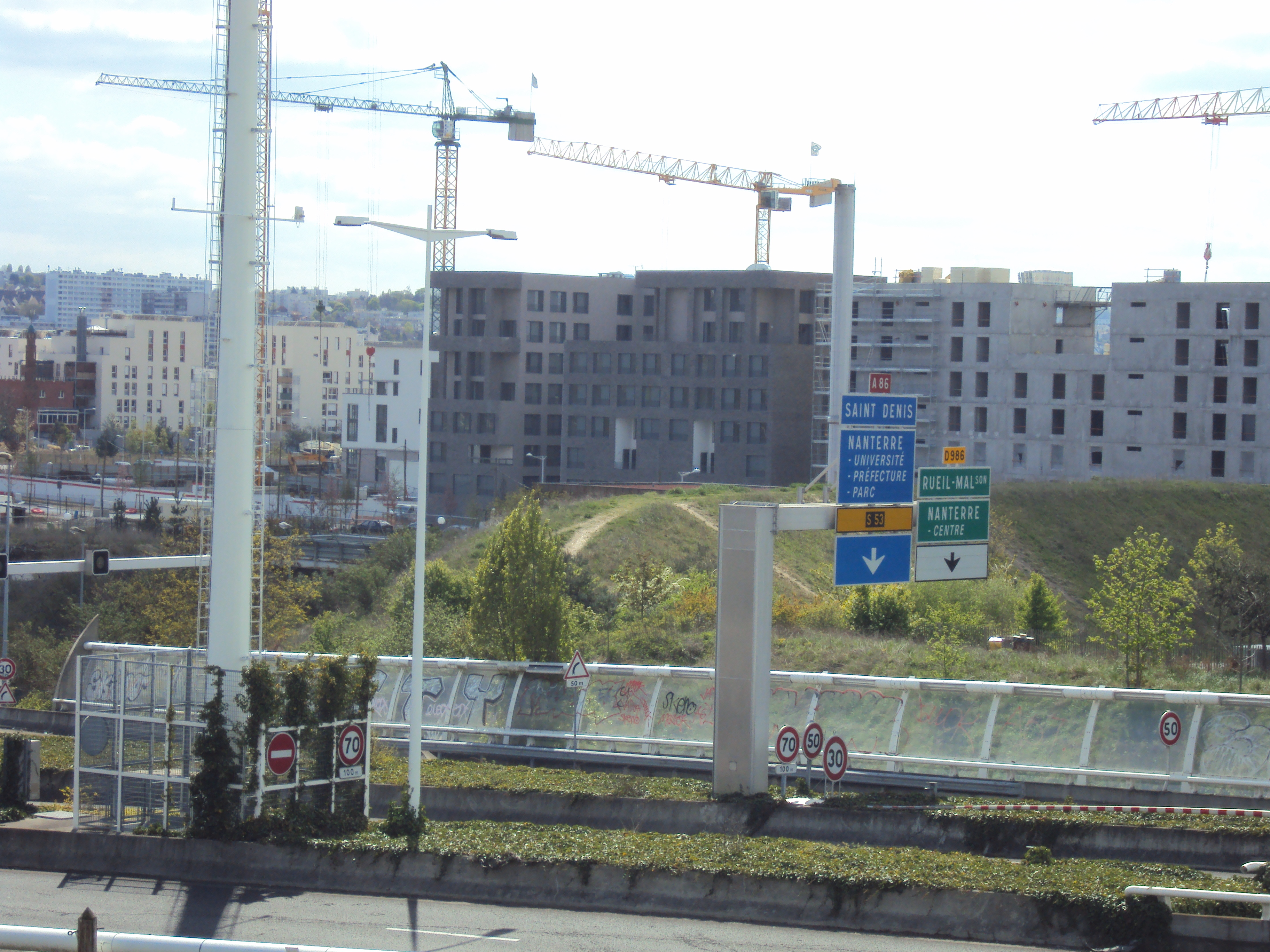
Autoroute A14 entre le Viaduc et le tunnel a Nanterre.

- Gratuite du pont de Neuilly à l'A86, payante au-delà, à cause des tunnels passant sous la forêt de Saint-Germain-en-Laye. Son exploitation dans la partie concédée est confiée à la Société des autoroutes Paris-Normandie. Longue de 21,7 km, il s'agit d'un nouveau concept d'autoroute à péage en zone urbaine. Les personnes pratiquant le covoiturage peuvent obtenir un badge qui leur permet de l'emprunter gratuitement.
- Elle possède 7 sorties et croise 2 autoroutes : en partant de Paris, l'A86 et l'A13.
- Elle traverse 2 départements : les Hauts-de-Seine et les Yvelines.

A15 : Gennevilliers (A86) - Cergy-Pontoise (RN 14 / RD 14)
- Longue de 26,6 km, elle est gérée par la Direction des Routes Île-de-France (DIRIF).
- À l'origine, devait atteindre Rouen puis Le Havre via la rive droite de la Seine. Des sections normandes de cette autoroute furent achevées comme Rouen - Yvetot (reprise par l'A150) et pont de Tancarville - Harfleur (reprise par l'A131).
- Elle possède 13 sorties et croise 2 autoroutes : en partant de Paris, l'A86 et l'A115.
- Elle traverse 2 départements : les Hauts-de-Seine et le Val-d'Oise.

A16 E 40 E 44 E 402 L'Européenne : Montsoult (RN 104) - Ghyvelde (A18 Belgique).

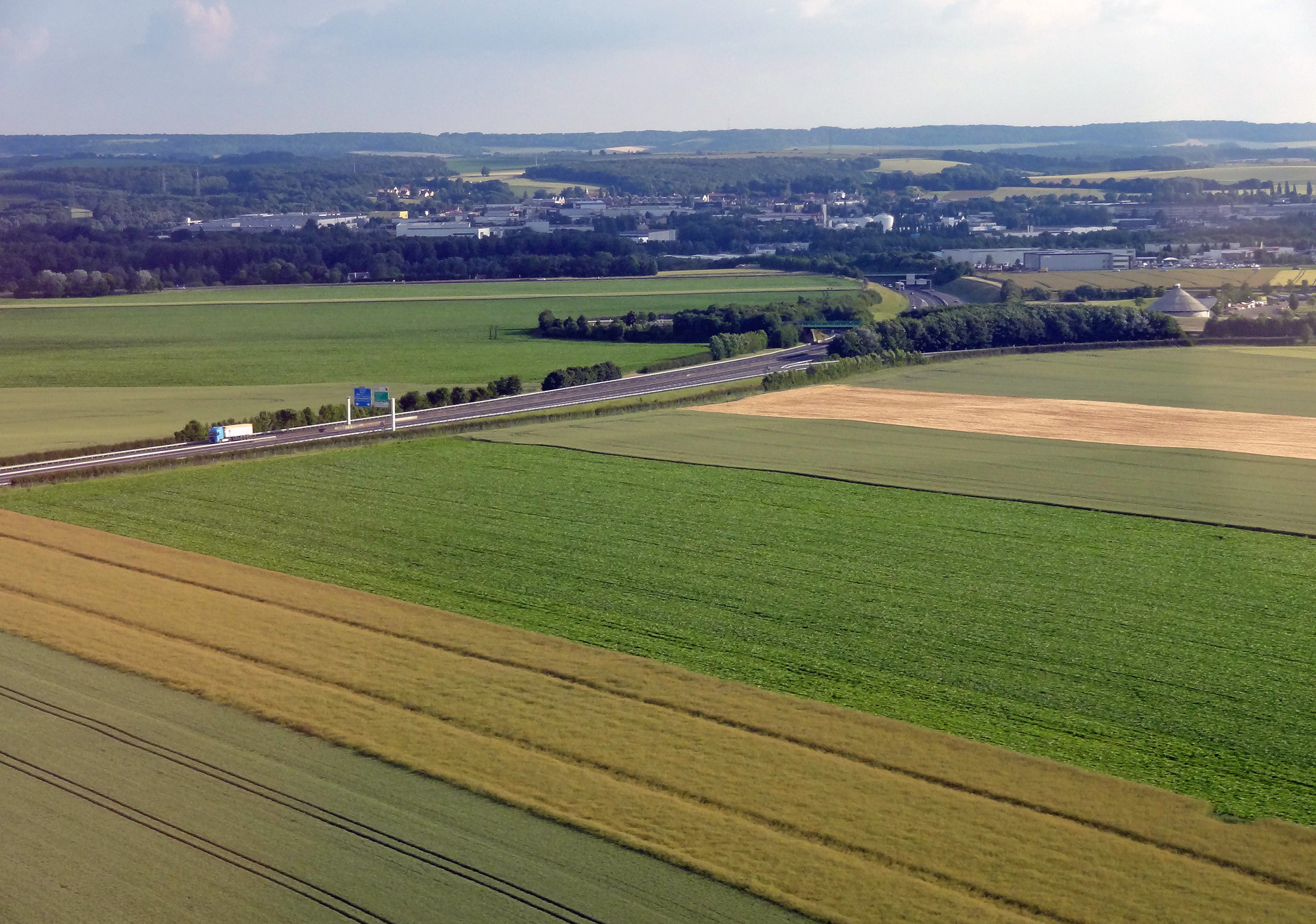
Autoroute A16 à Therdonne (Oise).

- Cette autoroute constitue un tronçon de l'autoroute des Estuaires entre Abbeville et la frontière[réf. nécessaire].
- Longue de 337 kilomètres,
- Parcours Montsoult D 301/N104, L'Isle-Adam, Beauvais, Amiens, Abbeville, Boulogne-sur-Mer, Calais, Dunkerque, Ghyvelde, A18 frontière Belge.
- Elle est gérée par SANEF de L'Isle-Adam à son raccordement avec la RN 1 jusqu'à Boulogne-sur-Mer. Au-delà, c'est la direction interdépartementale des routes du Nord qui l'a à sa charge. Entre Abbeville et Boulogne-sur-Mer, l'autoroute est souvent interdite aux caravanes et aux poids-lourds en raison du fort vent qui souffle en provenance de la Manche.
- Elle possède 56 sorties et croise 4 autoroutes : en partant de Montsoult, l'A29, l'A28, l'A26, l'A216.
- Elle traverse 5 départements : le Val-d'Oise, l'Oise, la Somme, le Pas-de-Calais et le Nord.

A19 E 60 E 511 L'Éco Autoroute : Sens (A5) - Artenay (A10)
- Elle mesure 131 kilomètres.

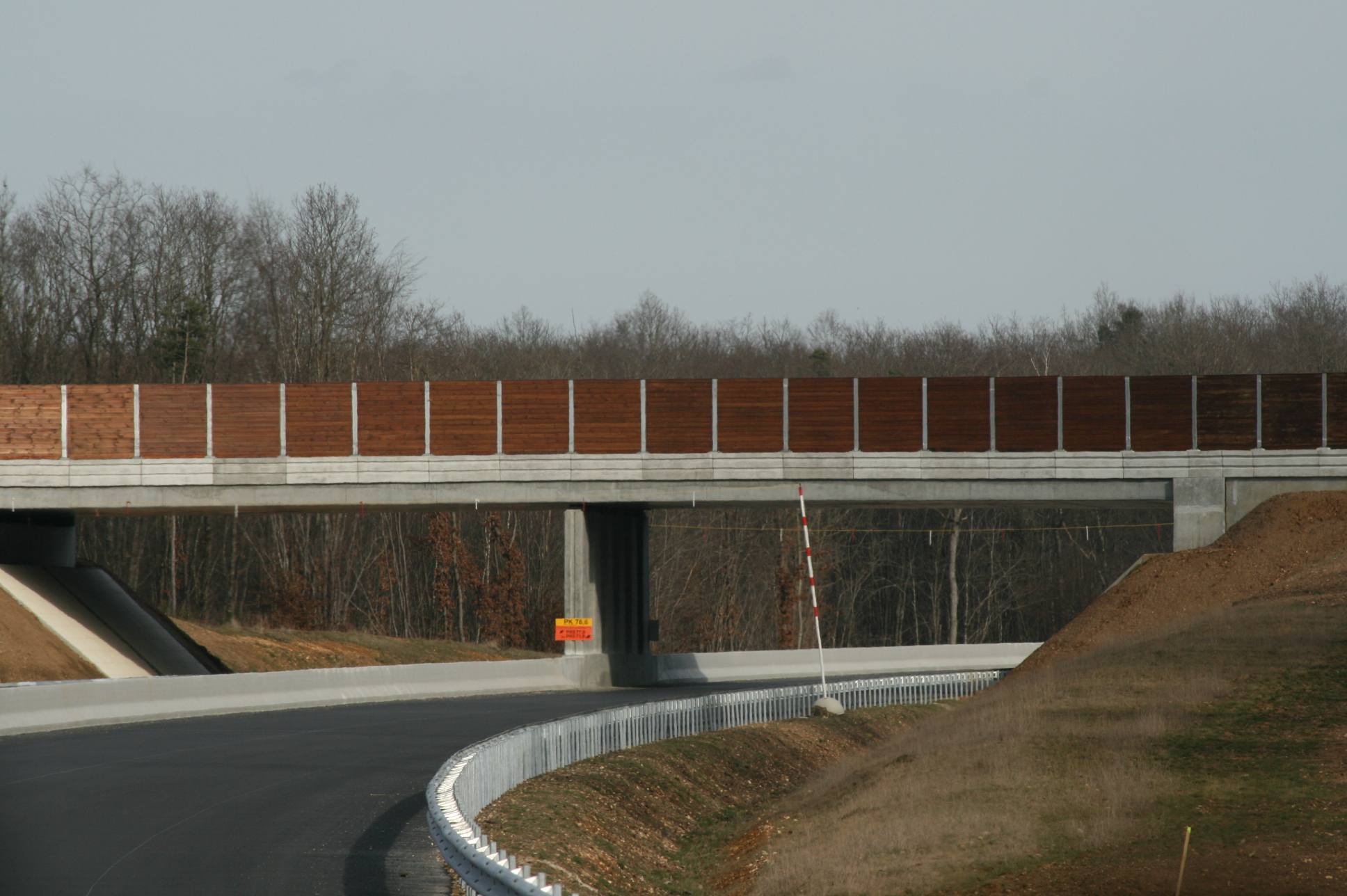
Autoroute A19 en construction

- L'autoroute A19 relie l'A5 à l'A10 entre Sens dans le département de l'Yonne et Artenay dans le département du Loiret. Elle s'inscrit dans le plan du grand contournement de Paris. La première section, de 30 km de longueur, reliant Sens à l'échangeur A19-A6 situé près de Courtenay a été mise en service en 1993 et son exploitation est concédée à APRR.
- La deuxième section, de 101 km de longueur, reliant Courtenay à Artenay, a été mise en service le 16 juin 2009. La conception, la construction et l'exploitation a été concédée à la société Arcour, qui a elle-même concédé l'exploitation à la société Cofiroute.
- Le nom Éco Autoroute a été inspiré par les travaux spécifiques réalisés pour l'intégration de l'autoroute dans son environnement (intégration paysagère, bassins de traitement des eaux de ruissellement, passages pour animaux sauvages, murs anti-bruit), qui a fait dire à Dominique Bussereau, alors secrétaire d'État chargé des transports, que « par la qualité de [cette] intégration [...], l'A19 constitue un modèle vers lequel l'ensemble du réseau autoroutier doit tendre »[17].
- Elle possède 7 sorties et croise 3 autoroutes : en partant de Sens, l'A6, l'A77 et l'A10.
- Elle traverse 2 départements : l'Yonne et le Loiret.

## De A20 à A29
Les autoroutes A2x sont principalement situées dans le Nord de Paris (à l'exception de l'A20 et d’une partie de l'A28). L'autoroute A24 n'existe pas.
A20 E 9 E 70 L'Occitane : Vierzon (A71) Montauban (A62).

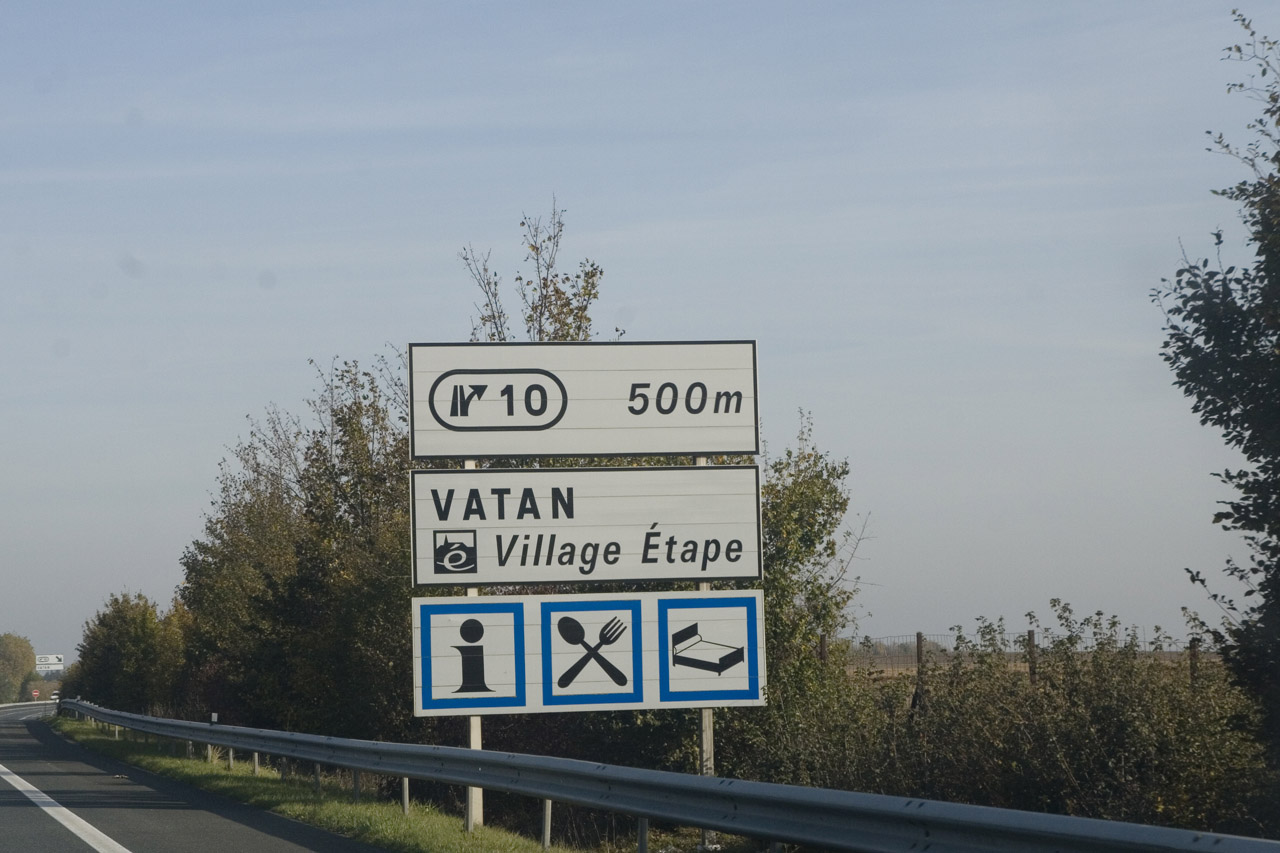
Le panneau sortie 10, de l'autoroute.

- Longue de 428 km, elle reprend une partie de l'ancienne deux fois deux voies de la N20. Du fait du plan Massif central, elle est gratuite de Vierzon à Brive-la-Gaillarde. Au-delà, elle est gérée par ASF jusqu'au nord de Montauban, où elle redevient gratuite.
- Traverse la partie ouest du Massif central, par Châteauroux, Limoges, Brive-la-Gaillarde, Cahors et Montauban.
- Le contournement de Montauban, reprend l’ancienne N 20. Il a récemment été mis aux normes autoroutières. Une des particularités de l’A 20 est ensuite de ne pas se terminer sur l'A62, au lieu de cela il existe un échangeur complet entre ces deux autoroutes puis l'A20 se poursuit sur près de 600 mètres et se termine sur un rond-point au-delà duquel lui succède l’ex N 20 vers le sud.
- L'A20 est l'autoroute de France qui a le plus grand nombre de sorties sous un même nom : 68. Elle croise 3 autoroutes : en partant de Vierzon, l'A71, l'A89 et l'A62.
- Elle traverse 7 départements : le Cher, l'Indre, la Creuse, la Haute-Vienne, la Corrèze, le Lot et le Tarn-et-Garonne.

A21 Rocade minière : Bully-les-Mines (RD 301 & A26) - Douchy-les-Mines (A2).

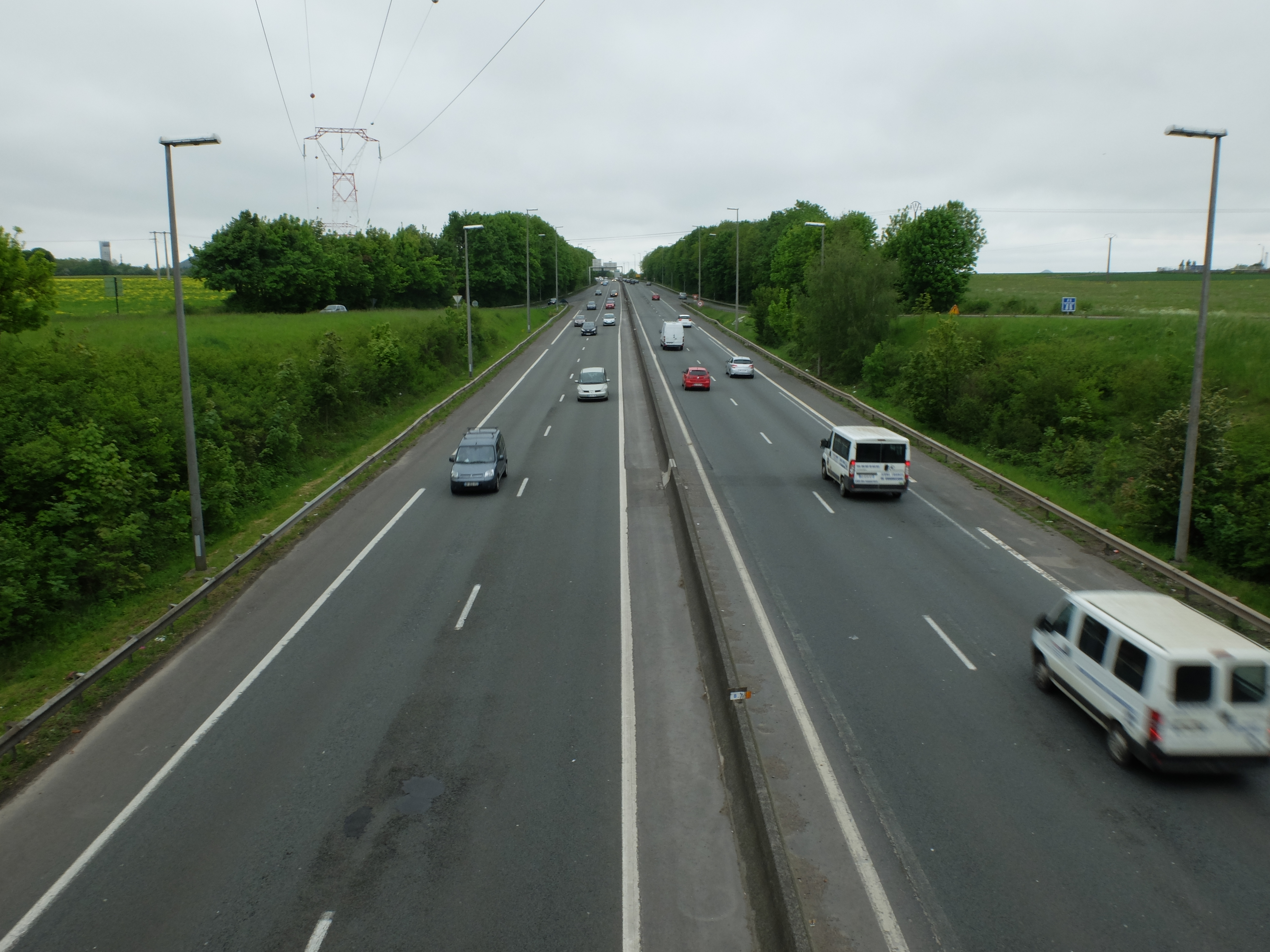
Vue de l'autoroute A21 à Lens.

- Longue de 58,9 km, elle relie les villes de Lens, Douai et Valenciennes et est entièrement gratuite. Elle possède un virage, le virage des Marais, connu pour le risque élevé d'accidents qui s'y produisent. Il se situe sur l'échangeur avec l'A 211.
- Elle dispose d'une antenne : l'A 211, pour pénétrer dans Lens-Liévin et faire le lien avec la N 17 vers Arras.
- Elle possède 33 sorties et croise 4 autoroutes : en partant de Bully-les-Mines, l'A 26, l'A 211, l'A 1 et l'A 2.
- Son extrémité Ouest a subi un déclassement en D 301 sur une longueur d'environ 600 m en 2016, ceci afin de permettre le doublement du pont sur l'A 26 par le Pas-de-Calais. Son point de départ passe donc de la commune d'Aix-Noulette à celle de Bully-les-Mines[18].
- Elle traverse 2 départements : le Pas-de-Calais et le Nord.

A22 E 17 : Ronchin (A1) - Neuville-en-Ferrain (A14 Belgique).
- Longue de 15,8 kilomètres,

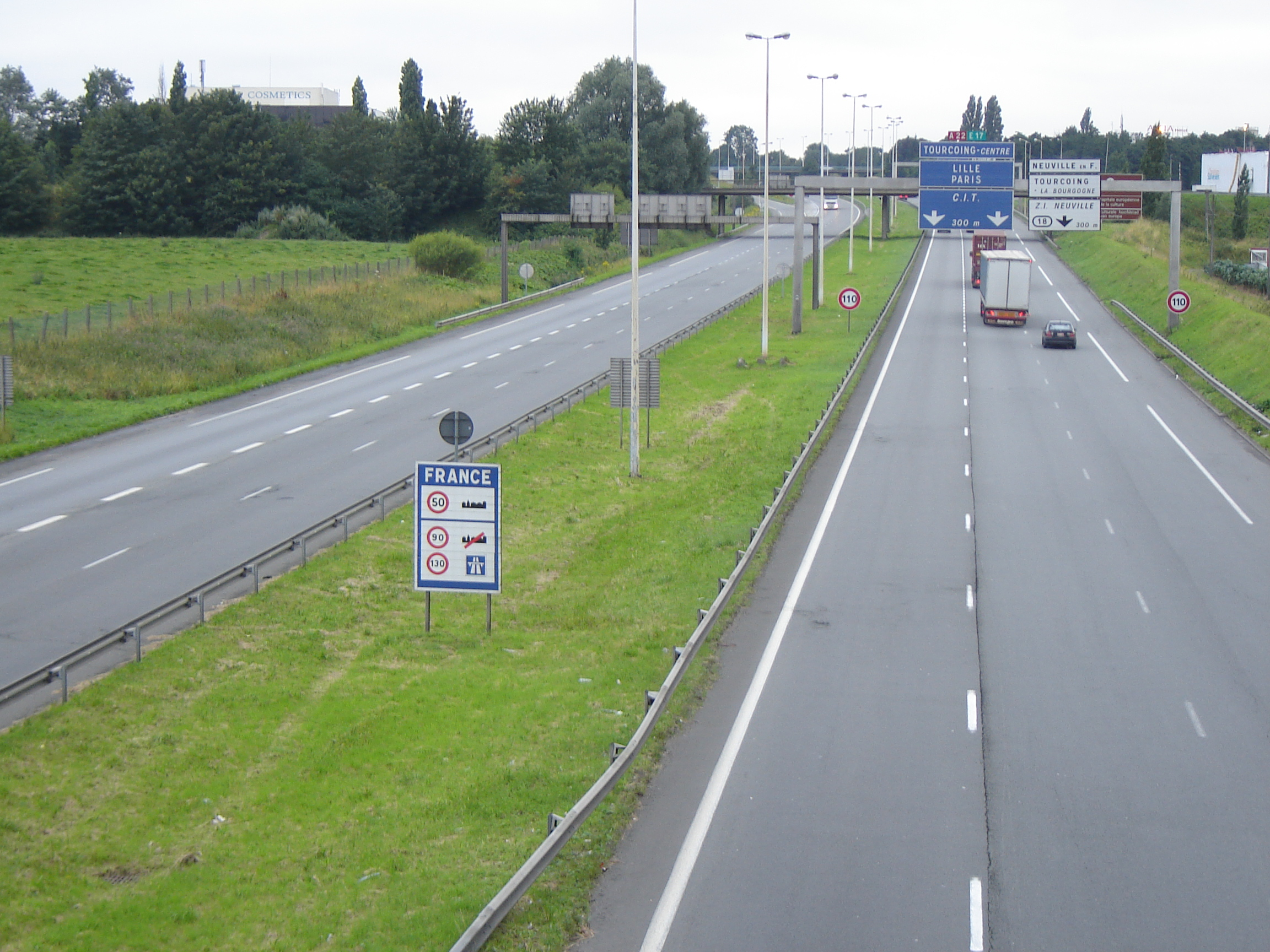
Autoroute française A22/E17 à Neuville-en-Ferrain, après la frontière belge.

- Parcours le nord de l'agglomération de Lille, par Mons-en-Barœul, Roubaix et Tourcoing, Neuville-en-Ferrain A14 frontière belge. Elle possède la particularité de ne pas être connectée au reste du réseau autoroutier français.
- La suite logique de l'A22 est la N 227, ayant un statut de voie express et qui à long terme pourrait être recalibrée pour devenir A22. Elle relie le sud de l'agglomération lilloise aux autoroutes A1, A23 et A27.
- Elle possède 10 sorties (la numérotation "officielle" en indique 18, mais elle compte les sorties de la N227), elle ne croise aucune autoroute française, mais elle croise son prolongement logique belge, l'A14.
- Elle traverse 1 département : le Nord.

A23 : Villeneuve-d'Ascq (A27) - Valenciennes (A2).

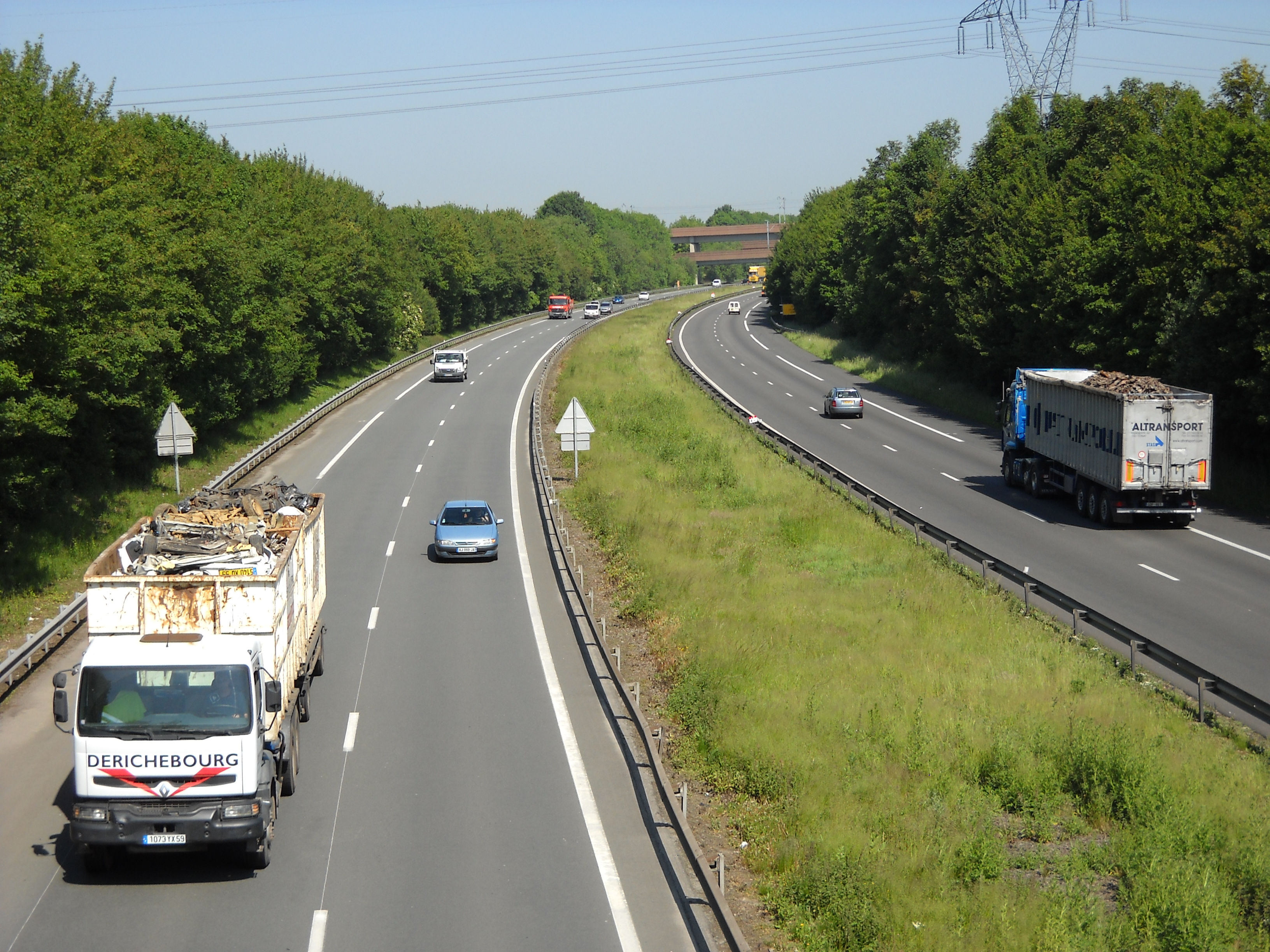
L'autoroute A23 à Péronne-en-Mélantois, Nord.

- Longue de 42,7 kilomètres, elle débute au sud de la métropole lilloise à Lesquin pour rejoindre Valenciennes et elle est gratuite.
- Elle traverse le parc naturel régional Scarpe-Escault
- Elle possède 9 sorties et croise 2 autoroutes : en partant de Lesquin, l'A27 et l'A2.
- Elle traverse 1 département : le Nord.

A24 : Ancien projet d'autoroute qui devait relier Amiens à la frontière belge via Lille. Le projet a été enterré en 2011.
A25 E 42 : Lille (A1 & RN 356) - Bergues (RN 225).

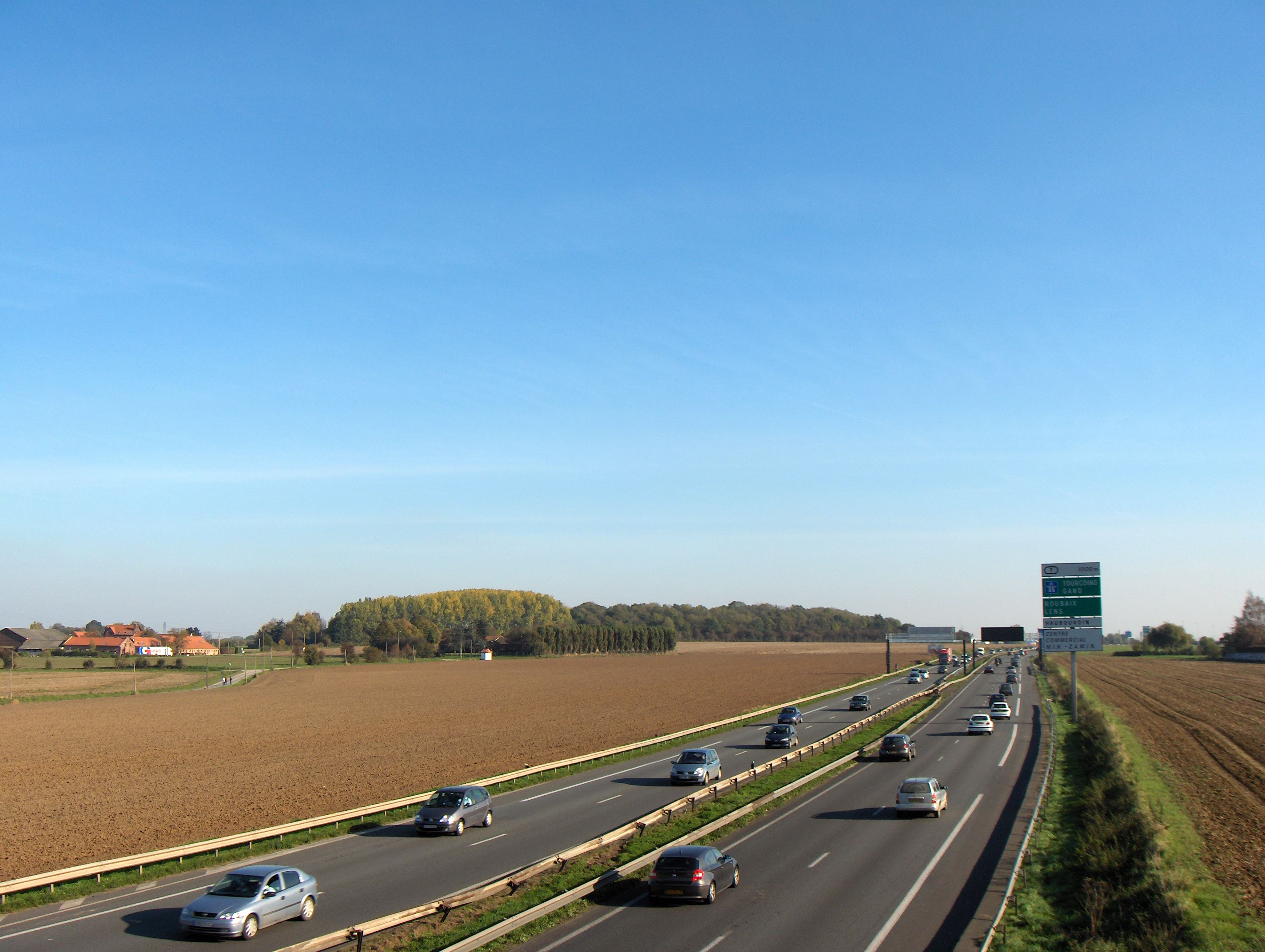
L'A25 à Ennetières-en-Weppes, près de la sortie 7, vue vers le sud.

- Longue de 62,7 kilomètres, elle joint la partie septentrionale du département du Nord avec le sud de la métropole lilloise.
- Depuis début septembre 2011 la limitation de vitesse est passée de 110 km/h à 90 km/h entre Englos (sortie 7) et Sequedin (sortie 6) et entre Englos (sortie 7) et Armentières (sortie 8) elle est passée de 130 km/h à 110 km/h.
- Depuis fin 2009, l'A25 a subi de gros travaux de renouvellement de chaussée. Il est prévu de mettre aux normes autoroutières la RN 225 entre Bergues et Dunkerque, soit 10 kilomètres environ.
- Elle possède 16 sorties et croise 1 autoroute, l'A1.
- Elle traverse 1 département : le Nord.

A26 E 15 E 17 E 50 Autoroute des Anglais : Calais (A16 & A216) - Troyes (A5).

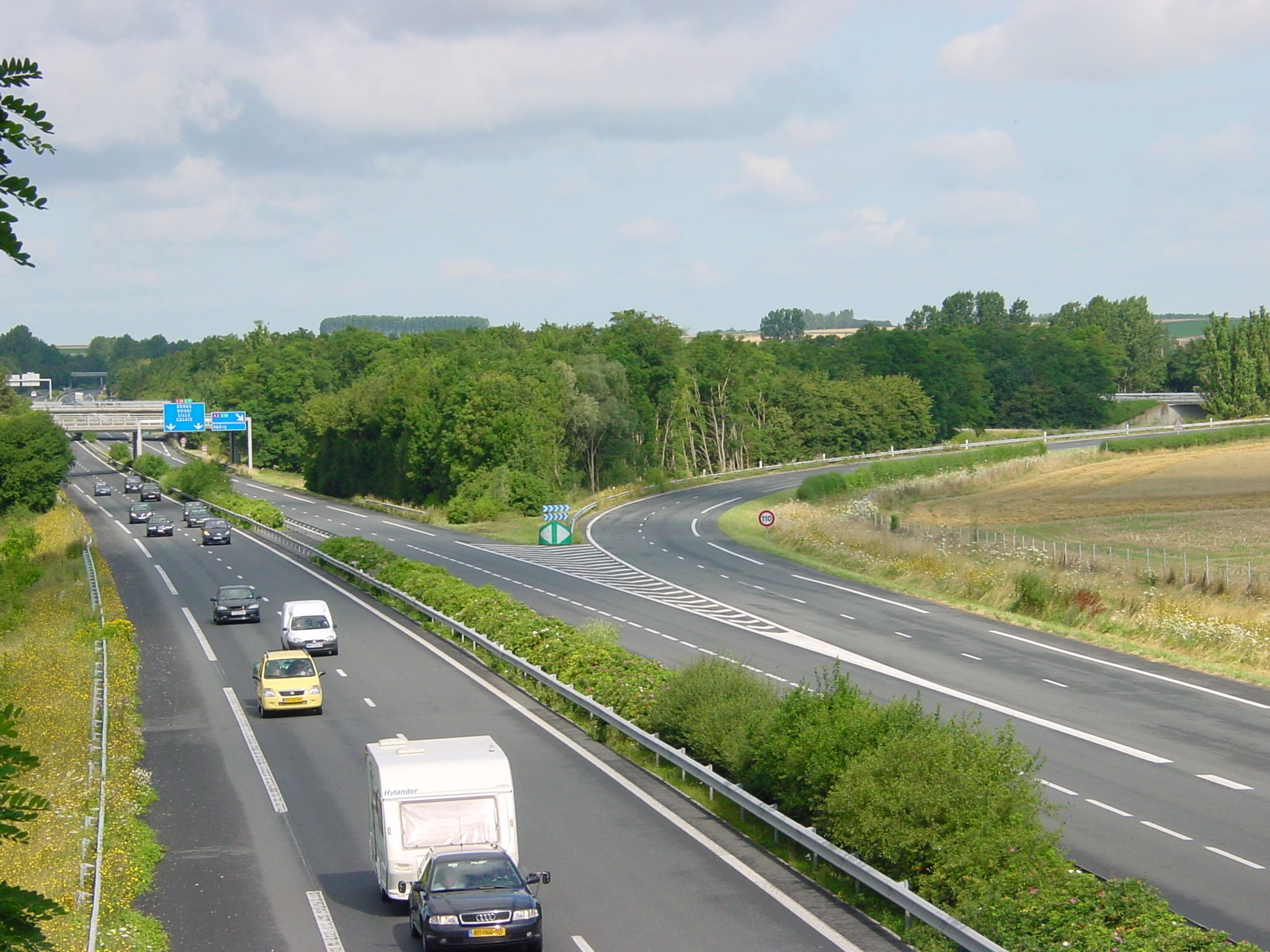
L'autoroute A26 à son croisement avec l'A2, près de Cambrai.

Les autoroutes A28, A29 et A26, segments du grand contournement de Paris.

- Longue de 395 kilomètres, elle est gérée par la Sanef, excepté pour ses dix derniers kilomètres (contournement de Troyes) où elle est gérée par les Autoroutes Paris-Rhin-Rhône.
- Entre Reims et Châlons-en-Champagne, elle est en tronçon commun avec l'A4, qui inclut le récent contournement de Reims. Ce tronc commun garde le nom A4.
- Depuis Calais sur la mer du Nord, elle permet d'aller vers l'est et le sud-est de la France sans passer par l'Île-de-France, via Saint-Omer, Béthune, Liévin, Arras, Cambrai, Saint-Quentin, Laon, Reims, Châlons-en-Champagne et Troyes.
- La partie entre Saint-Quentin et Troyes fait partie du grand contournement de Paris.
- À terme, l'A26 devrait être prolongée vers Bourges (A71) pour boucler le Grand Contournement de Paris. Le projet semble abandonné[réf. nécessaire].
- Elle possède 23 sorties et croise 9 autoroutes : en partant de Calais, l'A216, l'A16, l'A21, l'A1, l'A2, l'A29, l'A344, l'A4 et l'A5.
- Elle traverse 6 départements : le Pas-de-Calais, le Nord, la Somme, l'Aisne, la Marne et l'Aube.

A27 E 42 : Villeneuve-d'Ascq (A22) - Camphin-en-Pévèle (A8 Belgique)
- Longue de 13,7 kilomètres,

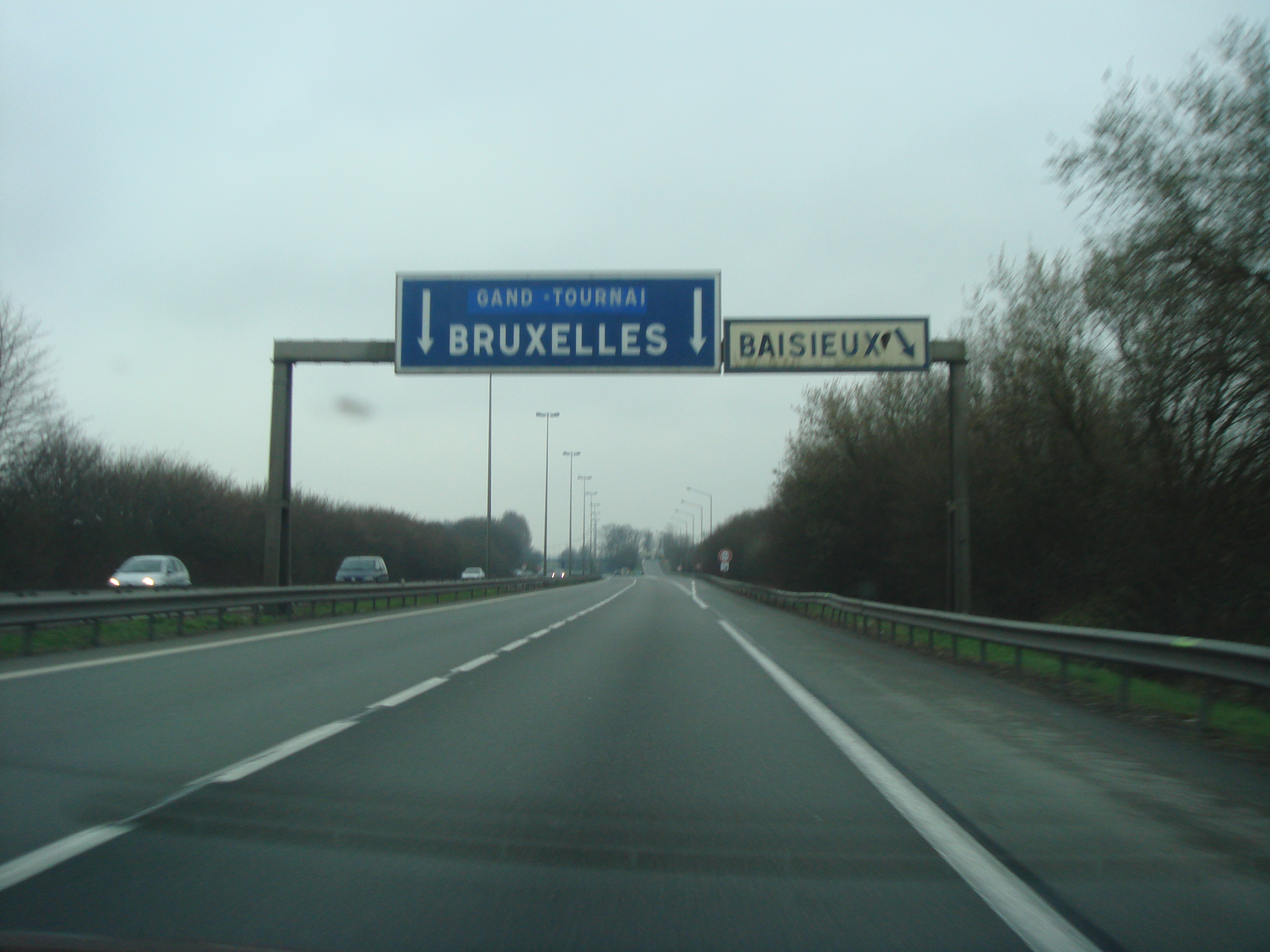
L'Autoroute A27 au niveau de Baisieux.

- Parcours Villeneuve-d'Ascq et Camphin-en-Pévèle A14 frontière belge
- Elle permet de relier Lille à Bruxelles.
- Elle est partie intégrante de la Route européenne 42, puis devient A8 - E429 à son entrée en Belgique.
- Elle possède 3 sorties et croise 3 autoroutes : en partant de Lille, l'A1, l'A23, ainsi que son prolongement belge A8.
- Elle traverse 1 département : le Nord.

A28 E 44 E 402 E 502 : Abbeville (A16) - Tours (A10)

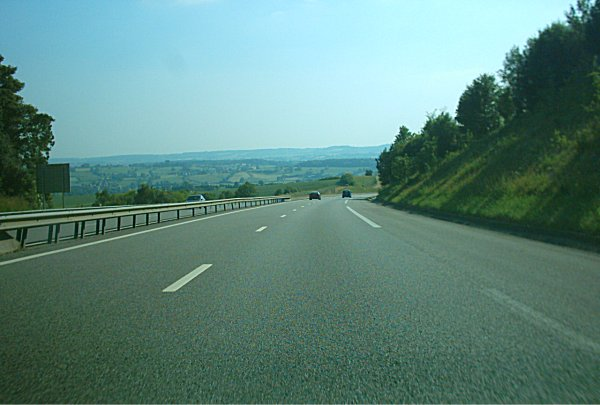
A28 à Neufchâtel-en-Bray.

- Longue de 366,5 kilomètres (en comptant le tronc commun avec l'A11 mais en ne comptant pas la traversée de Rouen), elle permet de relier Abbeville à Tours par Rouen, Alençon et Le Mans.
- La particularité de cette autoroute est d'être coupée en deux, la traversée de Rouen n'étant pas une autoroute.
- La section Rouen – Alençon est concédée à Alis.
- La section Alençon – Tours est concédée à Cofiroute. C'est dans cette section que l'A28 possède un tronc commun avec l'A11 au Mans.
- Entre Neufchâtel-en-Bray et Tours, l'autoroute fait partie du Grand Contournement de Paris.
- Entre Abbeville et Saint-Saëns, elle fait partie de l'Autoroute des Estuaires.
- Elle traverse 7 départements : la Somme, la Seine-Maritime, l'Eure, le Calvados, l'Orne, la Sarthe et l'Indre-et-Loire.
- Elle possède 27 sorties et croise ou rejoint 6 autres autoroutes, soit successivement, du nord au sud : l'A16, l'A29, l'A13, l'A88, l'A11, l'A10.

A29 E 44 E 402 : Beuzeville (A13) - Saint-Quentin (A26).

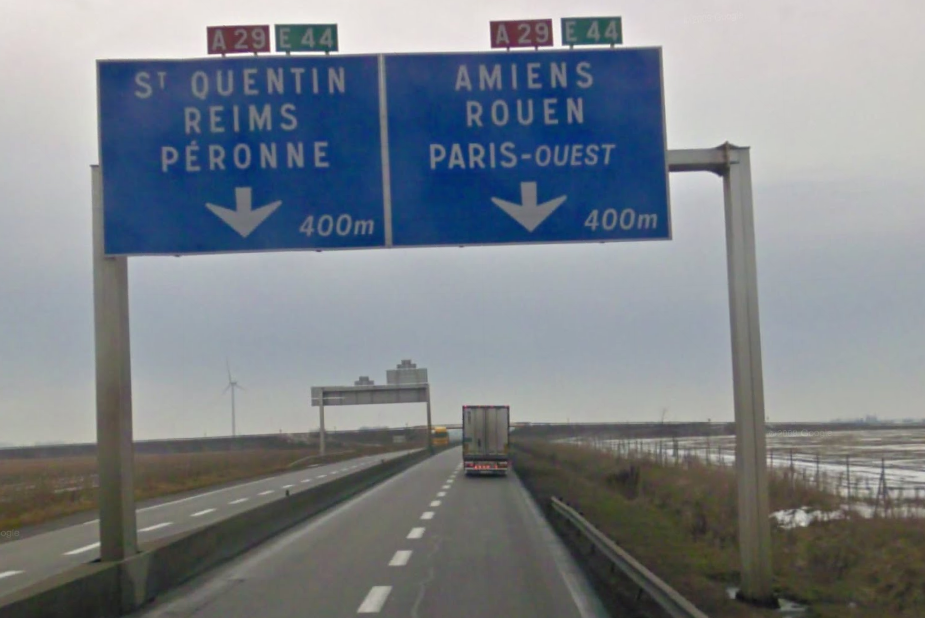
Autoroute A29

- Longue de 183 kilomètres, l'A29 a trois sections distinctes : de l'A13 à Beuzeville jusqu'à l'A28 à Saint-Saëns, puis de l'A28 à Ménonval jusqu'à l'A16 (échangeur d'Amiens-Ouest), puis de l'A16 (échangeur d'Amiens-Sud) jusqu'à l'A26 à Saint-Quentin.
- Elle passe par le Pont de Normandie
- Elle est concédée à la SAPN à l'ouest de l'A28 à la Sanef à l'est de l'A28.
- De Saint-Saëns à Beuzeville, elle fait partie de l'Autoroute des Estuaires.
- Elle possède 57 sorties et croise ou rejoint 8 autres autoroutes, soit successivement, de l'Est à l'Ouest : l'A26, l'A1, l'A16, l'A28, l'A151, l'A150, l'A131 et l'A13.
- Elle traverse 4 départements, soit successivement, de l'Est à l'Ouest : l'Aisne, la Somme, la Seine-Maritime et le Calvados.

## De A30 à A39
Les autoroutes A3x sont situées dans le Nord-Est de la France. Ils sont conçus par APRR, sauf l'A30, une partie de l'A31, l'A33, A34, l'A35 et l'A38. Les autoroutes A32 et A37 n'existent plus.
A30 E 44 E 411 Autoroute de la Vallée de la Fensch : Uckange (A31) - Crusnes (RN 52).

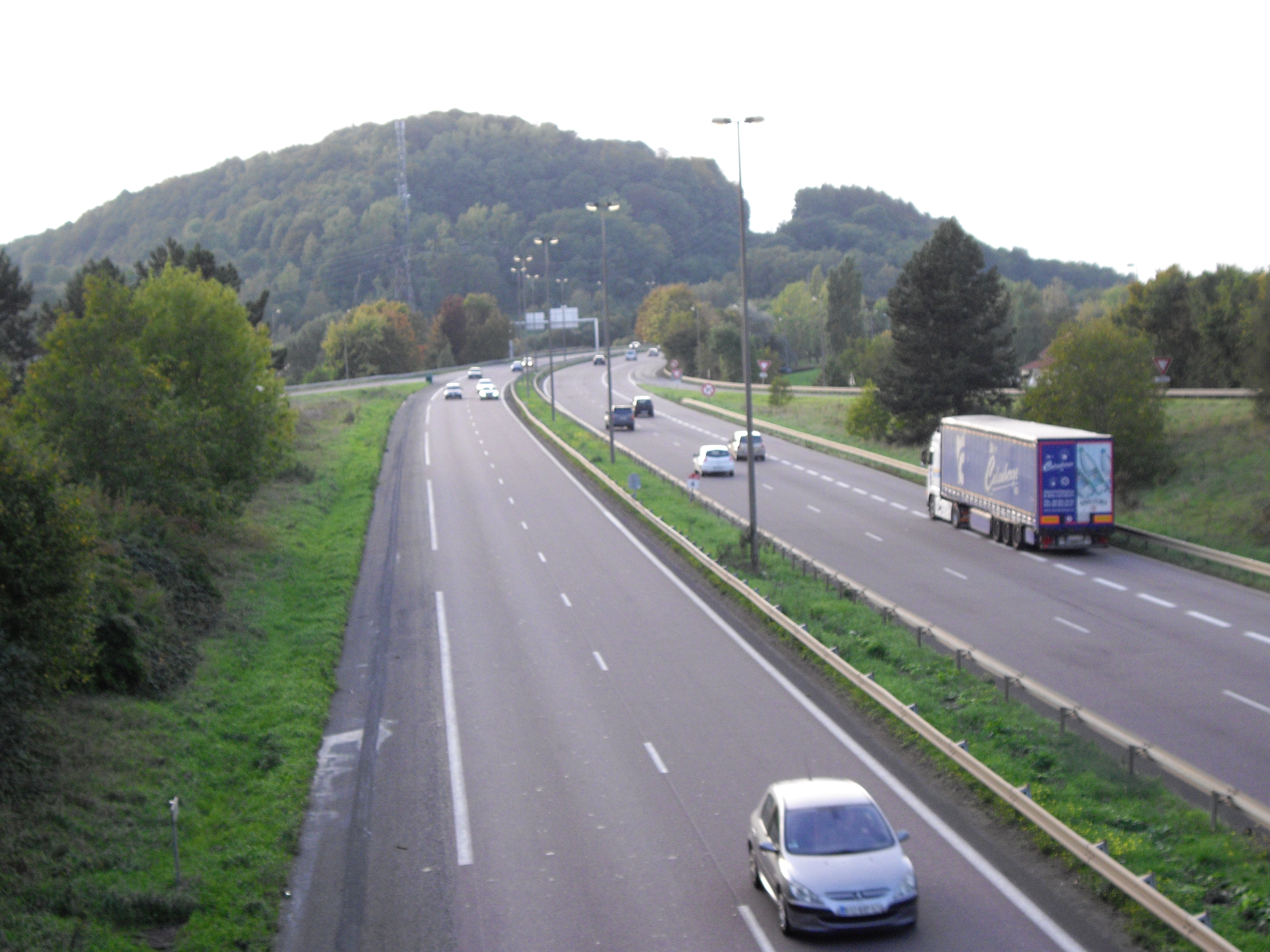
L'autoroute A30, à Florange, Moselle.

- Tronçon autoroutier gratuit de 29,8 kilomètres gérée par la DIR Est. Elle est prolongée en Meurthe-et-Moselle par la RN 52 vers Longwy et la frontière belge.
- Elle n'est accessible sur l'A31 que depuis la direction Metz-Luxembourg.
- Elle possède 8 sorties et croise 1 autoroute, l'A31.
- Elle traverse 2 départements : la Moselle et la Meurthe-et-Moselle.

A31 E 17 E 21 E 23 E 25 E 54 E 60 Autoroute de Lorraine-Bourgogne : Beaune (A6) - Zoufftgen (A3 Luxembourg).

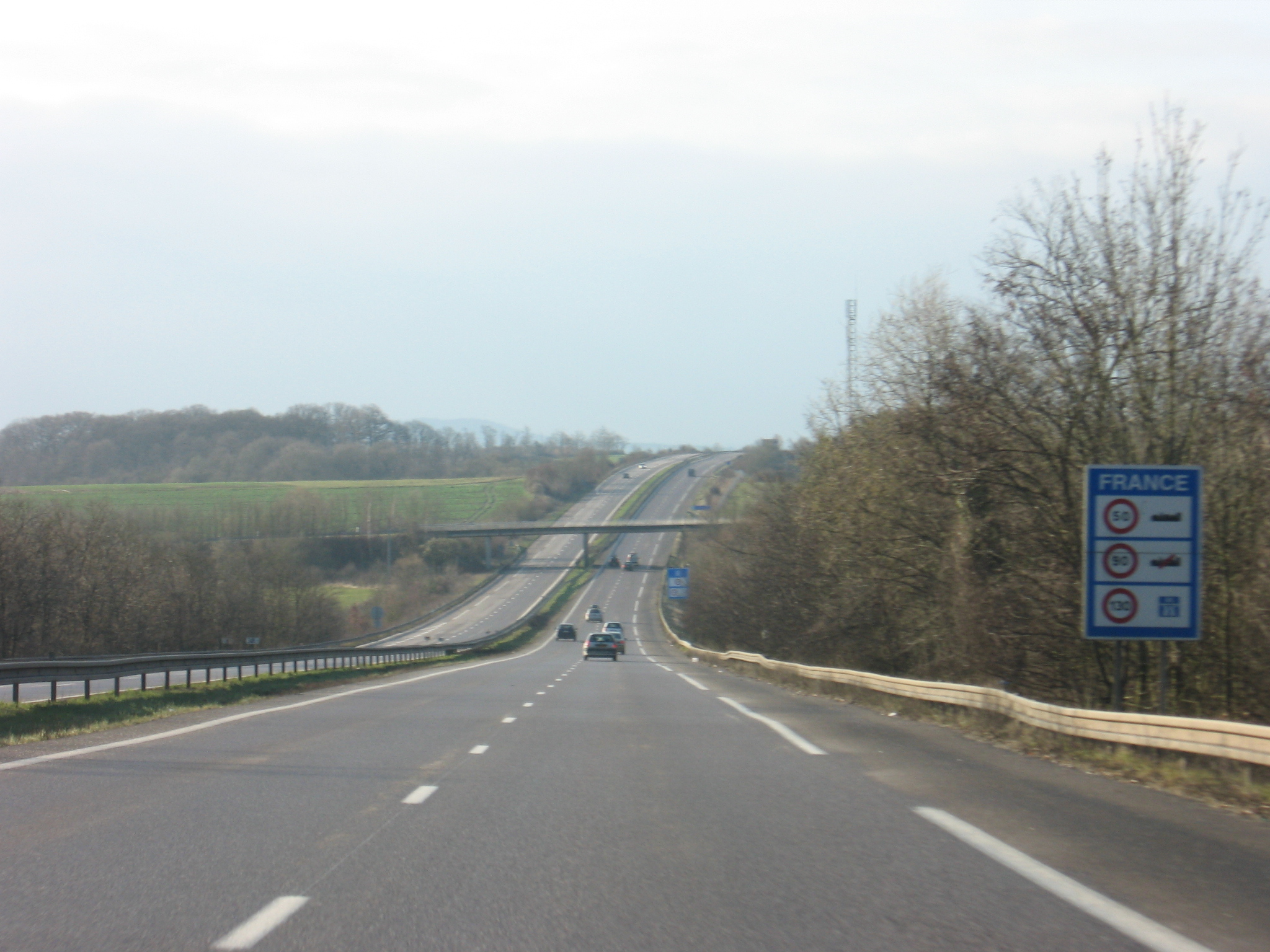
Début de l'A31 à la frontière franco-luxembourgeoise.

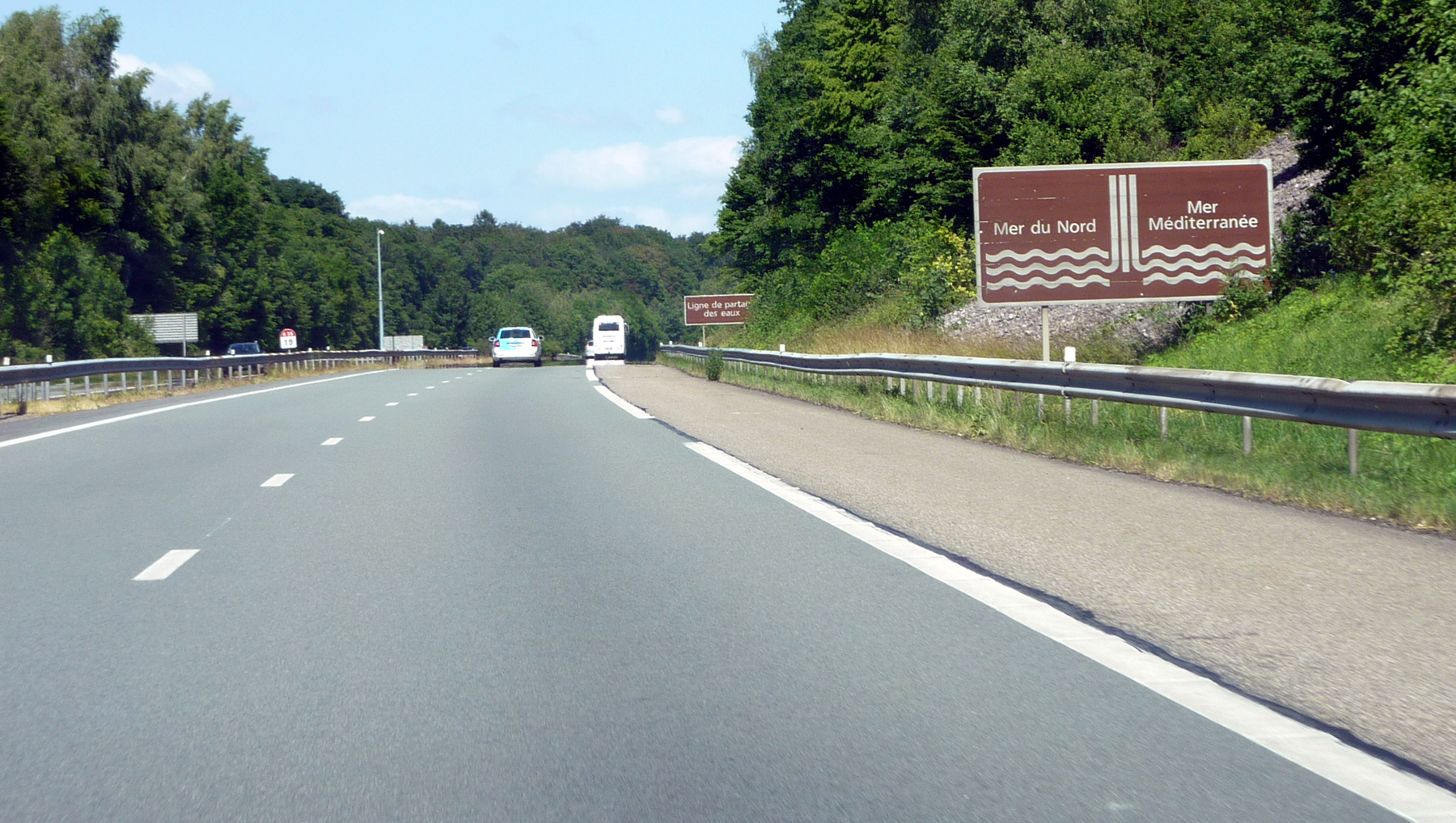
Autoroute A36 sur la ligne de partage des eaux.

- Longue de 350 kilomètres, elle est gérée par APRR entre Beaune et Gye (232 km), puis par la Direction interdépartementale des Routes Est de Gye à Zoufftgen (117 km).
- Parcours : Beaune, Dijon, Langres, Toul/Nancy, Pont-à-Mousson, Metz, Thionville, Zoufftgen A3 frontière luxembourgeoise.
- Elle relie les vallées du Rhône et de la Saône à Dijon, Langres et à la Lorraine (Toul, Nancy, Metz, Thionville) avant d’atteindre la frontière avec le Luxembourg afin de constituer la relation autoroutière Dijon-Bruxelles. Elle est, alors concurrencée, depuis la mise en service de la A34 et de la A304 ainsi que de leur prolongement vers Bruxelles, à parcours plus faible mais plus cher.
- Elle possède 44 sorties et croise 8 autoroutes : en partant du Luxembourg, l'A30, l'A4, l'A33, l'A5, l'A39, l'A311, l'A36 et l'A6.
- Elle traverse 5 départements : la Moselle, la Meurthe-et-Moselle, les Vosges, la Haute-Marne et la Côte-d'Or.

A32 : ancien nom de l'autoroute A320 à Forbach.
A33 E 23 : Nancy (A31) - Lunéville (Hudiviller) (RN 4).

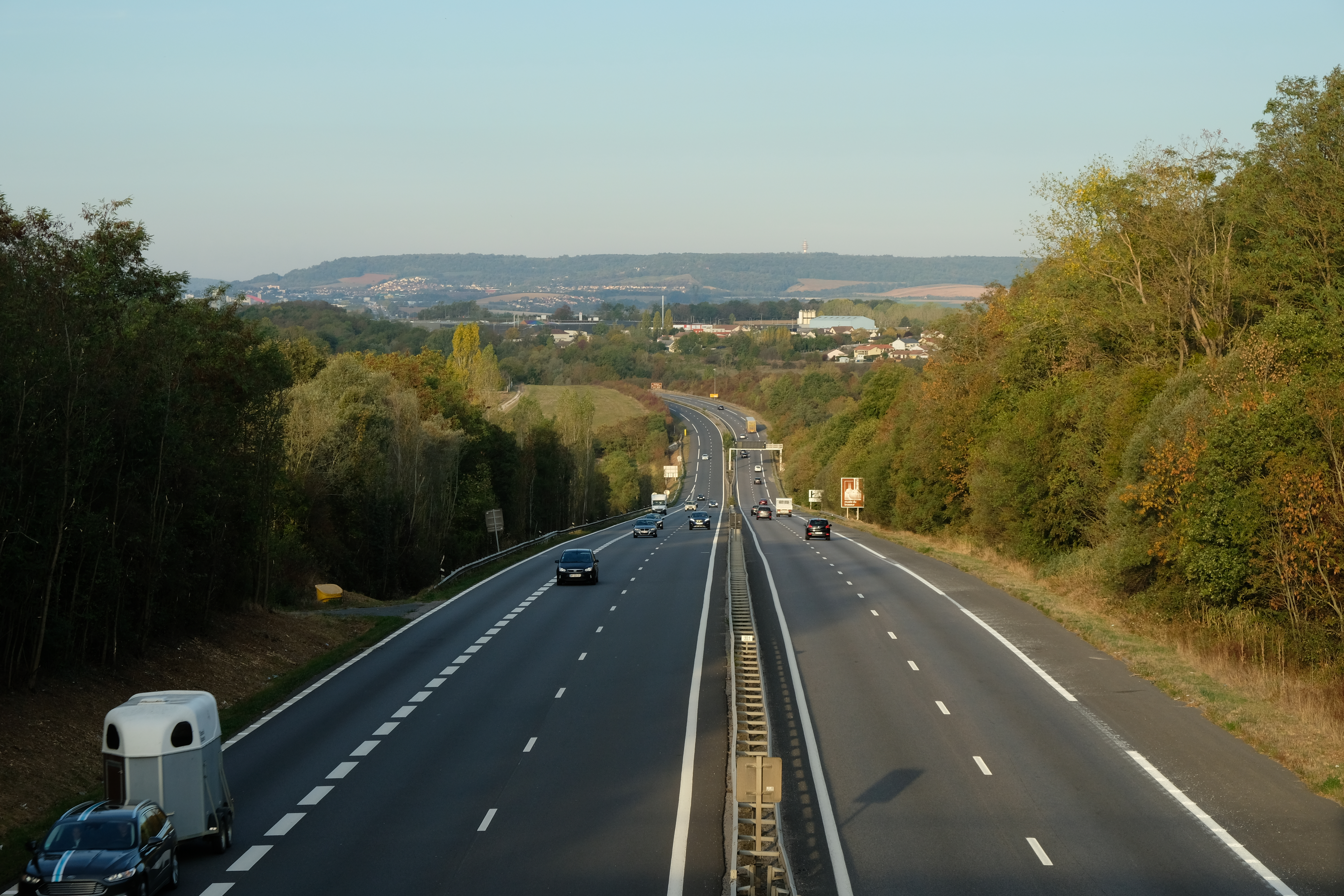
Vue sur l'A33 depuis le pont qui l'enjambe à Saint-Nicolas-de-Port, chemin de Saint-Nicolas à Coyviller (Meurthe-et-Moselle, en direction de l'ouest.

- Elle mesure 27,1 kilomètres. Elle est entièrement gratuite.
- Cette autoroute faisait partie de la nationale 4 avant la mise aux normes autoroutières. Elle permet de relier Nancy-ouest à Nancy-sud et Lunéville. Son prolongement est la N4 en direction de Strasbourg et Baccarat.
- Elle possède 7 sorties et croise 2 autoroutes, en partant de Lunéville, l'A330 et l'A31.
- Elle traverse 1 département : la Meurthe-et-Moselle.

A34 E 44 E 46 E 420 : L'Ardennaise[réf. nécessaire] : Reims - est (A4) - Sedan (RN 43) .

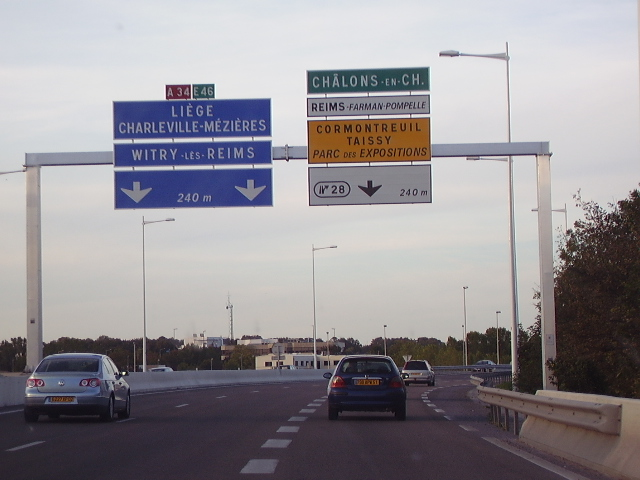
Autoroute A34 à l'est de Reims (Marne).

- Elle mesure 89,9 kilomètres (sans le tronçon de la N51 entre Tagnon et Rethel) et elle est entièrement gratuite
- Actuellement[Quand ?] ouverte entre Rethel et Sedan en passant par Charleville-Mézières et sur une courte portion contournant Reims, le long tronçon manquant doit être prochainement réalisé grâce à une mise aux normes de la N51. Ce n'est que depuis 2015 qu'elle se prolonge jusqu'à Sedan, après la fusion avec l'A203.
- Elle possède 29 sorties et croise 3 autoroutes : en partant de Sedan, l'A304, l'A344 et l'A4.
- Elle traverse 2 départements : les Ardennes et la Marne.

A35 E 25 E 60 Autoroute des Cigognes ou L'Alsacienne[réf. nécessaire] Saint-Louis (A3 Suisse) - Lauterbourg (A 65 Allemagne).

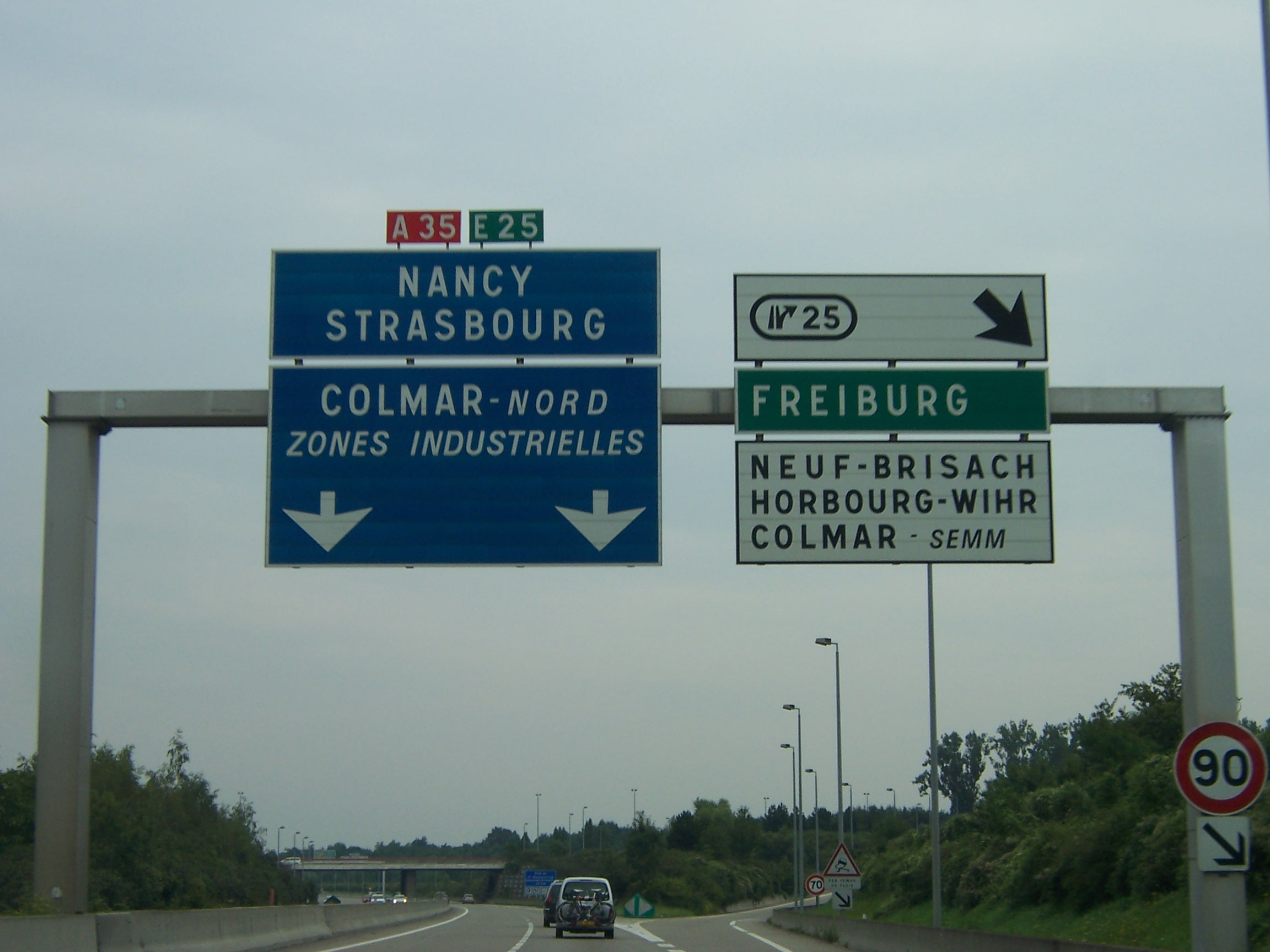
Autoroute A35

- Parcours A3 frontière Suisse Saint-Louis, Mulhouse, Colmar, Sélestat, Strasbourg Lauterbourg A65 frontière Allemande
- Traversée de l'Alsace du sud au nord, de Saint-Louis à Lauterbourg via Mulhouse, Colmar et Strasbourg.
- Longue de 172 kilomètres, elle est gratuite (gérée par la Collectivité européenne d'Alsace depuis 2021).
- La section traversant l’Eurométropole de Strasbourg est désignée M35 depuis 2021.
- À la suite de la mise en service du péage embarqué pour les poids-lourds en Allemagne, cette autoroute connaît une très forte augmentation du trafic. L'instauration d'un tel système pour cette catégorie d'usagers est en pourparlers en Alsace.
- Il y a un projet de mise aux normes autoroutières entre Sélestat-sud et Colmar, section appartenant à la D83 (ex-N83).
- Elle possède 54 sorties et croise 6 autoroutes : en partant de Saint-Louis, l'A36, l'A352, l’A355, l'A351, l’A350 et l'A4.
- Elle traverse 2 départements : le Bas-Rhin et le Haut-Rhin.

A36 E 54 E 60 La Comtoise : Ladoix-Serrigny (A31) - Ottmarsheim (A 5 Allemagne).
- Longue de 237 kilomètres, elle est gérée par APRR.
- Parcours Ladoix-Serrigny, Dole, Besançon, Montbéliard, Belfort, Mulhouse, A 5 frontière Allemande Ottmarsheim
- Dessert principalement la Franche-Comté en passant près des villes principales de Dole, Besançon, Montbéliard, Belfort. Ensuite, l'A36 traverse le sud de l'Alsace à Mulhouse. Elle a récemment été mise à 2 × 3 voies à hauteur de Mulhouse, en 2017, en qualité de rocade nord de la ville, et entre Belfort et Montbéliard comme autoroute urbaine. Elle continue vers l'est pour passer en Allemagne par-dessus le Rhin et rejoindre l'A5 allemande à 35 km au sud de Fribourg-en-Brisgau. Elle est gratuite sur l'aire urbaine Belfort-Montbéliard et dans sa partie alsacienne.
- Elle possède 24 sorties et croise 3 autoroutes : en partant de Dijon, l'A31, l'A39 et l'A35.
- Elle traverse 5 départements : la Côte-d'Or, le Jura, le Doubs, le Territoire de Belfort et le Haut-Rhin.

A37 : ancienne autoroute.
A38 La Côte-d’Orienne : Pouilly-en-Auxois (A6) - Dijon - ouest (RM 905).

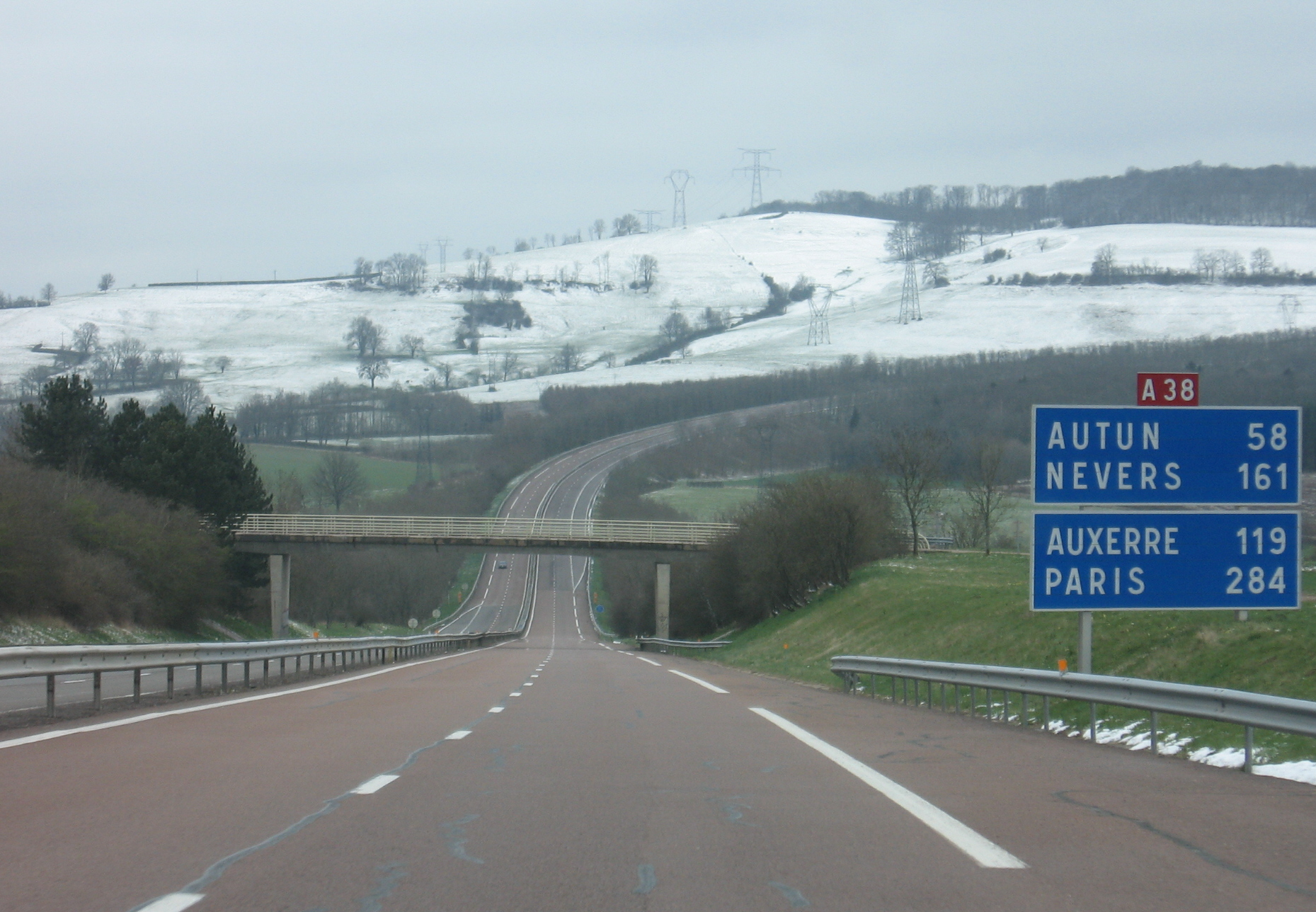
Autoroute A38

- Cette autoroute de 37,3 km, dénommée H6 à sa construction, permet de relier plus directement Dijon à l’Île-de-France en passant par l’A6.
- Gérée par la DIR Centre-Est, elle est gratuite.
- Elle possède 11 sorties et croise 1 autoroute : l'A6.
- Elle traverse 1 département : la Côte-d'Or.

A39 Autoroute Verte ou La Bressane[réf. nécessaire] : Dijon - est (RM 905) - Bourg-en-Bresse (A40) .

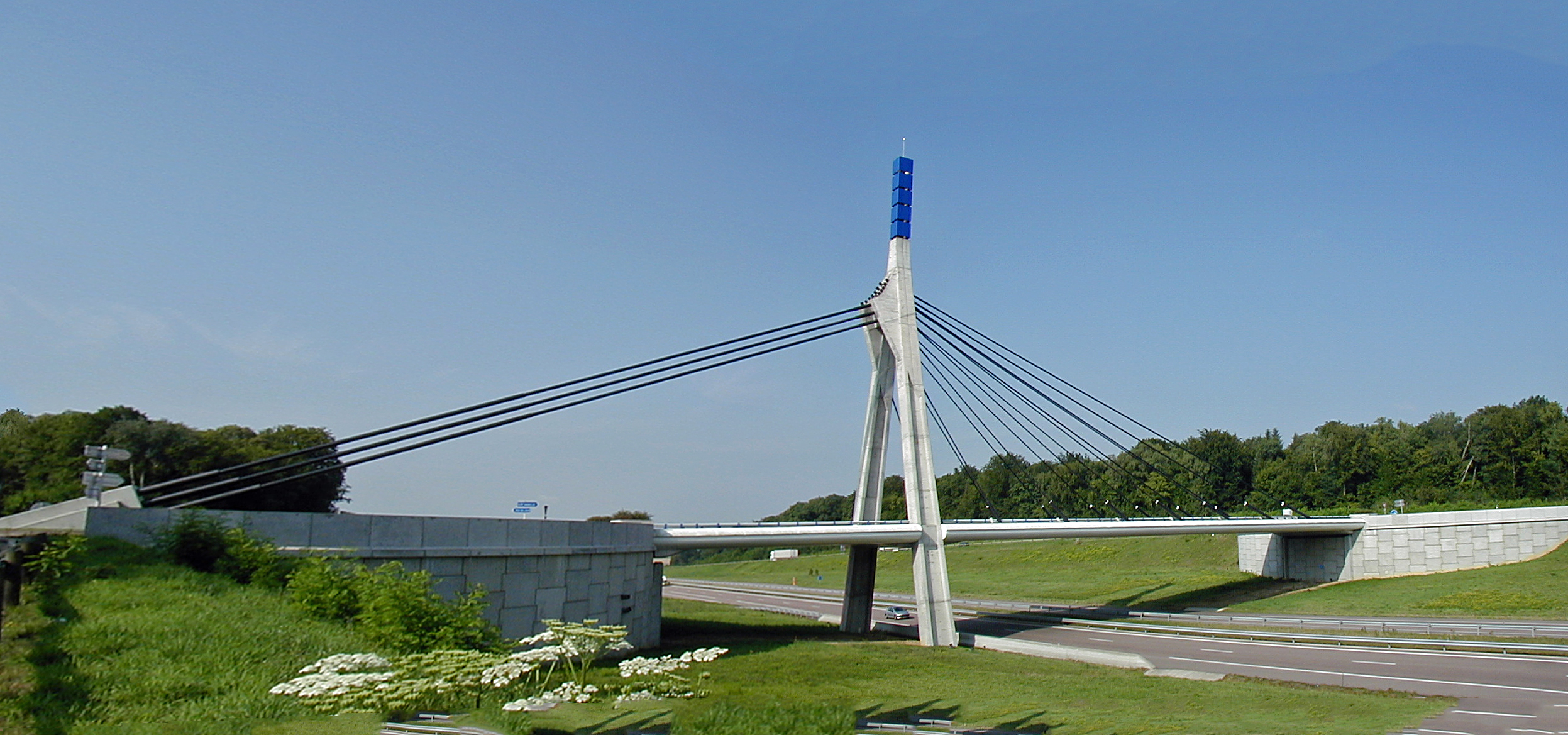
Autoroute A39 sur l'Aire du Jura.

- Longue de 145 km cette autoroute est gérée par APRR. Reliant directement Dijon à Dole (A36), cette autoroute désenclave le département du Jura en passant par sa préfecture Lons-le-Saunier.
- Elle relie ainsi ce département aux trois préfectures régionales (Besançon, Dijon et Lyon via Bourg-en-Bresse) et permet également de soulager l'A6 pour le trafic se dirigeant vers l'Italie et les stations d'hiver de la Haute-Savoie.
- Bien qu'à 2 × 2 voies, elle est calibrée pour passer en 2 × 3 voies de l'A36 à l'A40 si le trafic l'imposait.
- Elle possède 10 sorties et croise 3 autoroutes : en partant de Dijon, l'A31, l'A36 et l'A40.
- Elle traverse 4 départements : la Côte-d'Or, le Jura, la Saône-et-Loire et l'Ain.

## De A40 à A49

Autoroutes A40 à A49.

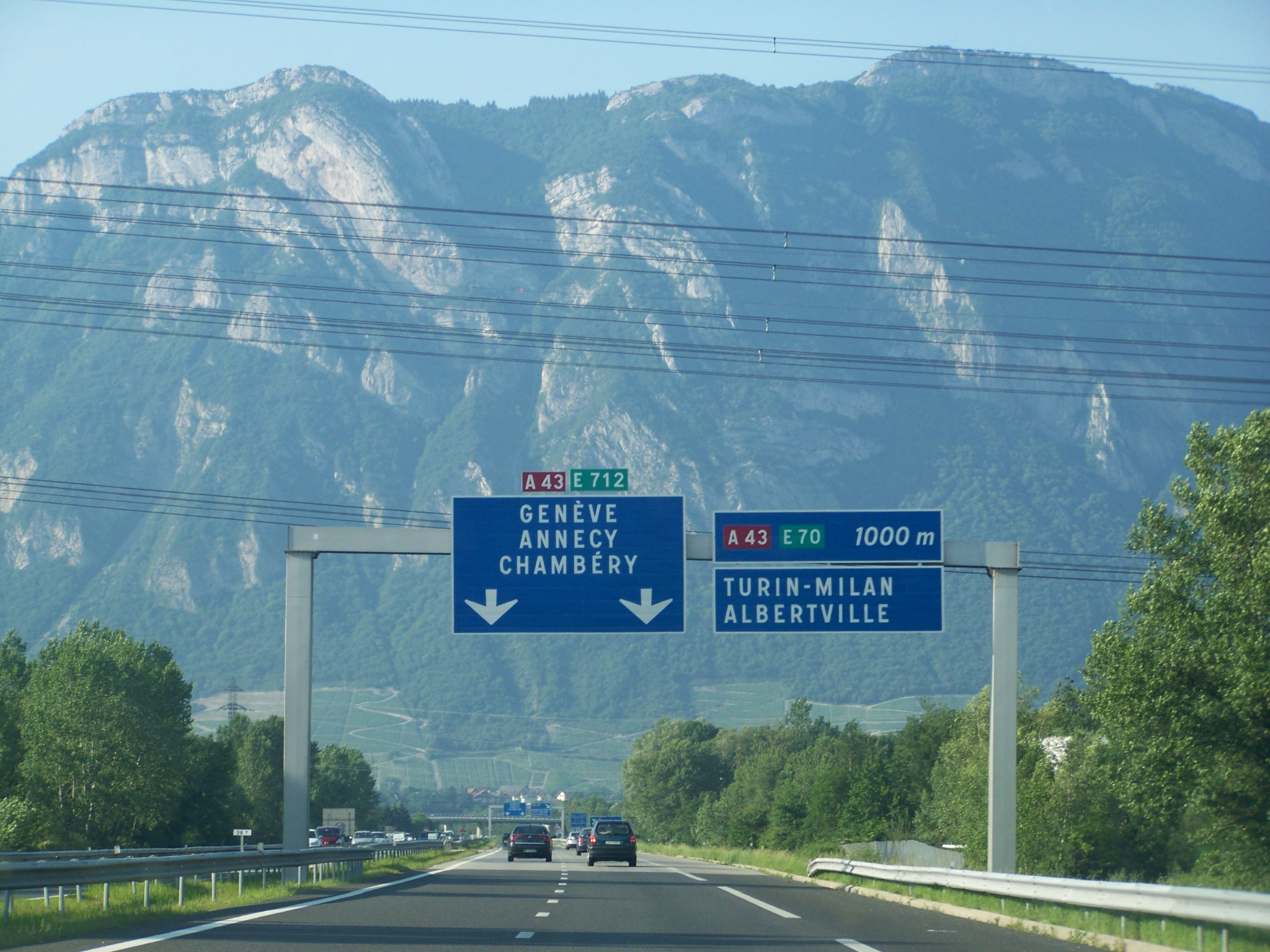
Rapprochement de l'A41 et de l'A43 à Montmélian au sud de Chambéry.

Infrastructures autoroutières de l'agglomération lyonnaise.

Toutes les autoroutes A4x sont concentrées en Rhône-Alpes et la majorité d'entre elles sont concédées à la société AREA (petite partie de l'A40 en Bourgogne-Franche-Comté).
A40 E 21 E 25 E 62 Autoroute des Titans puis Autoroute Blanche : Mâcon (A6) - Passy (Tunnel du Mont-Blanc) (RN 205)

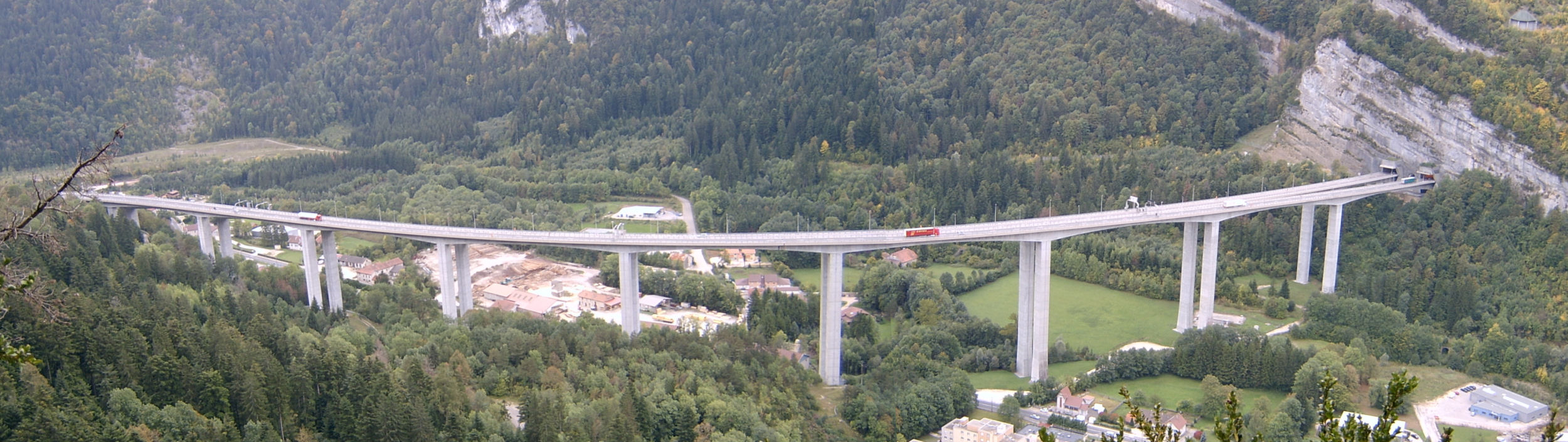
Photo personnelle du viaduc de Nantua qui fait partie de l'Autoroute française A40.

- Longue de 207 km, elle dessert Bourg-en-Bresse et passe au sud de la ville suisse de Genève. Avant d'atteindre le tunnel du Mont-Blanc, elle suit la vallée de l'Arve.
- Elle doit son nom aux très nombreux viaducs et tunnels qui la ponctuent entre Bourg-en-Bresse et Genève.
- L'autoroute A40 est liée à l'A6 au niveau de l'échangeur de Mâcon-Nord. De Mâcon à Bellegarde-sur-Valserine, l'autoroute est concédée par APRR et est dénommée autoroute des Titans. De Bellegarde à Passy, elle est concédée par les ATMB et est dénommée autoroute blanche.
- L'autoroute A406 dessert le sud de l'agglomération mâconnaise et relie l'A40 à la RCEA (N 79) en direction de Moulins.
- Elle possède 31 sorties et croise 8 autoroutes : en partant de Mâcon, l'A6, l'A406, l'A39, l'A42, l'A404, l'A41, l'A411 et l'A410.
- Elle traverse 3 départements : la Saône-et-Loire, l'Ain et la Haute-Savoie.

A41 E 70 E 712 LIANE  et L'Alpine[réf. nécessaire] : Saint-Julien-en-Genevois (A1 Suisse) - Grenoble.
- Elle mesure 159 kilomètres. (sans le tronçon commun avec l'A43).
- À partir de la frontière suisse, elle traverse le nord de l'ancienne région Rhône-Alpes en passant par les deux préfectures de Savoie : Annecy et Chambéry.
- Liaison par la route nationale 201 et l'A43 entre Chambéry Nord et Montmélian.
- Parcourant au total 112,6 km dont 13 km en commun avec l'A43, l'autoroute A41 est concédée par les autoroutes AREA, gérées par la SAPRR depuis leur fusion en 2006 par le rachat par Eiffage.
- Le dernier tronçon de l'autoroute entre Genève et Allonzier-la-Caille a été mis en service sous le nom de LIANE (Liaison Annecy-Nord Express) le 22 décembre 2008. Il a entrainé la modification de l'échangeur de Saint-Julien-en-Genevois et le reclassement du tronçon Allonzier-la-Caille/La Roche-sur-Foron en autoroute A410.
- Elle possède 28 sorties et croise 3 autoroutes : en partant de Grenoble, l'A43, l'A410 et l'A40.
- Elle traverse 3 départements : l'Isère, la Savoie et la Haute-Savoie.

A42 E 15 E 611 Autoroute de la Vallée du Rhône[réf. nécessaire] : Lyon - Pont-d'Ain (A40)

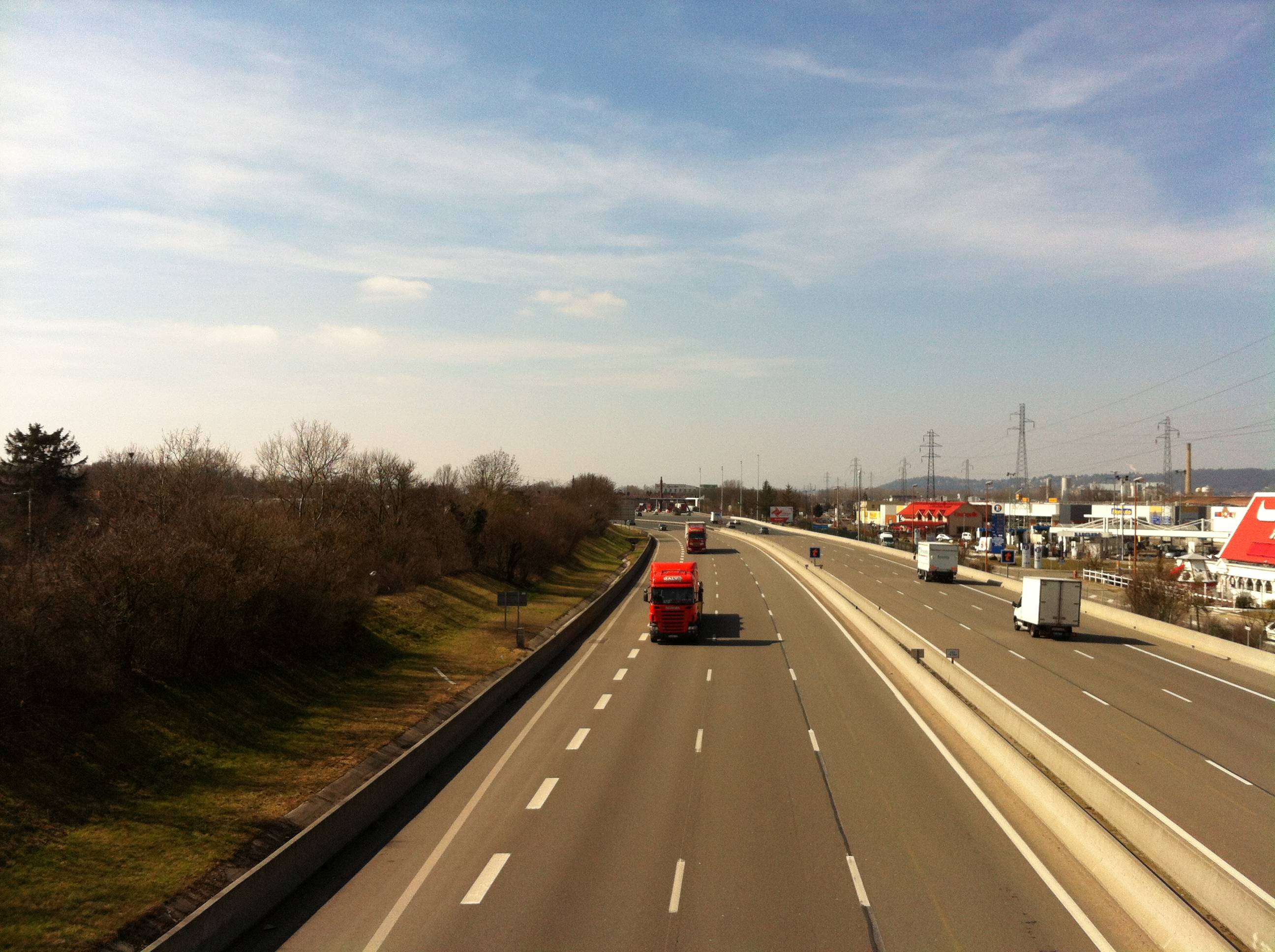
L'A42 depuis le chemin de Sermoraz à Beynost. Au loin, le péage de Beynost ; à droite, la zone des Batterses qui accueille le centre commercial Beynost 2.

- Mise en service définitivement en 1987, l'A42 est une autoroute qui relie Villeurbanne - La Croix-Luizet à Pont-d'Ain et aux autoroutes A40 et A39, vers Genève/Chamonix-Mont-Blanc et Mulhouse.
- Longue de 54 kilomètres et desservant Ambérieu-en-Bugey et les villes de la Côtière, elle est concédée par APRR.
- Elle permet aux habitants du département de l'Ain d'accéder à l'aéroport de Lyon-Saint-Exupéry, grâce au raccordement avec l'autoroute A432 à La Boisse.
- Elle possède 9 sorties et croise 3 autoroutes : en partant de Pont-d'Ain, l'A40, l'A432 et l'A46.
- Elle traverse un département (l'Ain) et une collectivité territoriale à statut particulier (la métropole de Lyon).

A43 E 70 E 711 Autoroute de la Maurienne : Lyon - Tunnel du Fréjus (A32 Italie)

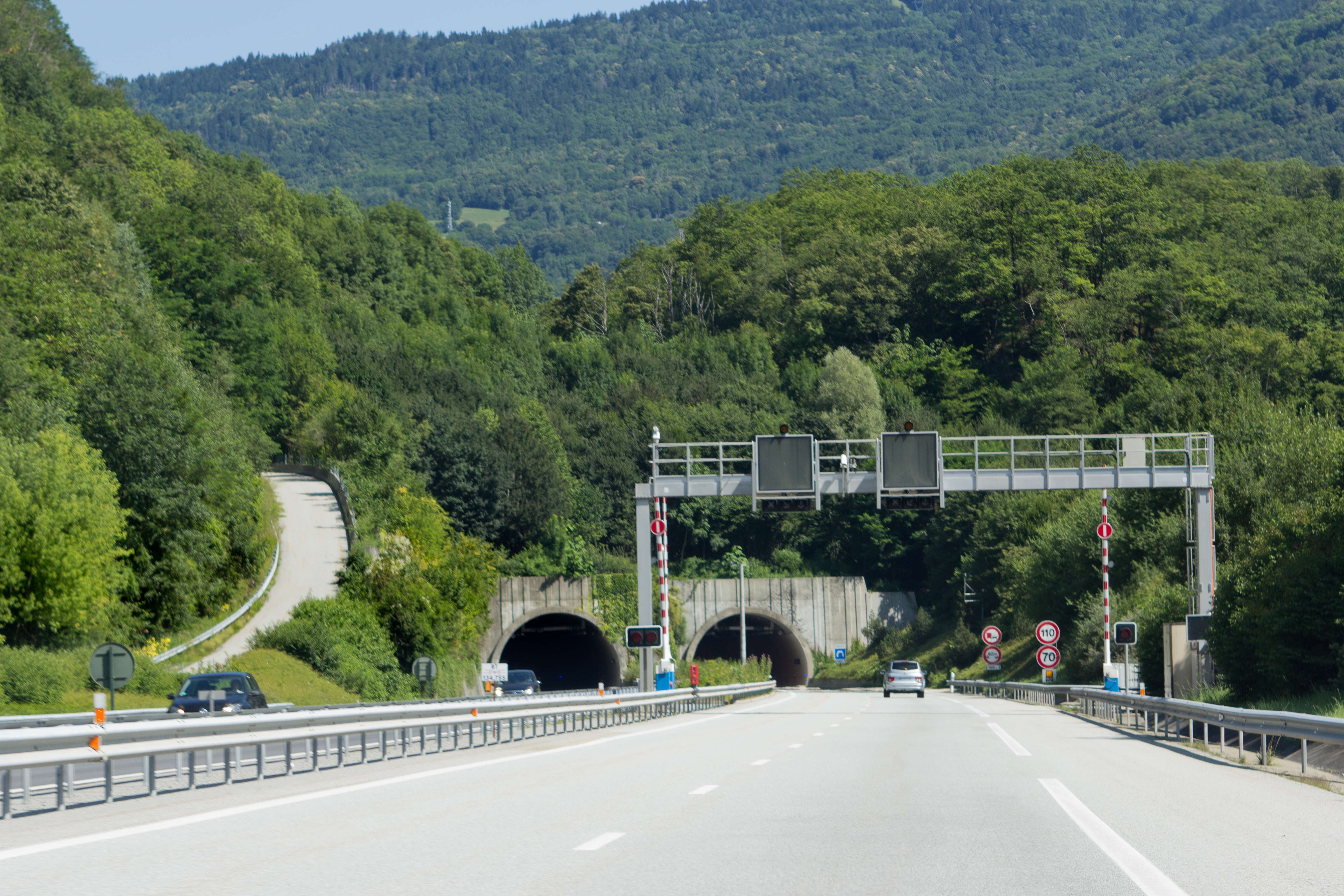
Autoroute A43.

- Longue de 194 km, concédée AREA et SFTRF, elle rejoint l'A41 à La Motte-Servolex, les deux autoroutes se fondant dans la route nationale 201 pour la traversée de Chambéry, et se séparent ensuite à Montmélian. L'A43 est nommée autoroute de la Maurienne à partir de Pont Royal.
- Elle possède 30 sorties et elle croise 5 autoroutes : en partant de Lyon, l'A46, l'A432, l'A41 et l'A430.
- Elle traverse une collectivité territoriale à statut particulier (la métropole de Lyon) et trois départements : le Rhône, l'Isère et la Savoie.

A44 : Projet d'autoroute de contournement ouest de Lyon.
A45 : Projet abandonné d'autoroute de doublement de l'A47 pour relier Saint-Étienne à Lyon.
A46 E 15 E 70 La Lyonnaise[réf. nécessaire] : Anse (A6) - Chasse-sur-Rhône / Givors (A47 & A7)

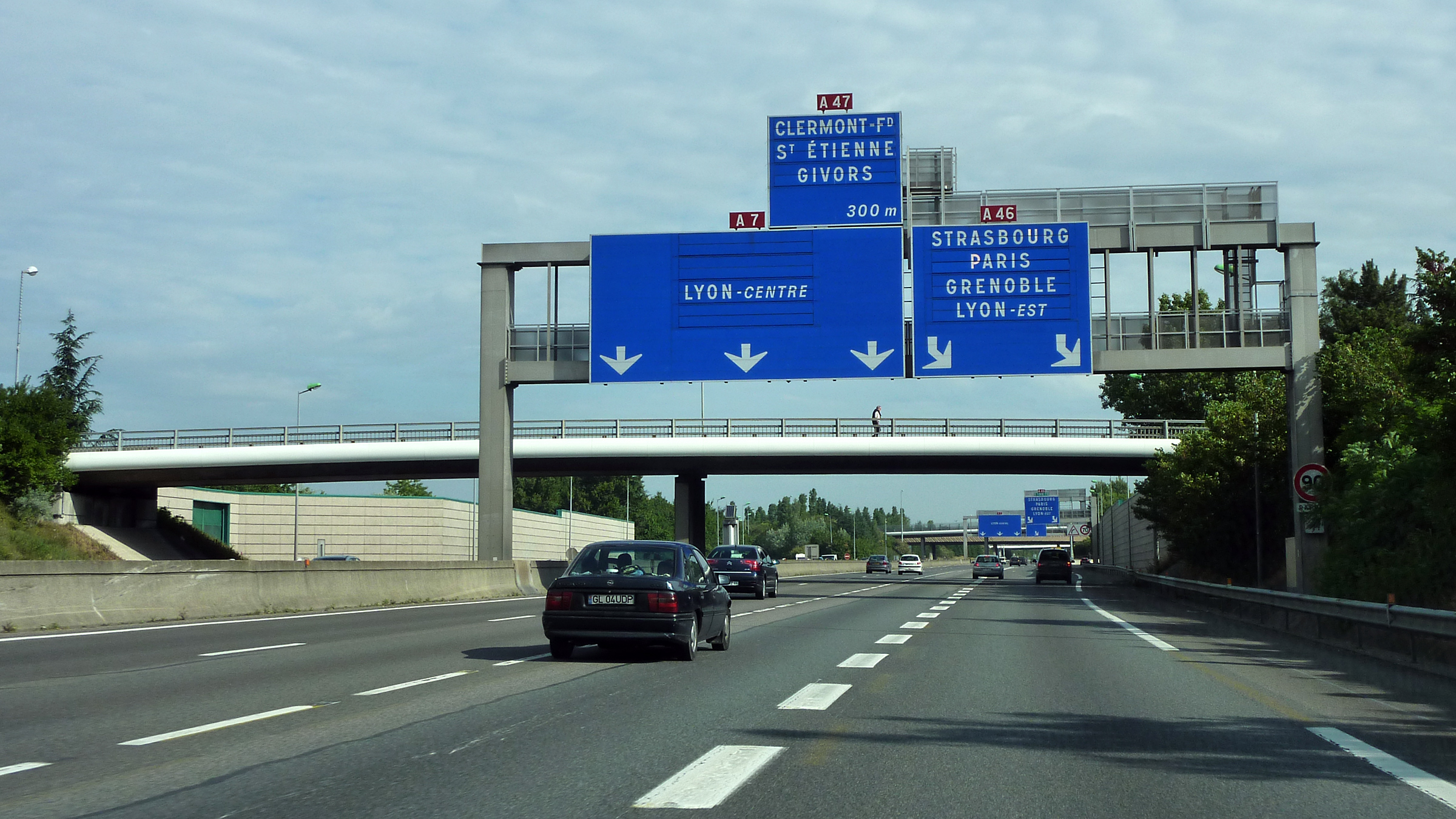
Autoroute A46.

- Elle mesure 27,2 kilomètres et elle est gérée par APPR. Elle est à péage entre Les Échets et Anse.
- Cette courte autoroute assure le contournement par l'est de Lyon.
- Elle est composée de trois sections A46N : A6 Anse - Nœud des Îles jonction A42. Elle devient ensuite la rocade est de Lyon (route nationale 346, DIR Centre Est), puis l'A46S de Saint-Priest-Manissieux A43 jusqu'à Chasse-sur-Rhône A7/A47 (gratuite, ASF).
- Elle possède 12 sorties et croise 7 autoroutes: en partant de Anse, l'A6, l'A466, l'A432, l'A42, l'A43, l'A7 et l'A47 .
- Elle traverse une collectivité territoriale à statut particulier (la métropole de Lyon) et trois départements : le Rhône, l'Ain et l'Isère.

A47 L'urbaine[réf. nécessaire] : Chasse-sur-Rhône / Givors (A46 & A7) – Saint-Étienne (Saint-Chamond) (RN 88) .

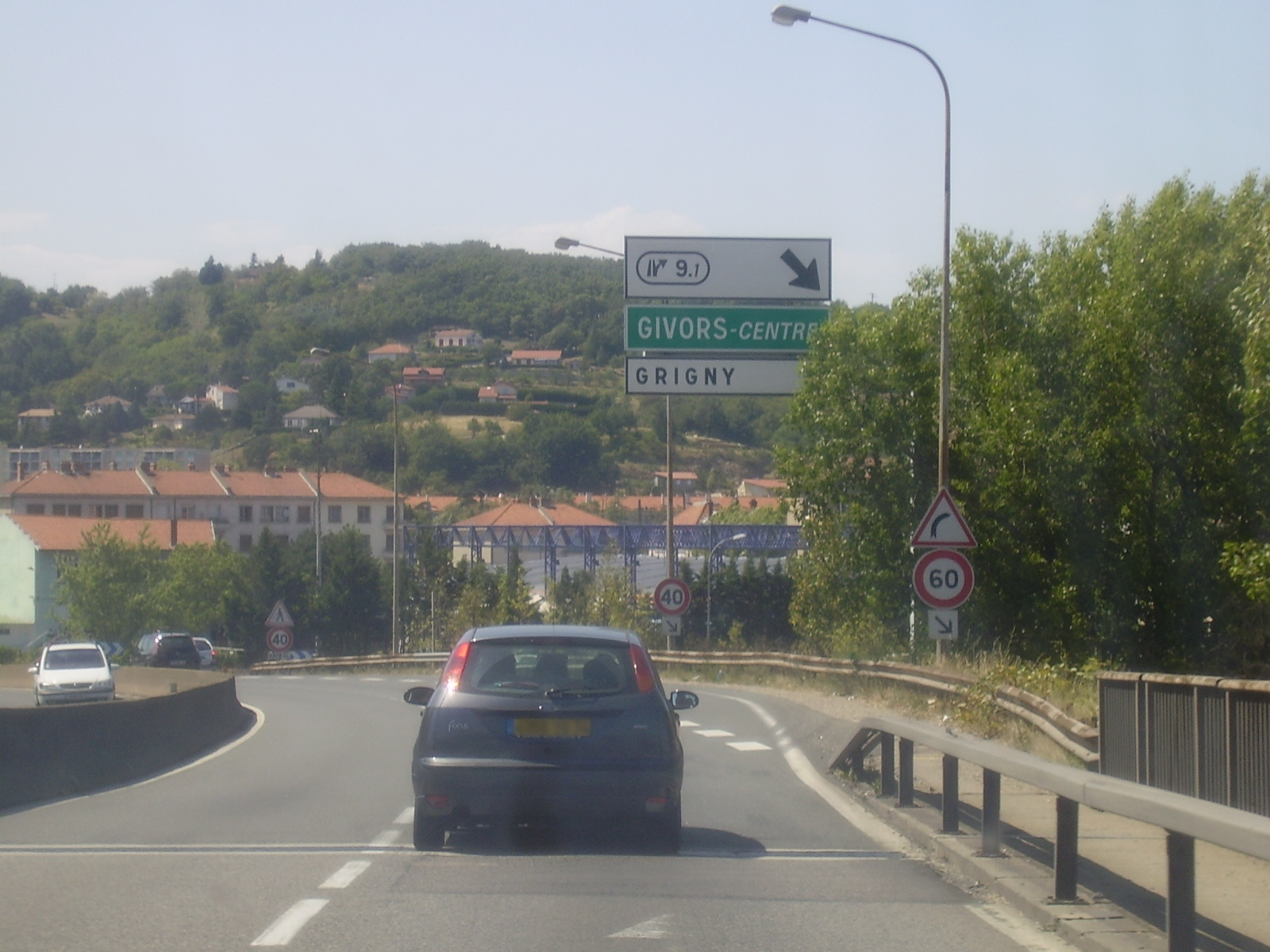
L'A47 au niveau de la sortie 9.1 (Givors-Centre) vers Saint-Étienne.

- Longue de 30,5 km, elle est gratuite. Très ancienne (années 1960), elle connaît un trafic intense, servant d'axe principal de liaison entre Lyon et Saint-Étienne. L'équipement de celle-ci est minimal (absence de BAU, rampes des échangeurs trop courtes…).
- Elle possède 16 sorties et croise 2 autoroutes, l'A46 et l'A7.
- Elle traverse une collectivité territoriale à statut particulier (la métropole de Lyon) et deux départements : le Rhône et la Loire.

A48 E 711 E 713 Autoroute du Dauphiné : Bourgoin-Jallieu (A43) - Grenoble (A480).

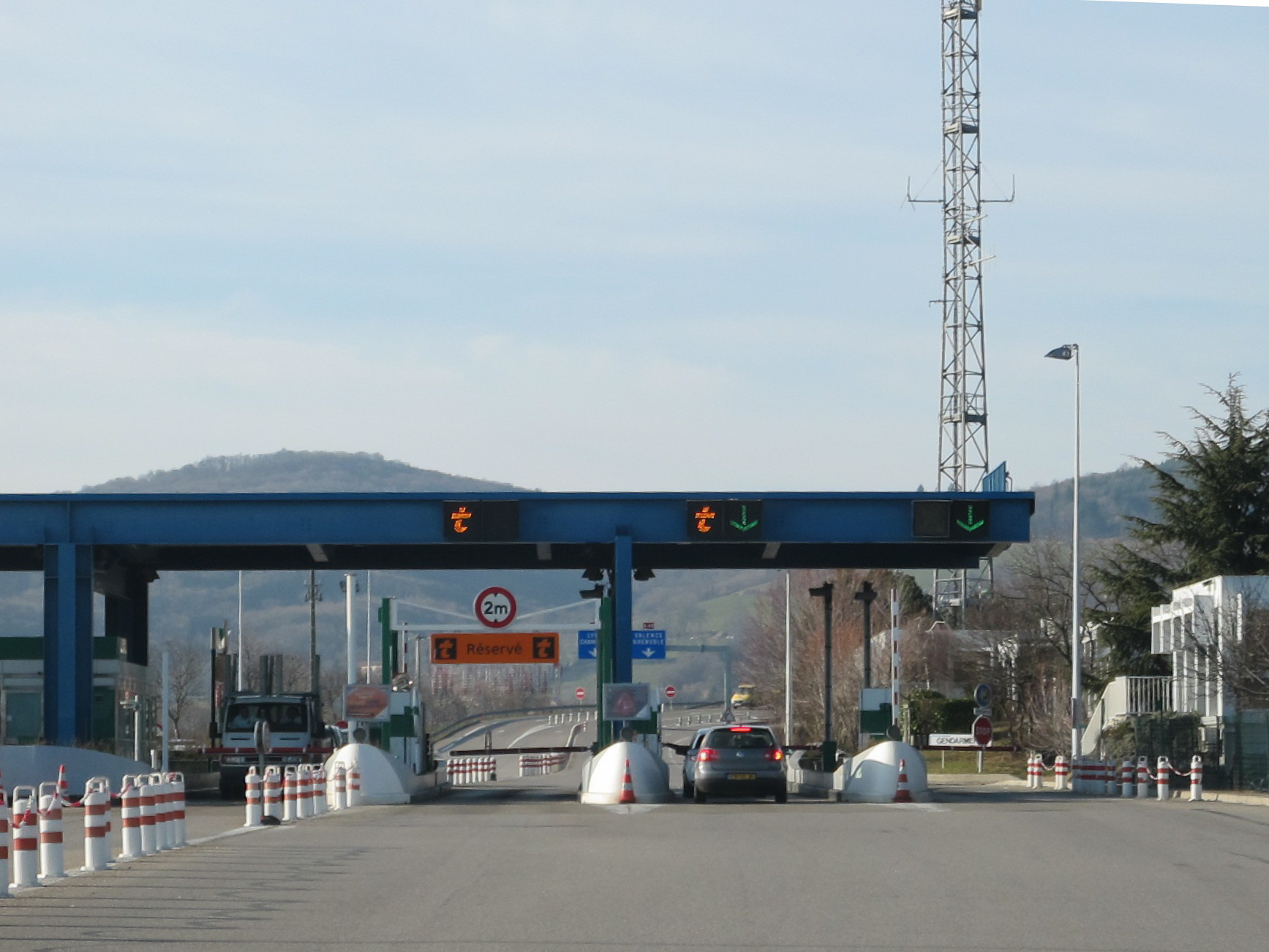
La barrière de péage de Rives.

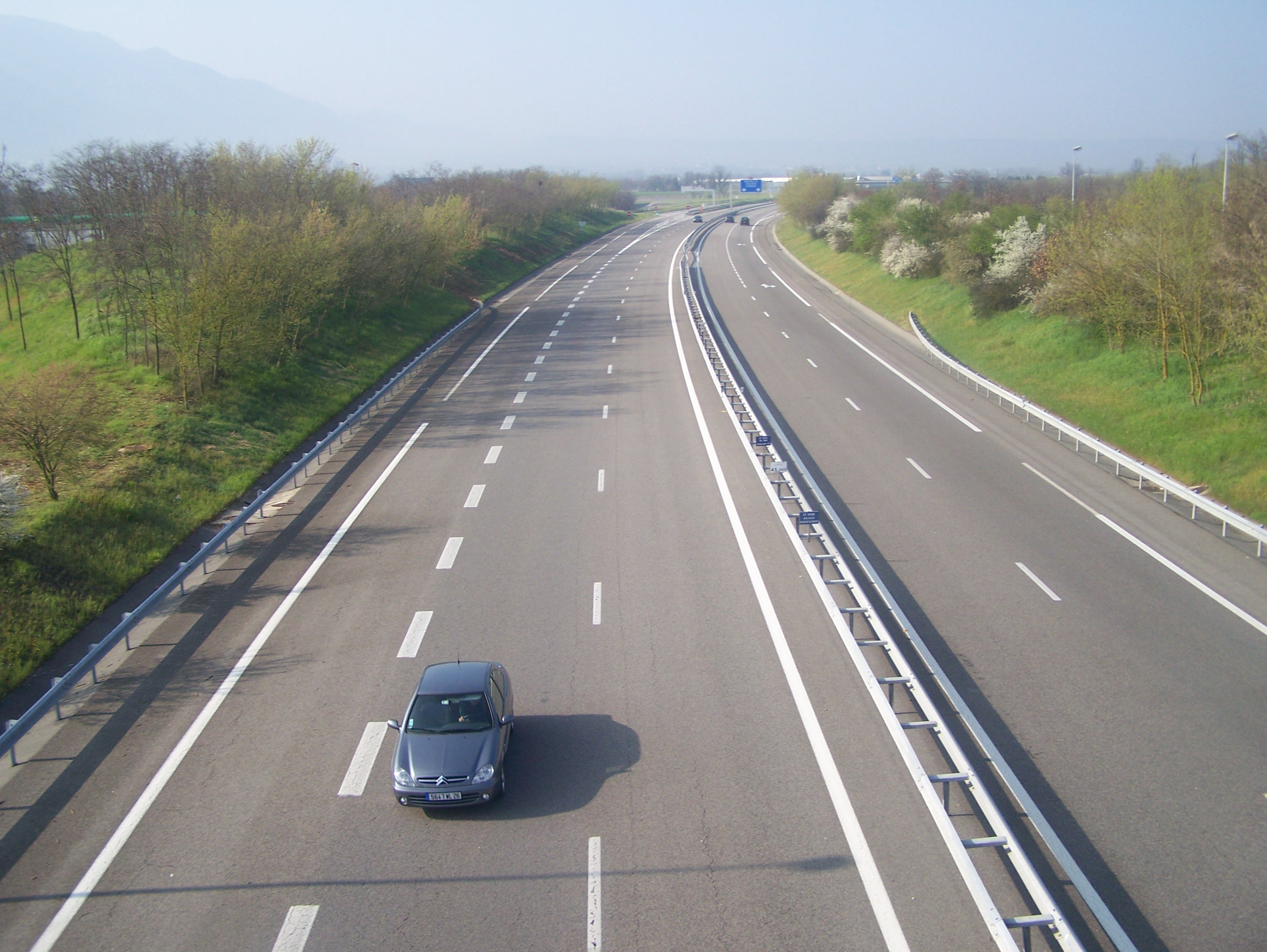
L'A49 en direction de Valence.

- Elle mesure 52,7 kilomètres et elle est concédée à AREA.
- L'autoroute est gratuite de Voreppe à Grenoble.
- Elle est à 2 × 2 voies sur tout son parcours hormis le tronçon Voreppe - embranchement A480, à 2 × 3 voies.
- Elle possède 9 sorties et croise 3 autoroutes : en partant de Grenoble, l'A480, l'A49 et l'A43.
- Elle traverse 1 département : l'Isère.

A49 E 713 : Moirans (A48) - Romans-sur-Isère (RN 532). Longueur 79 km.
- Elle mesure 61,5 kilomètres et elle est concédée à AREA.
- Suivant rigoureusement la basse vallée de l'Isère, elle parachève la liaison Suisse-Méditerranée entre l'A48 et la vallée du Rhône. Après Romans, elle est prolongée par la route nationale 532 jusqu'à Valence et l'A7.
- Elle possède 6 sorties et croise 1 autoroute, l'A48.
- Elle traverse 2 départements : l'Isère et la Drôme.

## De A50 à A57
Les autoroutes A5x sont concentrées en région Provence-Alpes-Côte d'Azur et ses abords immédiats (partie gardoise de l'A54 et l'A51). Les autoroutes A53, A56 et A58 n'existent plus.
A50 : Marseille - Toulon (A57)

Autoroutes A50 à A57.

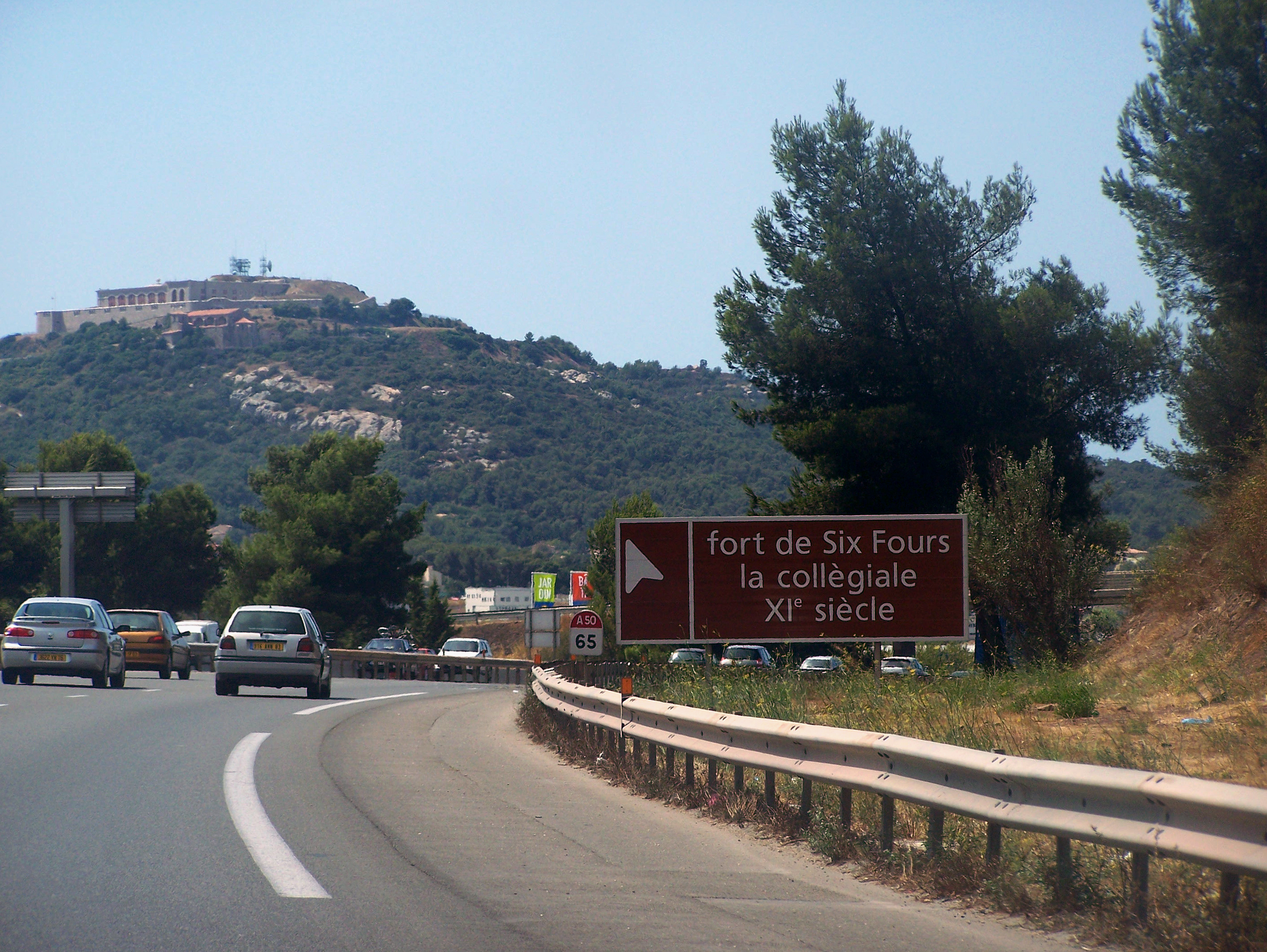
L'autoroute A50 à l'entrée de Six-Fours-les-Plages en provenance de Toulon.

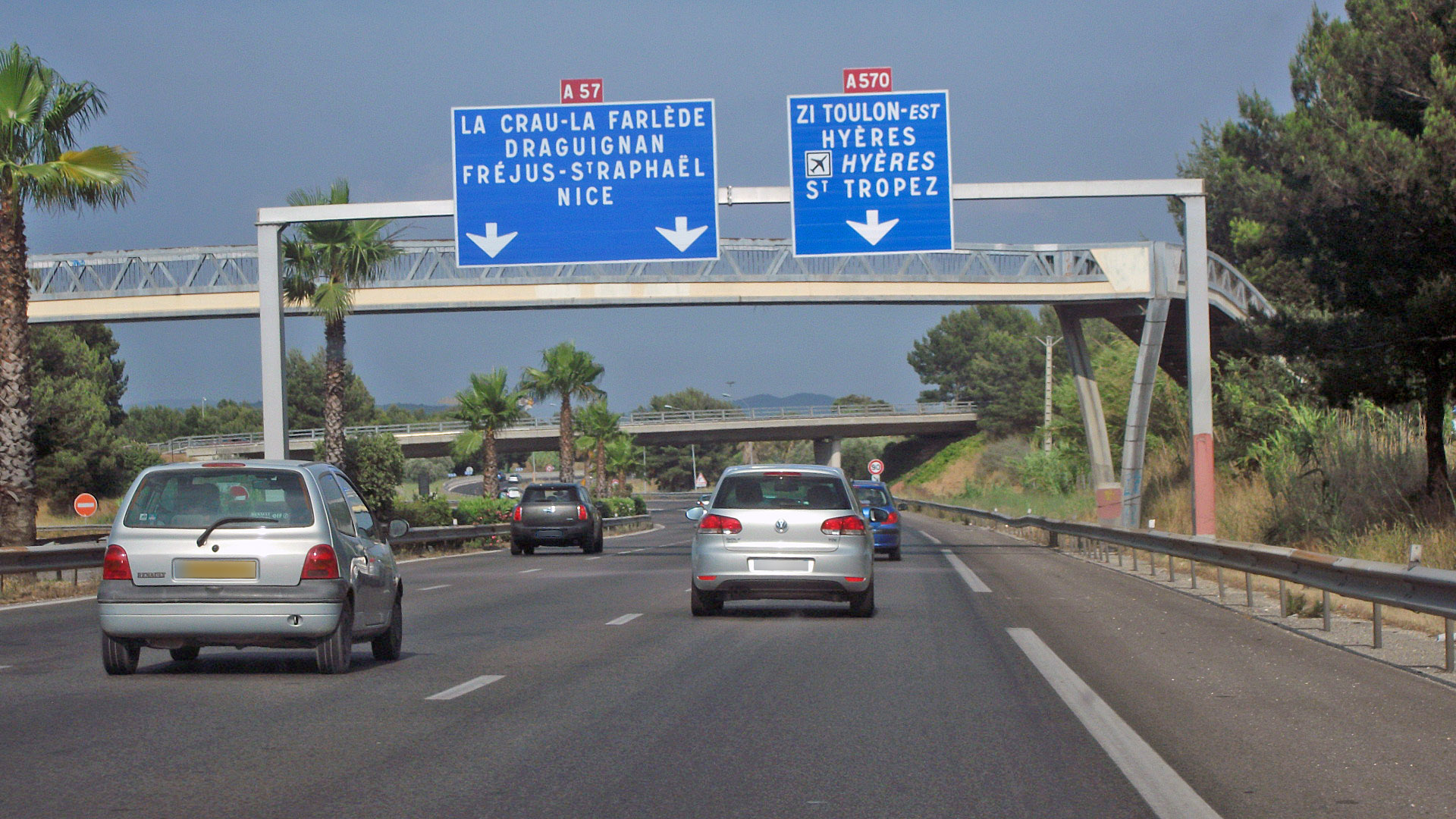
Autoroute A57

- Elle mesure 72 kilomètres et elle est concédée à Escota.
- L'A50 est reliée à l'A57 par le tunnel de Toulon (ce dernier ayant connu des nombreux problèmes lors de sa construction). Elle est régulièrement embouteillée, notamment entre Marseille et Aubagne.
- Elle possède 16 sorties et croise 4 autoroutes : en partant de Toulon, l'A57, l'A52, l'A502 et l'A501.
- Elle traverse 2 départements : les Bouches-du-Rhône et le Var.

A51 E 712 Autoroute du val de Durance : Marseille (Septèmes-les-Vallons) (A7) - Gap (La Saulce) et Autoroute du Trièves[réf. nécessaire] : Grenoble (Claix) (A480) - Col du Fau.

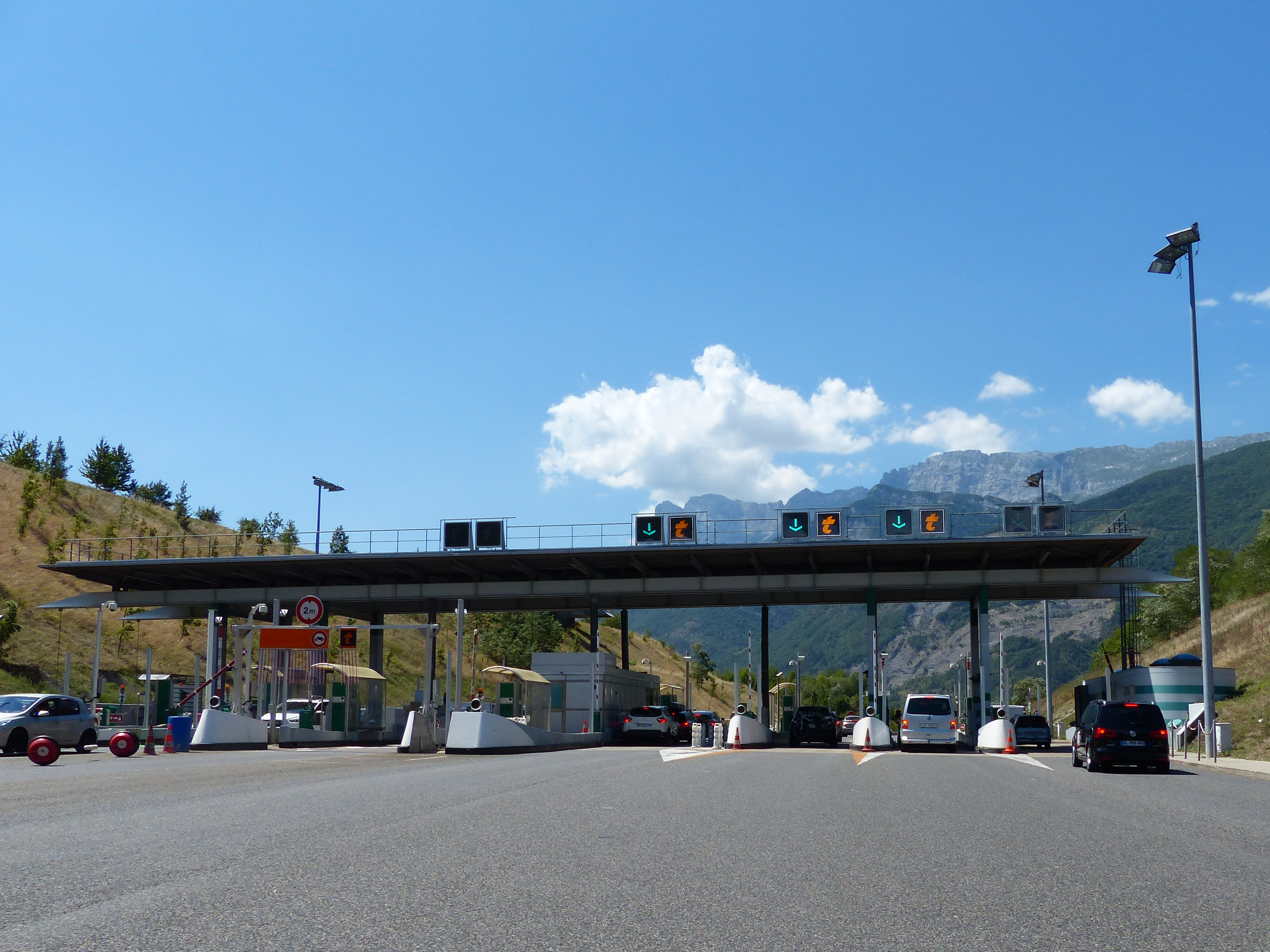
Gare de péage du Crozet.

- Elle mesure 152 kilomètres pour le tronçon situé entre Marseille et la Saulce (au sud de Gap) et 26 kilomètres pour le tronçon entre Grenoble et le Col du Fau.
- Au nord, la section Grenoble - Saint-Martin-de-la-Cluze a été mise en service en 1999. La section Saint-Martin-de-la-Cluze - Col du Fau a été achevée en mars 2007.
- Au sud, l'autoroute quitte le nord de Marseille et remonte le long de la vallée de la Durance jusqu'à La Saulce (au sud de Gap) en passant par Manosque et Sisteron.
- Le tronçon central manquant de Gap (La Saulce) à Monestier-de-Clermont (col du Fau) a été l'objet de nombreuses décisions ministérielles souvent contradictoires entre un passage par l'est de Gap et un autre par le Buëch et le col de la Croix-Haute.
- Elle possède 25 sorties et croise 4 autoroutes : en partant de Grenoble, l'A480, l'A8, l'A515, l'A7.
- Elle traverse 5 départements : les Bouches-du-Rhône, le Vaucluse, les Alpes-de-Haute-Provence, les Hautes-Alpes et l'Isère.

A52 : Fuveau (A8) – Aubagne (A50).
- Elle mesure 25,8 kilomètres et elle est gérée par Escota.
- Il existe un projet de création de bretelle d'autoroute sur la commune de Belcodène, qui devrait être mise en service en 2017. Cela faisait très longtemps que ce projet était évoqué, mais il se heurtait a un problème de financement.
- Elle possède 4 sorties et croise 4 autoroutes : en partant d'Aubagne, l'A50, l'A501, l'A520 et l'A8.
- Elle traverse 1 département : les Bouches-du-Rhône.

A54 E 80 La Camarguaise : Nîmes (A9) - Salon-de-Provence (A7).

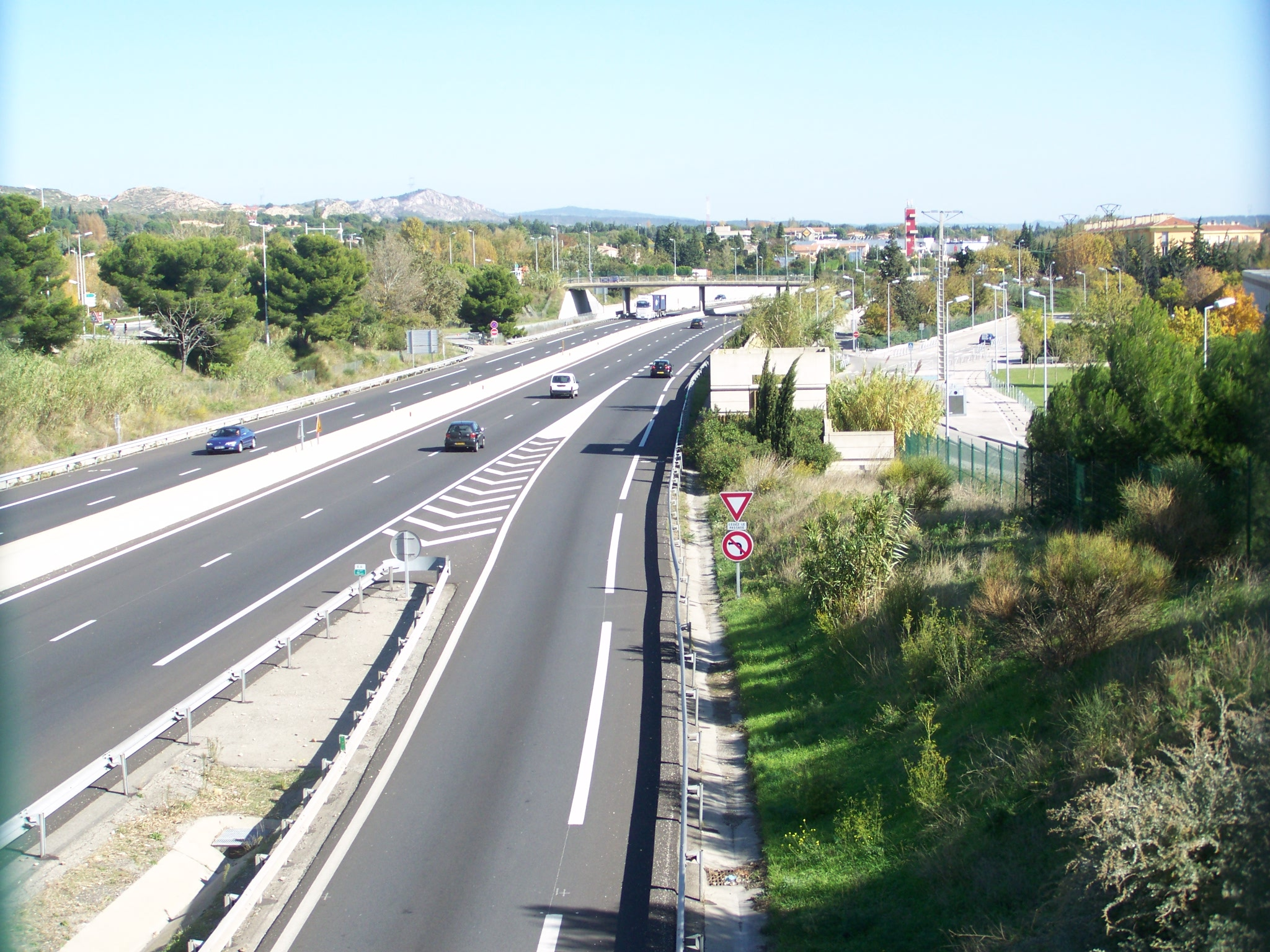
Autoroute A54

- Elle mesure 53,5 kilomètres et elle est gérée par ASF.
- Inaugurée le 28 juin 1990 pour sa partie gardoise, cette autoroute est divisée en deux tronçons reliés par les routes nationales 572 et 113 entre Arles (sortie 3) et Saint-Martin-de-Crau (sortie 12). Cette autoroute est un pilier de la liaison Italie-Espagne.
- Une nouvelle section autour d'Arles est en projet afin d'assurer une continuité autoroutière. Sa mise en service est prévue en 2020.
- Elle possède 15 sorties et croise 2 autoroutes : en partant de Nîmes, l'A9 et l'A7.
- Elle traverse 2 départements : le Gard et les Bouches-du-Rhône.

A55 Autoroute du Littoral : Marseille (La Joliette) – Martigues (RN 568).
- Elle mesure 36,7 kilomètres, elle n'est pas concédée.

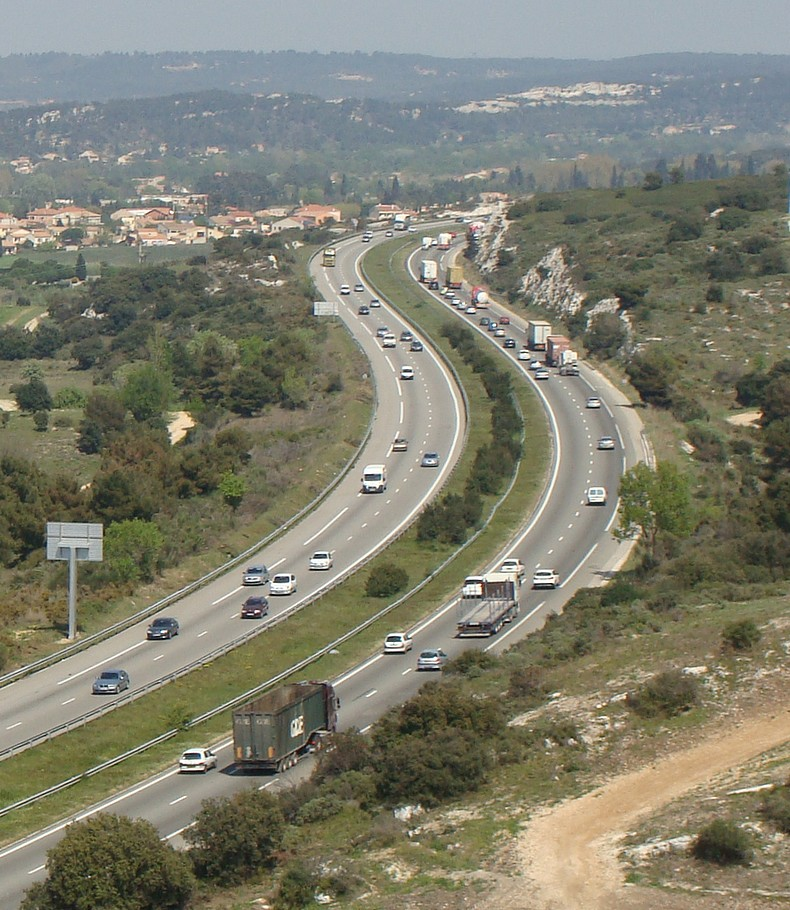
L'autoroute A55 vu de la chapelle Saint-Michel de Gignac (photo prise en direction de Marseille).

- Elle est prolongée par un tronçon reliant Martigues à Saint-Martin-de-Crau en 2 fois 2 voies (route nationale 568) avec carrefour à niveaux et feux.
- Il existe un projet de prolongement vers la future rocade d'Arles (A54) dans sa continuité logique.
- Elle possède 18 sorties et croise 2 autoroutes : en partant de Marseille, l'A557 et l'A7.
- Elle traverse 1 département : les Bouches-du-Rhône.

A56 : Projet d'autoroute entre Salon-de-Provence (A54) et Fos-sur-Mer (A55).
A57 La Toulonnaise[réf. nécessaire] : Toulon (A50) - Le Cannet-des-Maures (A8).
- Elle mesure 52,6 kilomètres et elle est concédée à Escota.
- Elle est à péage entre Cuers et l'échangeur avec l'A8. En 2013, l'A57 fut dédoublée dans Toulon.
- Elle possède 13 sorties, et elle croise 3 autoroutes : en partant de Toulon, l'A50, l'A570 et l'A8.
- Elle traverse 1 département : le Var.

A58 : Ancien projet d'autoroute entre Cannes et Sisteron via Dignes-les-Bains.

## De A61 à A69

Autoroutes A6x.

Les autoroutes A6x sont concentrées dans le Sud-Ouest de la France et sont exploitées par ASF, sauf l'A65 gérée par A'lienor. L'autoroute A67 n'existe pas.
A61 E 9 E 80 Autoroute des Deux Mers : Narbonne - sud (A9) - Toulouse - sud-est (A62)

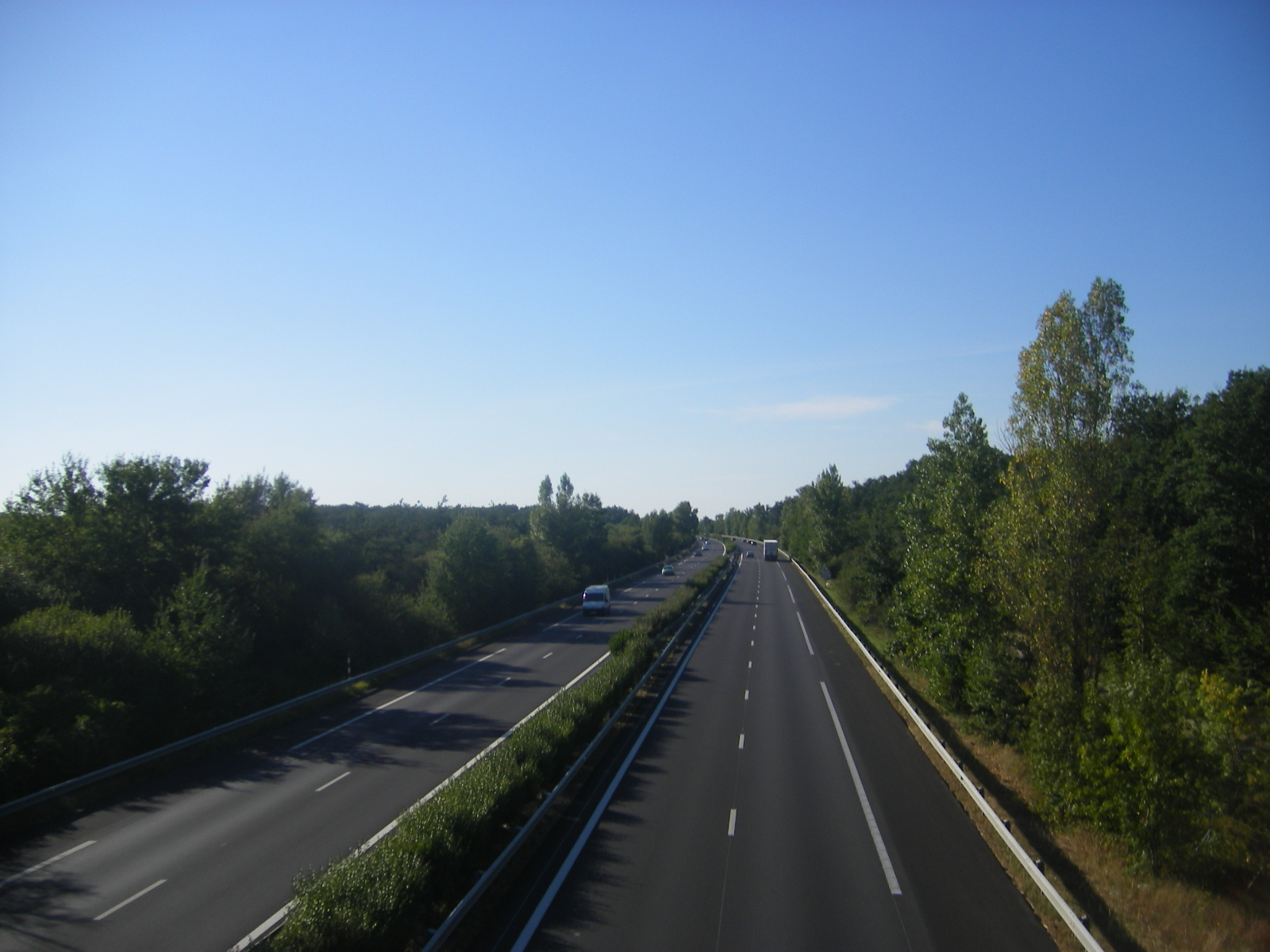
L'autoroute des Deux Mers à Montech près de Castelsarrasin

- Elle mesure 148 kilomètres. Elle est gérée par ASF. Elle dessert les villes de Narbonne, Carcassonne et Toulouse.
- Section Est de « l'autoroute des Deux Mers ».
- Elle possède 11 sorties et croise 5 autoroutes: en partant de Narbonne: l'A9, l'A66, l'A620, l'A68 et l'A62.
- Elle traverse 2 départements: l'Aude et la Haute-Garonne.

A62 E 9 E 72Autoroute des Deux Mers : Toulouse - nord (A61) - Bordeaux - sud-est (A630)
- Elle mesure 234 kilomètres. Elle est gérée par ASF. Elle dessert les villes de Toulouse, Montauban, Agen et Bordeaux.
- Section Ouest de « l'Autoroute des Deux Mers ».
- Elle possède 15 sorties et croise 6 autoroutes: en partant de Bordeaux, l'A630, l'A65, l'A20, l'A620, l'A61 et l'A68.
- Elle traverse 4 départements: la Haute-Garonne, le Tarn-et-Garonne, le Lot-et-Garonne et la Gironde.

A63 E 5 E 70 E 80 Autoroute de la Côte Basque : Bordeaux - sud-ouest (A630) - Biriatou (AP-8) (Espagne)

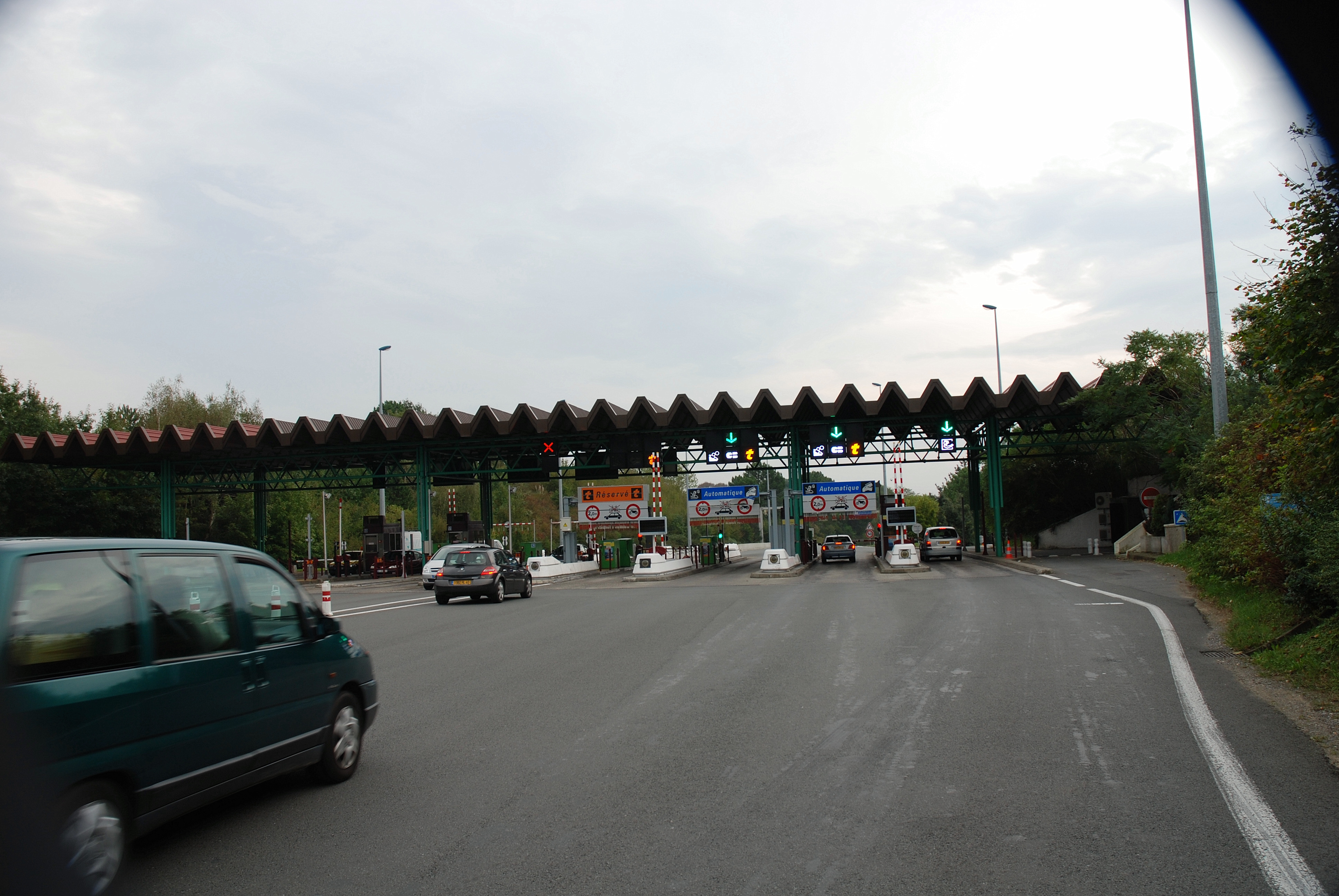
A63, péage de la Négresse à Biarritz

- Elle mesure 206 kilomètres et est gérée par la Direction interdépartementale des Routes Atlantique (DIRA) entre Bordeaux et Salles, Atlandes entre Salles et Saint-Geours-de-Maremne et par ASF entre Saint-Geours-de-Maremne et la frontière espagnole.
- Elle dessert notamment Bordeaux, le Parc naturel régional des Landes de Gascogne, Dax, Biarritz, Bayonne, St-Jean-de-Luz et l'Espagne.
- Partie de l'autoroute des Estuaires[réf. nécessaire] et de la Transeuropéenne.
- La longue traversée du massif forestier landais (l'ex-RN10 gratuite) est devenue l'A63 payante depuis mai 2013.
- La portion gratuite (entre l'échangeur de l'A660 et la Rocade Bordelaise) est gérée par la DIR Atlantique.
- Elle possède 28 sorties et croise 4 autoroutes: en partant de Bordeaux, l'A630, l'A660, l'A64 et l'AP-8 (Espagne).
- Elle traverse 3 départements: la Gironde, les Landes et les Pyrénées-Atlantiques.

A64 E 80 La Pyrénéenne : Toulouse - sud-ouest (A620) - Bayonne (A63).
- Elle mesure 287 kilomètres et est gérée par ASF en quasi totalité. Une portion est exploitée par la DIR Sud-Ouest.
- Elle a longtemps été reliée à l'A63 par un prolongement de l'autoroute sur 11 kilomètres, la D1, route concédée à ASF et mise aux normes autoroutières.
- Elle dessert notamment Toulouse, le massif pyrénéen, Tarbes, Pau, Orthez et Peyrehorade.
- Elle possède 40 sorties et croise 4 autoroutes (sans compter la A63 à Bayonne): en partant de Toulouse, l'A620, l'A645, l'A65 et l'A641.
- Elle traverse 4 départements: la Haute-Garonne, les Hautes-Pyrénées, les Pyrénées-Atlantiques et les Landes (à Peyrehorade)

A65 E 7 Autoroute de Gascogne : Langon (A62 depuis Bordeaux - sud-est) - Pau (A64).

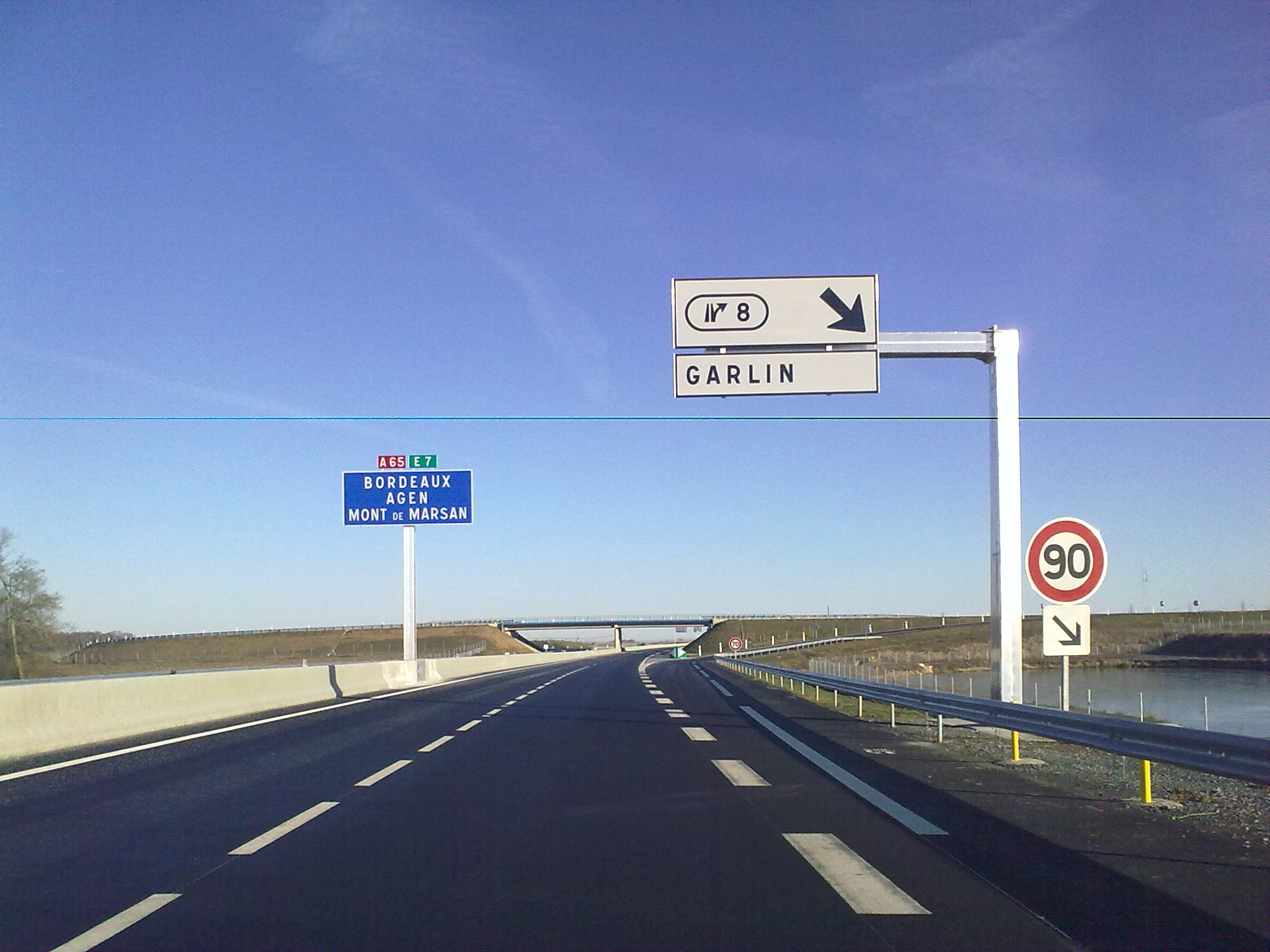
Autoroute A65, sens Pau-Bordeaux

- Elle mesure 153 kilomètres et est exploitée par A'lienor sur toute la longueur.
- Elle a été inaugurée et ouverte à la circulation le 16 décembre 2010.
- Elle dessert notamment Pau, Mont-de-Marsan et Langon.
- Elle possède 9 sorties et croise 2 autoroutes: en partant de Pau, l'A64 et l'A62.
- Elle traverse 3 départements: la Gironde, les Landes et les Pyrénées-Atlantiques.

A66 E 9 L'Ariégeoise : Vieillevigne (A61 depuis Toulouse - sud) – Pamiers - sud (RN 20).
- Elle mesure 39,1 kilomètres et est exploitée par ASF sur toute sa longueur.
- Elle dessert notamment Villefranche-de-Lauragais, Pamiers et le piémont des Pyrénées.
- Au sud de Pamiers, elle se prolonge par la route nationale 20, à 2×2 voies jusqu'à Tarascon-sur-Ariège, cette route pourrait dans le futur être mise aux normes autoroutières afin de créer un axe autoroutier Toulouse→Barcelone via Andorre[19].
- Elle possède 5 sorties et croise une seule autoroute, l'A61.
- Elle traverse 2 départements : la Haute-Garonne et l'Ariège.

A68 Autoroute du Pastel[réf. nécessaire]: Toulouse - est (La Roseraie, A62/A61) - Albi (RN 88)
- Elle mesure 62,2 kilomètres et est concédée à ASF.
- Elle dessert notamment Albi, Gaillac et Toulouse.
- Elle est gratuite de Montastruc-la-Conseillère à Albi. L'A68 sera dans le futur prolongée pour relier Toulouse à Lyon. Le projet serait confondu avec celui de la RN88. Elle pourrait aussi dévier Albi.
- Elle possède 10 sorties et croise 3 autoroutes: en partant de Toulouse, l'A61, l'A62 et l'A680.
- Elle traverse 2 départements: la Haute-Garonne et le Tarn.

A69 : Castelmaurou (A68 depuis Toulouse - est) - Castres
- L'A69 va reprendre l'actuel tracé de l'A680 et la route nationale 126. Elle sera concédée à la société NGE et doit être mise en service à l’horizon 2026.
- Une partie est déjà en service à 2x2 voies, qui correspond à l'ancienne A680 doublée.

## De A71 à A79
Les autoroutes A7x sont concentrées dans le Centre de la France.
A71 E 9 E 11 L'Arverne : Orléans (Ingré) (A10) - Clermont-Ferrand (A75).
- Elle mesure 267 kilomètres de longueur dont Orléans → Bourges 112 km (Cofiroute) et Bourges - Riom 155 km (SAPRR).
- Elle dessert notamment Vierzon, Bourges, Montluçon et Riom.
- Cette autoroute, prolongée par l'A89 et l'A75, a pour objectif de désenclaver l'Auvergne et le Massif central et d'offrir un itinéraire Paris-Méditerranée-Espagne plus court que par les A6, A7 et A9.
- Depuis septembre 2010, l'A71 est intégralement à 2 × 3 voies dans sa partie de l'agglomération orléanaise grâce au doublement du pont enjambant la Loire.
- Elle possède 16 sorties et croise 7 autoroutes : en partant d'Orléans, l'A10, l'A85, l'A20, l'A714, l’A79, l'A719 et l'A89.
- Elle traverse 5 départements : le Loiret, le Loir-et-Cher, le Cher, l'Allier et le Puy-de-Dôme.

A72 L'Autoroute de la Loire[réf. nécessaire] : Saint-Étienne (RN 88) - Nervieux (A89).
- Elle mesure 56 kilomètres et est exploitée par ASF.
- Elle était auparavant numérotée B71. Elle suit quasiment sur toute sa longueur le cours de la Loire.
- Jusqu'en 2008, elle commençait à Clermont-Ferrand (au niveau de la jonction des autoroutes A711 et A710), cette dernière est devenue l'A89, qui relie Bordeaux à Lyon.
- Elle possède 14 sorties et ne croise qu'une seule autoroute, l'A89.
- Elle traverse 1 département : la Loire.

A75 E 11 La Méridienne : Clermont-Ferrand (A71) - Béziers (A9).

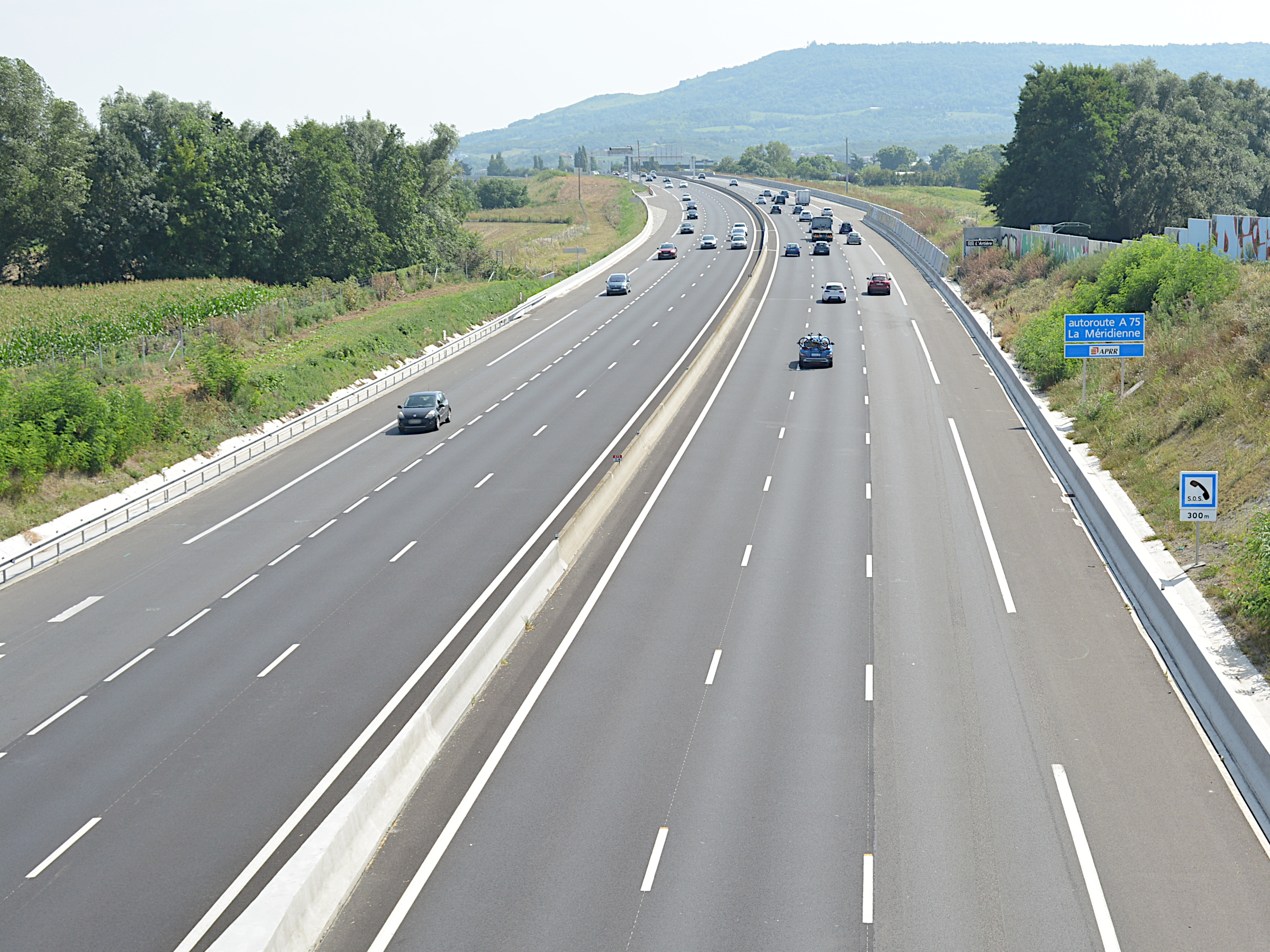
Début de l'autoroute A75 à Clermont-Ferrand.

- Cette autoroute mesure 336 kilomètres, elle est en partie à péage et est concédée à CEVM sur le Viaduc de Millau et à ASF entre Béziers et l'A9.
- L'A75 désenclave le Sud du Massif central, enjambe le Tarn par le viaduc de Millau et traverse ensuite l'Hérault via Lodève.
- Elle est gratuite (exception faite du viaduc de Millau) et comporte quelques ouvrages d'art assez exceptionnels (viaducs, tunnels).
- Depuis le 5 octobre 2010, l'A75 est reliée à l'A9 via un nouvel échangeur.
- Elle possède 64 sorties et croise 4 autoroutes, en partant de Clermont-Ferrand, l'A71, l'A711, l'A750 et l'A9.
- Elle traverse 6 départements : le Puy-de-Dôme, la Haute-Loire, le Cantal, la Lozère, l'Aveyron et l'Hérault.

A77 Autoroute de l'Arbre : Rosiers (A6) - Sermoise-sur-Loire (RN 7).

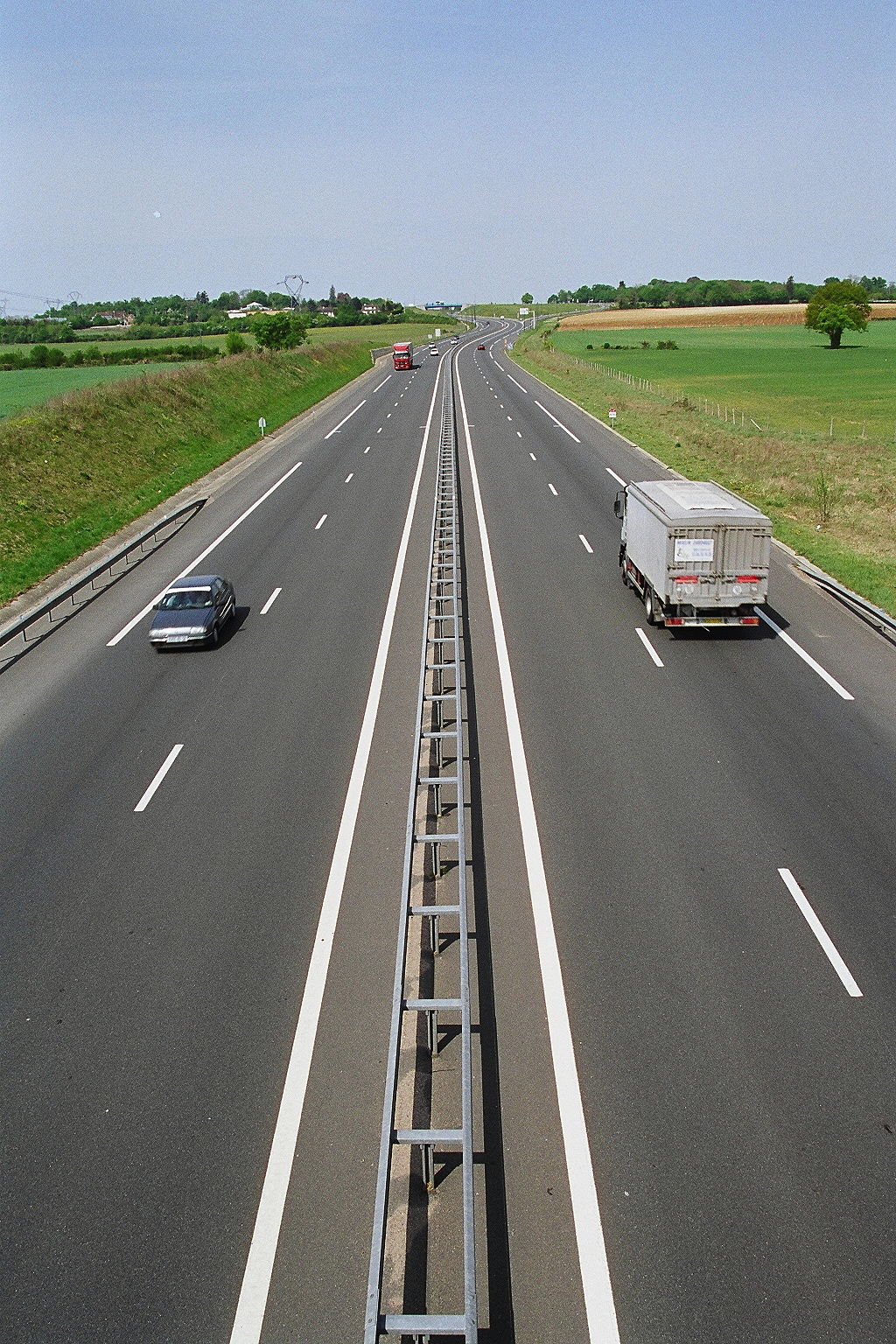
Autoroute A77.

- Cette autoroute mesure 162 kilomètres, elle est à péage entre l'A6 et Cosne-Cours-sur-Loire et est gérée par APRR.
- C'est la dernière radiale au départ de la banlieue parisienne mise en service (1999).
- Exploitée entre Dordives et Cosne-Cours-sur-Loire, puis reprend les voies express de la RN 7 (section qui, en 2012, a été mise au gabarit autoroutier) jusqu'à Nevers.
- Tout au long de l'autoroute entre l'A6 et Cosne-Cours-sur-Loire, de nombreuses espèces d'arbres sont plantées et les aires de repos prennent le nom d'arbres.
- L'A77 est prolongée vers Moulins / Roanne / Balbigny par la route nationale 7 et la route nationale 82 déjà partiellement à 2 × 2 voies et dont l'aménagement progresse par phases jusqu'à l'A89.
- Il est à noter que l'A77 jouera le rôle d'itinéraire bis entre Lyon et Paris via le Centre de la France, évitant ainsi la mise à 2 × 3 voies de l'A6 entre Dordives et Beaune, et rabattant également une partie du trafic d'Île-de-France, pour ne plus le mélanger à celui venant de l'A31 à hauteur de Beaune (chargé en période estivale).
- Elle possède 21 sorties et croise une autoroute : l'A19 à hauteur de Gondreville.
- Elle traverse 3 départements : la Seine-et-Marne, le Loiret et la Nièvre.

A79 E 62 La Bourbonnaise : Montmarault (A71) – Digoin (RN 79).

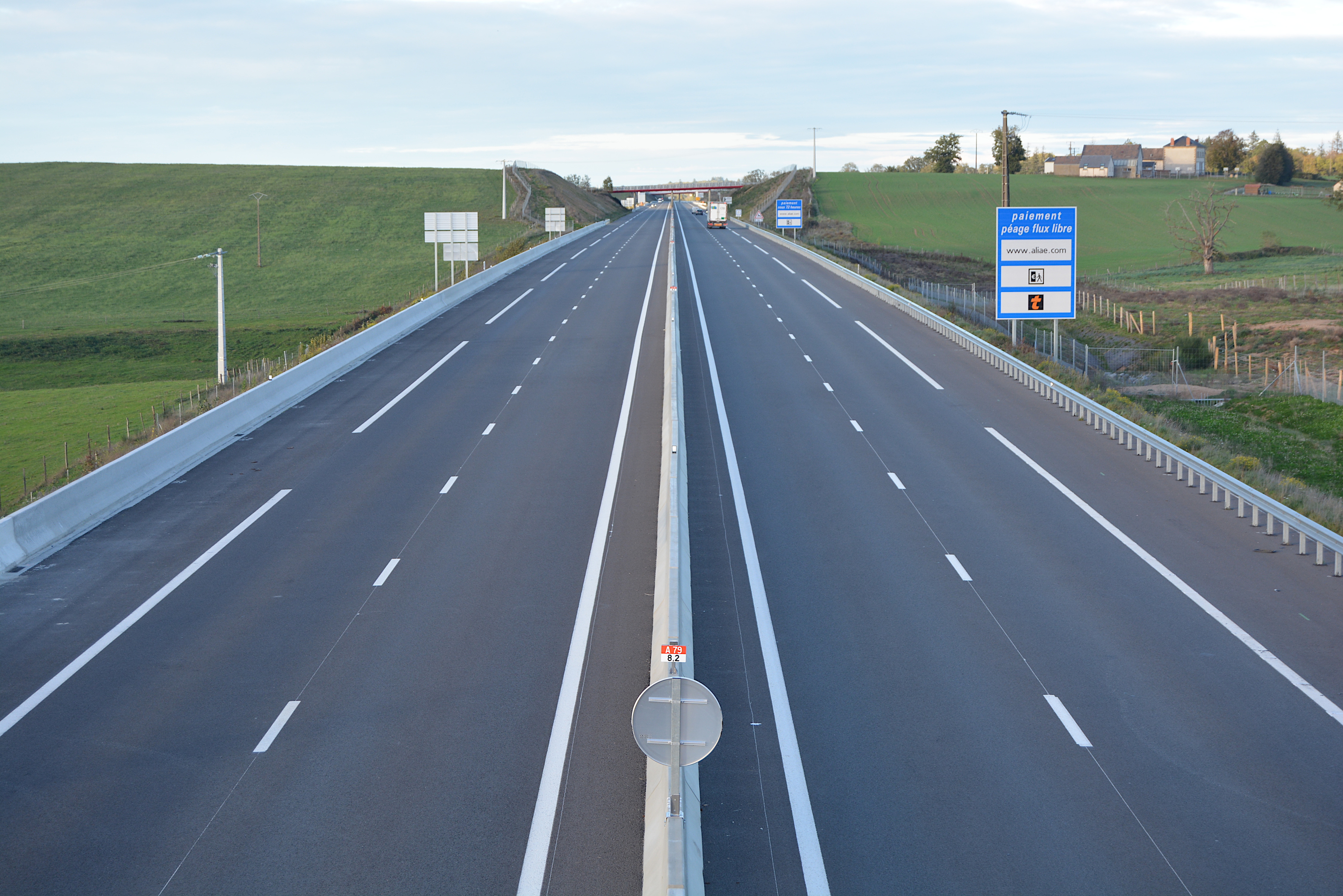
Autoroute A79 à Deux-Chaises en direction de Mâcon.

- Longue de 92 kilomètres, elle remplace la route nationale 79, route réputée très accidentogène sur la portion située dans le département de l'Allier. Elle est mise en service le 4 novembre 2022.
- Elle est concédée à APRR sur les quatre premiers kilomètres de son tracé, de Montmarault à Sazeret, puis à ALIAE (Autoroute de liaison Atlantique Europe) de Sazeret à Digoin.
- Elle est la première autoroute à péage en flux libre de France.
- Elle possède onze sorties et croise une seule autoroute à son extrémité, l'A71.
- Elle traverse deux départements : l'Allier et la Saône-et-Loire.
- Un ancien projet de doublement de l'autoroute A7 portait le numéro A79, et a été officiellement abandonné.

## De A81 à A89
À l'exception des autoroutes A86 et A89, les autoroutes A8x sont concentrées dans l'Ouest de la France.
A81 (N 157) E 50 L'Armoricaine : Le Mans (A11) - La Gravelle (RN 157).
- La partie autoroutière mesure 94,5 kilomètres. Elle est à péage et est gérée par Cofiroute
- Elle est prolongée au-delà de La Gravelle par la voie express N157 jusqu'à Rennes (rocade N136). Ce tronçon situé en Bretagne est gratuit.
- Le projet de mise aux caractéristiques autoroutières des N157 et N12 jusqu'à Brest a été abandonné en 2014.
- Elle possède 5 sorties et ne croise qu'une seule autoroute, à proximité du Mans, l'A11.
- Elle traverse 2 départements : la Sarthe et la Mayenne.

A82 (N 165) E 60 La Bretonne : Orvault (A844) - Sautron (RN 165)

L'autoroute A86 (en bleu) et le périphérique (en jaune).

- Ce tronçon fait partie de la voie rapide N165 longue de 292 kilomètres reliant Nantes à Brest. Elle est totalement gratuite et n'est pas concédée.
- La partie autoroutière située entre le périphérique de Nantes et Sautron mesure 2,3 kilomètres. C'est l'une des plus courtes autoroutes du réseau.
- Bien qu'elle possède ses bornes kilométriques, l'autoroute n'a que le statut de voie rapide en continuité avec la RN 165 indiquée sur les cartouches de direction.
- Le projet de mise aux caractéristiques autoroutières de la route nationale 165 jusqu'à Brest a été abandonné en 2014.
- Elle ne possède que 2 sorties et ne croise qu'une seule autoroute, l'A844 (rocade nantaise).
- Elle traverse 3 départements : la Loire-Atlantique, le Morbihan et le Finistère.

A83 E 3 : Nantes - sud (RN 844) - Niort - est (A10).

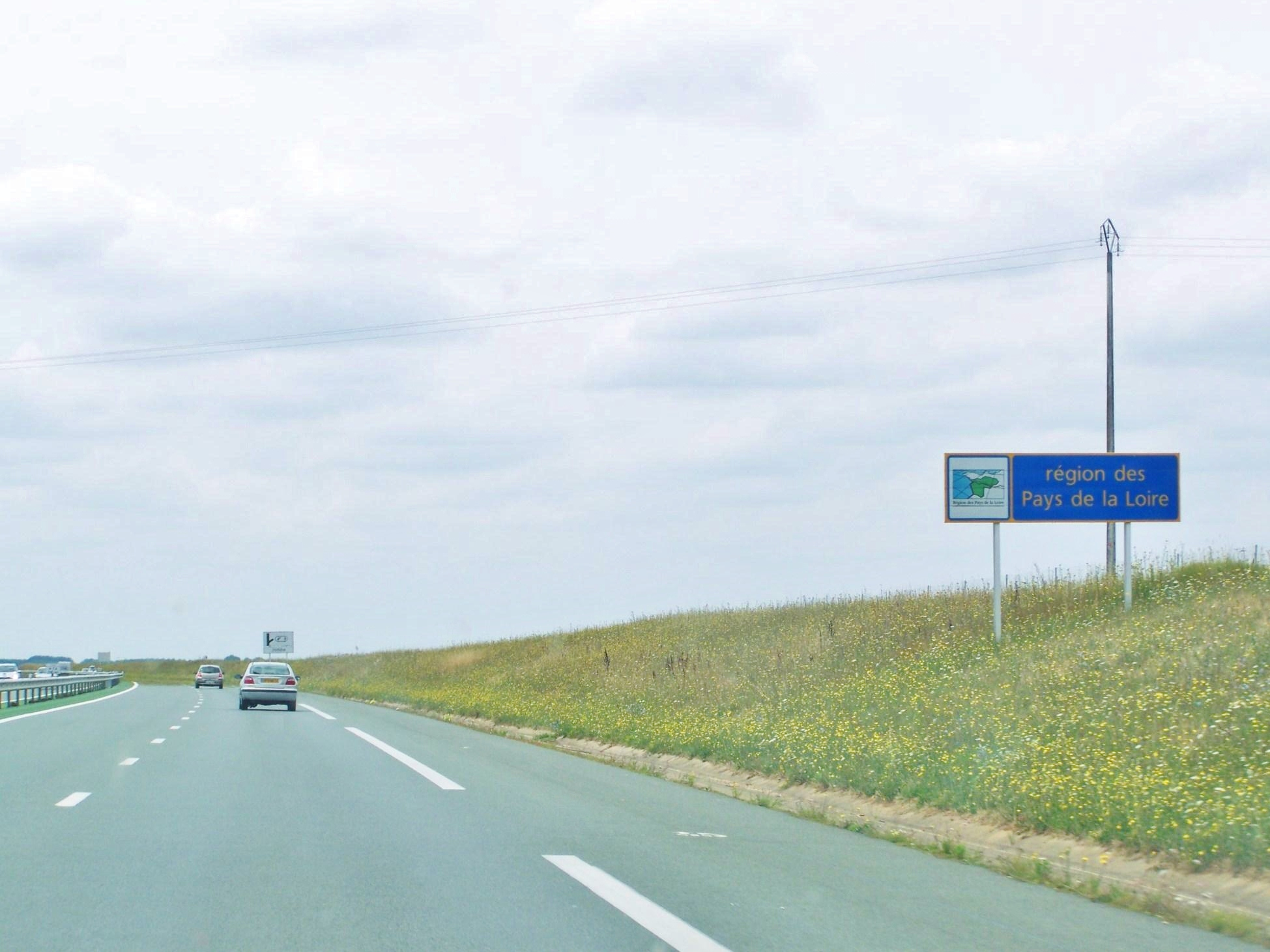
Entrée de l'autoroute française A83 pour Nantes dans la région des Pays de la Loire (département de la Vendée).

- Elle mesure 151 kilomètres et exploitée par ASF. Elle est à péage sur une grande partie de son tracé.
- Le tronçon entre Nantes et le périphérique de Nantes prévu pour être en 2x2 voies est déclassé tandis que le tronçon entre le périphérique de Nantes et la sortie 2 est classée en voie express.
- Un projet contesté d'antenne depuis le sud de la Vendée et évitant le long contournement par l'est de Niort est envisagé pour rejoindre La Rochelle puis Bordeaux via l'A10 (pour prolonger l'autoroute des estuaires) mais est en concurrence avec un réaménagement de la route nationale 137 (déclassée D 137), et se heurte à des difficultés écologiques pour la traversée du marais poitevin.
- Elle possède 11 sorties et croise 2 autoroutes: en partant de Niort, l'A10 et l'A87.
- Elle traverse 3 départements : la Loire-Atlantique, la Vendée et les Deux-Sèvres.

A84 E 3 E 401 Autoroute des Estuaires : Caen (RN 814) - Rennes (RN 136).

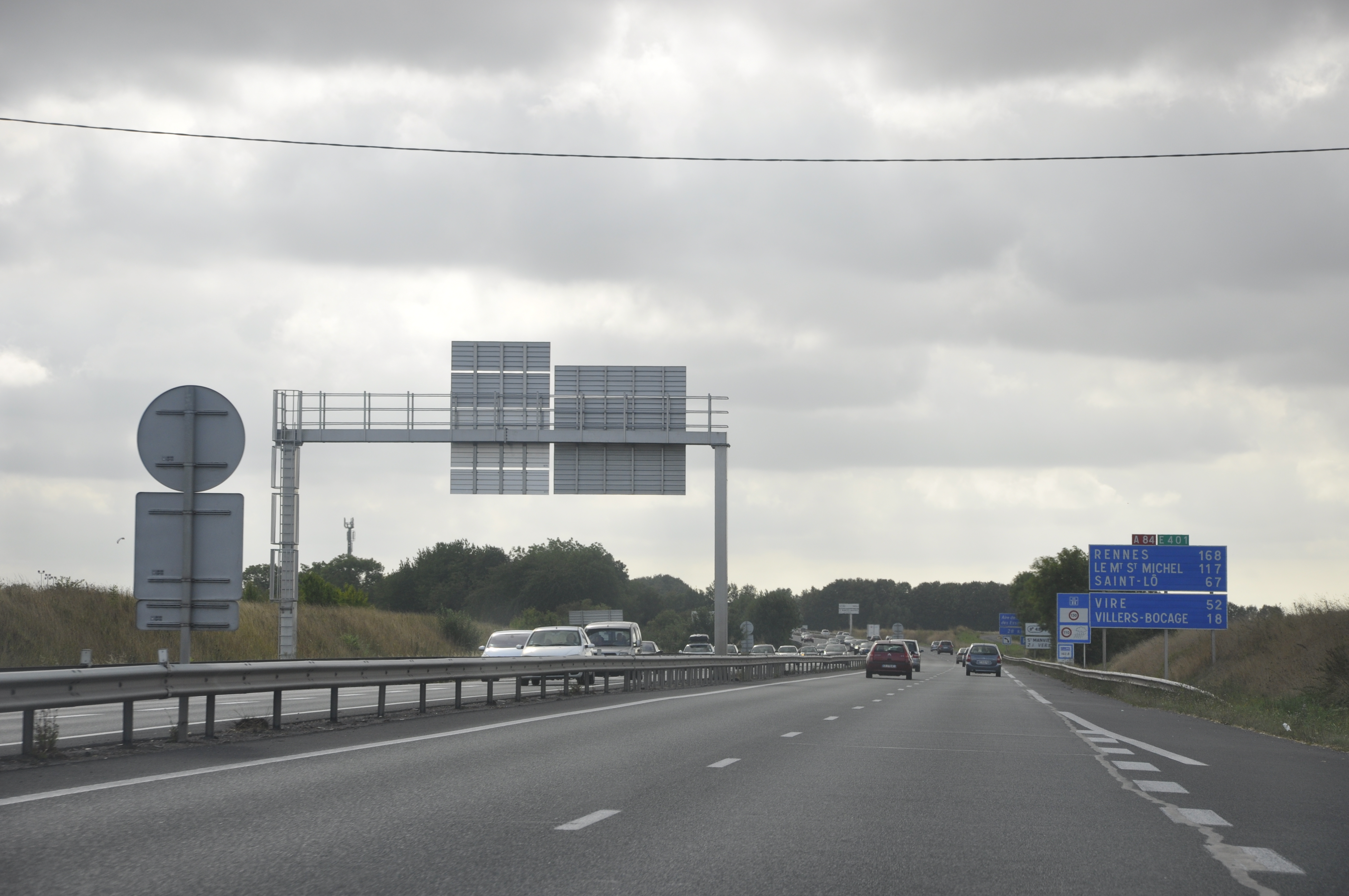
Entrée de l'autoroute A 84 à Verson en direction de Rennes.

- Elle mesure 157 kilomètres, elle est entièrement gratuite. Elle fait partie du projet de l'Autoroute des Estuaires.
- Il s'agit en 2004 de la seule autoroute officiellement ouverte en Région Bretagne (toutefois les grandes nationales côtières bretonnes sont considérées comme autoroutes selon la classification européenne).
- Interrompue par la rocade d'Avranches, qui n'a pas de caractéristique autoroutière
- Un contournement autoroutier à l'Est de la ville a été prévu mais abandonné en 2014.
- Elle possède 24 sorties (sans compter les sorties de la rocade d'Avranches), et elle a la particularité de ne croiser aucune autre autoroute.
- Une autre particularité est que l'autoroute commence au kilomètre 96 à Rennes. Un prolongement prévu entre Rennes et Nantes par la mise aux normes autoroutières de la N137 est abandonné en 2014.
- Elle traverse 3 départements : le Calvados, la Manche et l'Ille-et-Vilaine.

A85 E 60 E 604 : Corzé près de Angers (A11) - Theillay (Loir-et-Cher) près de Vierzon (Cher) (A71).
- Elle mesure 207 kilomètres, elle est exploitée par Cofiroute. Elle est en majorité à péage.
- Elle est classée E60 jusqu'à la bifurcation avec la D 751 puis prend la dénomination E604.
- Elle passe au nord de Saumur puis bifurque avec l'A10 au Sud de Tours mais possède une section gratuite de Langeais à la barrière de péage de Veigné.
- Elle possède 14 sorties et croise 3 autoroutes: en partant d'Angers, l'A11, l'A10 et l'A71.
- Elle traverse 3 départements : la Maine-et-Loire, l'Indre-et-Loire et le Loir-et-Cher.

A86 Le Superpériphérique : ceinture de la banlieue proche de Paris
- Elle mesure 80 kilomètres. Elle est totalement gratuite et non concédée, sauf sur le Duplex A86.
- Elle croise l'A6 au niveau de Fresnes. Les sections ouvertes ne sont pas toutes classées en autoroute (N186, N385). La jonction Vélizy (Pont-Colbert) - Rueil-Malmaison (avec une voie de connexion avec l'A13) se fait entièrement en tunnel et est la seule payante (Cofiroute). À l'est, il reste une partie commune avec l'A4. Le projet de construction d'une portion distincte avec tunnel sous la Marne a été abandonné pour des raisons de coût. Un système permettant d'offrir une voie de plus avec circulation sur la bande d'arrêt d'urgence aux heures de pointe a été mis en place en septembre 2005.
- Elle possède 37 sorties et croise 7 autoroutes: en partant de Nanterre vers le sud, l'A14, l'A13, l'A6(b), l'A4, l'A3, l'A1 et l'A15.

A87 Autoroute de Vendée : Angers (Écouflant) (A11) - La Roche-sur-Yon (RD 160)

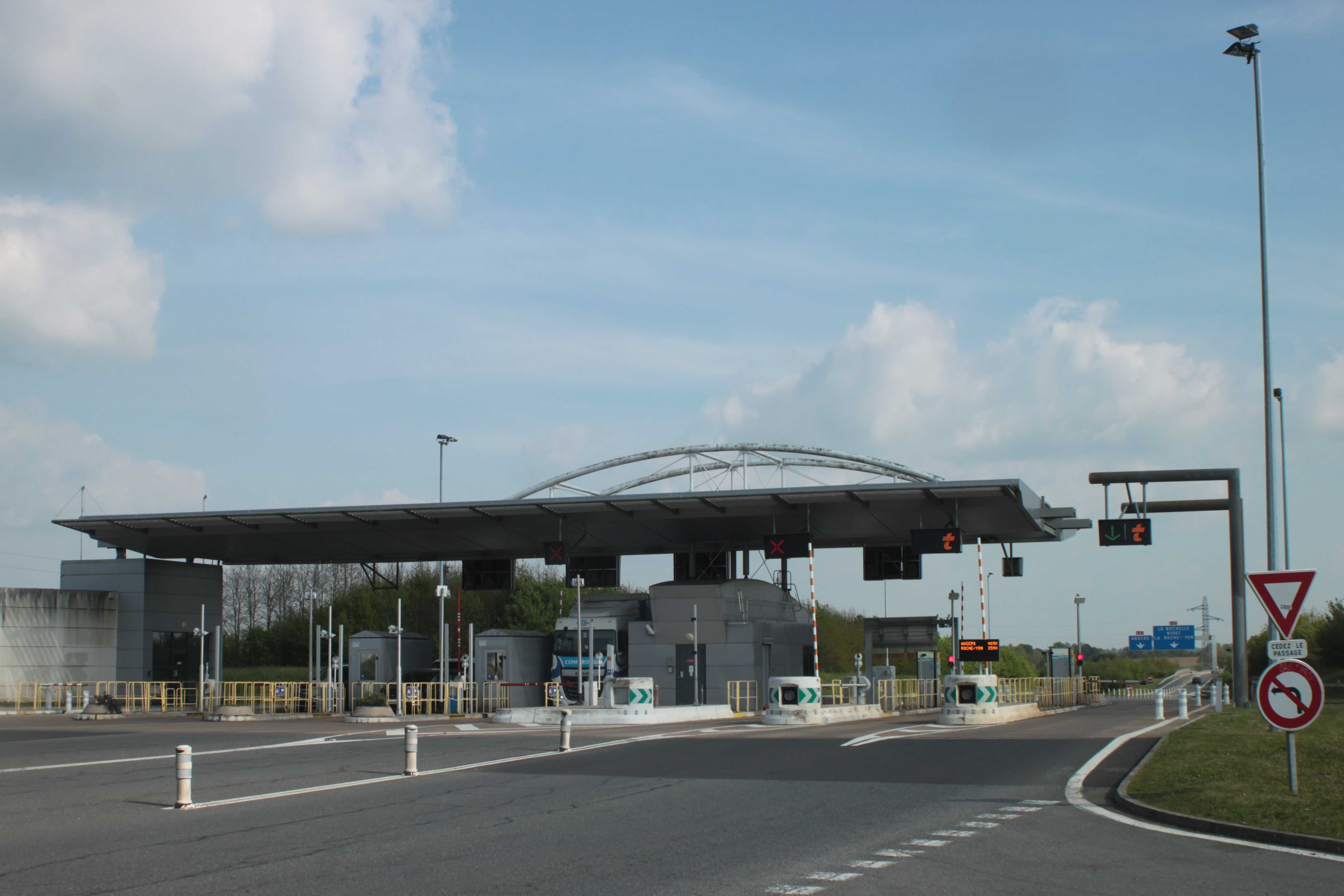
Péage Cholet-sud, A87

- Elle mesure 142 kilomètres. Elle est principalement à péage et est concédée à ASF.
- Elle est achevée depuis juillet 2008.
- Cette autoroute est raccordée à l'A11, permettant de relier directement Paris à la Vendée ce qui présente un avantage pour le tourisme de ce département.
- Elle possède 22 sorties et croise 2 autoroutes: en partant d'Angers, l'A11 et l'A83.

A88 (N 158) : Falaise (RN 158) - Sées (A28)

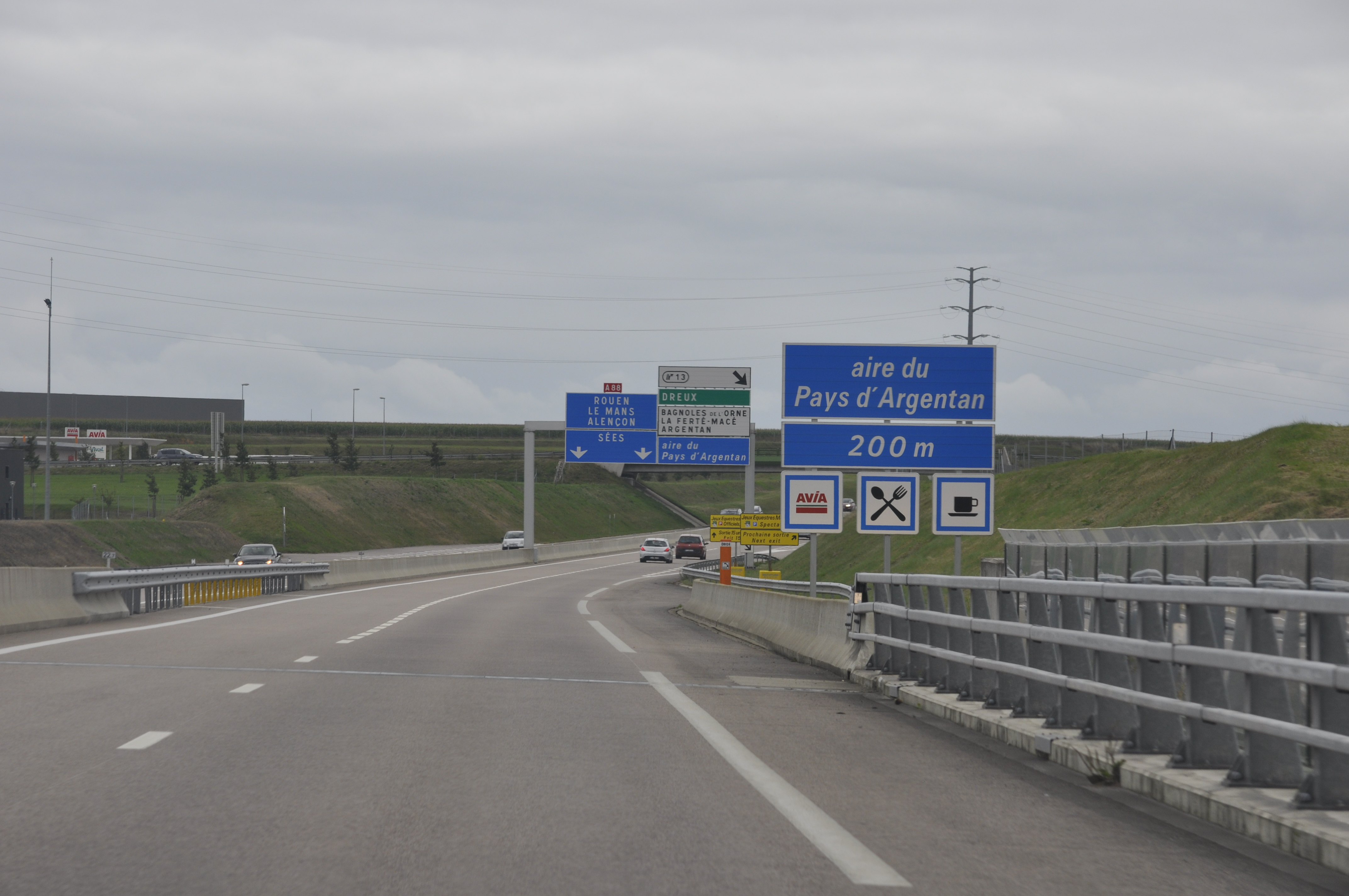
A88 panneau aire du pays d'Argentan

- Ce tronçon hybride voie rapide/autoroute reliant Caen (N814) à Sées (A28) mesure 76 kilomètres, dont 46 kilomètres d'autoroutes.
- La partie autoroutière est principalement payante et est concédée à ALICORNE.
- Le tronçon autoroutier est intégralement ouvert depuis août 2010.
- Elle dessert les communes de Falaise et d'Argentan et est prolongée sur les trente derniers kilomètres par la N158 jusqu'à Caen.
- Elle possède 11 sorties et ne croise qu'une seule autoroute, l'A28.

A89 E 70 La Transeuropéenne (dite aussi Autoroute des présidents ou La Transcorrézienne) : Bordeaux - est (Libourne) (RN 89) - Lyon (Limonest) (A6 / M6).
- Elle mesure 489 kilomètres. Elle est payante sur la majorité de son parcours. Elle est concédée à ASF.
- Cette autoroute relie Bordeaux à Lyon. La dernière section Balbigny - La Tour-de-Salvagny  a été ouverte début 2013. Des parties de cette autoroute sont communes avec l'A20, à la hauteur de Brive, et l'A71 près de Clermont-Ferrand. De plus, l'A89 ne relie pas tout à fait la rocade de Bordeaux : la liaison par la RN 89 en 2×2 voies qui devrait être mise aux normes autoroutières à moyen terme.
- Elle est payante sauf à la hauteur de Périgueux et dans sa partie commune avec l'A20.
- Elle possède 38 sorties et croise 6 autoroutes: en partant de Libourne, l'A20, l'A71, l'A710, l'A75, l'A711 et l'A72.

## Autoroutes à numéro de 3 chiffres (A103 à A844)
La plupart des autoroutes à numéro de 3 chiffres sont des antennes d'autoroute à numéro de 2 chiffres.
Les principales autoroutes à numéro de 3 chiffres sont :
A103 : antenne de Villemomble.
- Elle mesure deux kilomètres. Elle est gratuite et n'est pas concédée.
- Elle faisait partie de l'A3 jusqu'en 1982. Il était prévu jusqu'à l'abandon du projet en 2005 de la prolonger jusqu'à l'A199.
- Elle possède une seule sortie et ne croise qu'une seule autoroute, l'A3.

A104 N 104 : La Francilienne : grande ceinture de l'Île-de-France.

A104 (la Francilienne, en vert), A86 (en bleu) et le Périphérique (orange).

- Elle est constituée de 2 tronçons indépendants entre l'A4 et l'A1 reliés par la RN2. De plus, elle est gratuite et n'est pas concédée.
- La ceinture n'est pas achevée : toute la partie ouest est manquante.
- Certaines sections ne sont pas classées en autoroute (N 104, N 184).
- Elle croise trois autoroutes: en partant de Marne-la-Vallée, l'A4, l'A170 à la suite de son transfert en Contournement-Est de Roissy et l'A1.

A105 E 54 : Antenne de Melun
- Elle mesure 10,3 kilomètres. Elle est gratuite sur la totalité de son parcours. Elle est concédée à APRR.
- Elle s'appelait avant A5b, mais son nom fut modifié en A105 (la signalisation directionnelle n'a pas été modifiée). Elle relie la N 104 (Combs-la-Ville) à Melun (plus précisément la N105).
- Elle possède 4 sorties (sans compter la sortie avec la N104) et ne croise qu'une seule autoroute, l'A5.

A106: Antenne d'Orly
- Elle mesure 4,6 kilomètres. Elle est totalement gratuite et n'est pas concédée.
- Elle relie principalement l'A6 à l'Aéroport d'Orly. Elle est très souvent embouteillée, car elle relie directement le centre de Paris à l'Aéroport d'Orly.
- Elle possède deux sorties et ne croise qu'une seule autoroute, l'A6 (a et b), étant donné qu'aucun échangeur ne permet d'accéder à l'A86.

A110 : Autoroute de la Beauce (projet)
- Aussi connue sur le nom de A10 bis, cette autoroute est un projet d'autoroute censé désengorger l'A10 entre Paris et Tours.
- Ce projet mesure 201 kilomètres. Il a été abandonné.
- Il est censé relier Chartres (A11), Châteaudun et Tours (A10, A28 et A85).

Tunnel de Rueil-Malmaison, ex-A112 (projet)
- Ce projet de prolongement de l'autoroute A12 mesure 7,5 kilomètres. En raison de son coût trop élevé, il a été abandonné[22].
- Il servirait à relier l'A12 au sud du Triangle de Rocquencourt au Duplex A86. Il serait majoritairement en tunnel, en pente douce de moins d'1,5 %.
- Il croiserait l'A12, l'A13 et l'A86.

A115 : Antenne de Taverny
- Elle mesure 12,3 kilomètres. Elle est gratuite et n'est pas concédée.
- Elle relie l'A15 (Ermont) à la Francilienne RN 184 (Méry-sur-Oise). Elle dessert les villes de Taverny, Ermont et Franconville.
- Elle a été ouverte en totalité en 2004 par le raccordement à la N 184. Elle possède un tunnel long de 700 m, le tunnel de Taverny.
- Elle possède 5 sorties et ne croise qu'une seule autoroute, l'A15.

A126 : Antenne de Chilly-Mazarin
- Cette très courte autoroute mesure 2,3 kilomètres. Elle est gratuite et n'est pas concédée.
- Elle relie l'A6 à l'A10, mais ne comprend qu'une chaussée en 2x1 voies.
- À l'origine, cette autoroute était le premier morceau d'un projet de troisième périphérique, projet annulé et repris par la Francilienne.
- Elle ne possède aucune sortie mais croise deux autoroutes, l'A6 et l'A10.

A131 E 5 : de l'A13 (Bourneville) au Havre. Elle emprunte le Pont de Tancarville (accès payant). Elle fait partie des grandes branches de l'A13.
A132 : de l'A13 en direction de Deauville-Trouville.
A139 : de l'A13 en direction de Grand-Quevilly et Rouen.
A140 : elle relie l'A4 à la RN 3 à l'ouest de Meaux. Elle est gratuite et une petite partie est concédée entre l'échangeur n°1 et l'A4.
A150 : de Rouen à l'A29 à Yvetot.
A151 : de l'A151 à l'A29 à Tôtes. Elle est prolongée par la N 27 sous forme de voie rapide pour rejoindre Dieppe.
A154N 154: de A 13 (Val-de-Reuil) à Louviers, elle laisse ensuite la place à la RN 154 sous forme de voie rapide jusqu'à Nonancourt où elle rejoint la N 12, puis l'A10.
A170 :  Renumérotation de la Francilienne entre Gonesse et Mitry-Mory, cette dernière contournant dorénavant l'aéroport par l'est[réf. nécessaire].
A203E 44 E 46 : ancien nom de l'A34 entre Charleville-Mézières et Sedan.
- Elle est longue de 15 kilomètres et est gratuite.

A211 : de Lens à Méricourt. Elle permet d'avoir accès de la N 17 et à l'A21 par l'Est de Lens sur 5 kilomètres. Elle est prolongée par la N17 ayant le statut de voie expresse et limitée à 110 km/h. 500 mètres avant l'échangeur N 17/A26 / N 17, il manque un tronçon à doubler.
A216 : relie le port de Calais jusqu'à l'intersection de l'A16 et l'A26. La bande d'arrêt d'urgence est fréquemment surchargée de poids lourds lors d'évènements perturbant le trafic transmanche, tels intempéries, accidents ou grèves. Elle est également parfois fermée à cause des migrants qui tentent de rejoindre l'Angleterre en s'agrippant à des poids-lourds.
A304 E 44 E 420 : Autoroute des Ardennes : La Francheville (A34)- Gué-d'Hossus (frontière franco-belge).
- Elle relie l'A34 au niveau de La Francheville (au sud de Charleville-Mézières) à la frontière belge au nord de Rocroi.
- Elle est longue de 31 kilomètres et est entièrement gratuite.
- Elle comporte 5 sorties et est reliée à l'autoroute belge E420, inaugurée le 1er septembre 2019.

A311 : relie l'A31 à Dijon
A313 : relie l'A31 à Pont-à-Mousson
A314 et A315 : antennes de l'A4 dans la banlieue est de Metz : 
- L'A314, permet d'avoir accès de la RN 3 à hauteur de Metz-Borny à l'A4 en direction de Strasbourg.
- L'A315, permet d'avoir accès au contournement est de Metz (RN 431) sur la commune de Vantoux, depuis l'A4 en provenance de Paris.

A320 E 50 : de Freyming-Merlebach (A4) à Sarrebruck. Longue de 13,7 kilomètres et gratuite, elle est reliée à l'autoroute allemande A6 qui elle, se raccorde au réseau autoroutier tchèque.
A330 E 23 : de Vandœuvre-lès-Nancy à Richardménil. Longue de 11 kilomètres et gratuite, elle est prolongée par la RN 57 en voie rapide jusqu'à Plombières-les-Bains. Elle sert à accueillir le trafic urbain (vers Nancy).
Ex-A340 :  D1340 Antenne de Haguenau
- Elle mesurait 8 km, elle n'était pas concédée et était gratuite.
- Avant 2008, elle reliait directement la A4 à Haguenau, mais une partie a été déclassée en D1340.
- En 2021, l'A340 est entièrement déclassée et intégrée à la D1340 (conséquence de son transfert à la Collectivité européenne d'Alsace).
- Cette antenne connaît un trafic intense dû aux heures de pointe, car c'est la principale liaison entre Haguenau et Strasbourg.

A344 : Traversée urbaine de Reims (nom utilisé à la place du numéro en pratique) 

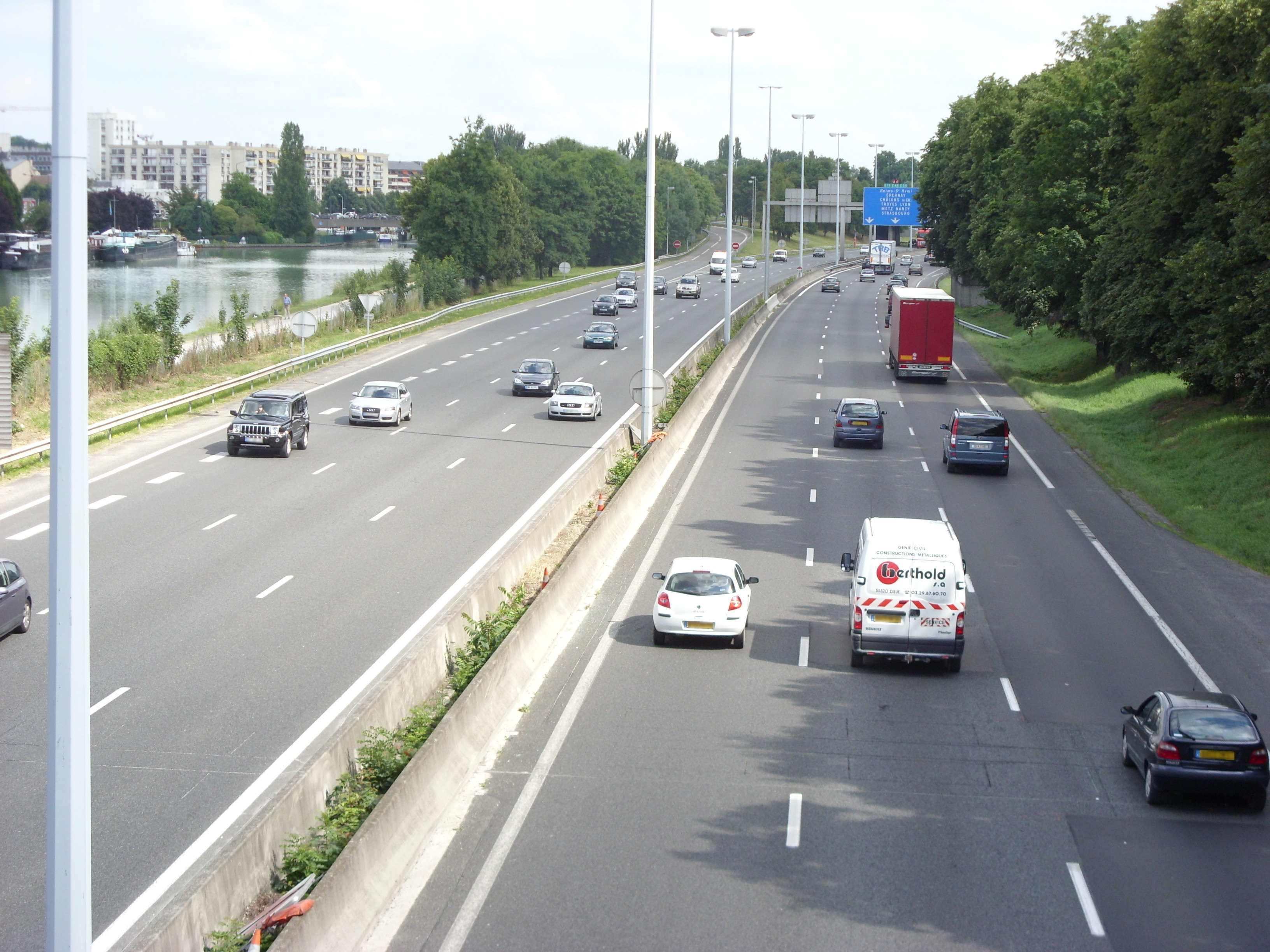
L'A344 en plein centre de Reims.

- Anciennement A4 avant sa déviation par le sud de l'agglomération.
- Concédée SANEF, mais gratuite et limitée à 90 km/h.

Ex-A350 : embranchement de l’A4/A35 au nord de Strasbourg. Longue de 1,6 km, devenue N 2350 en 2015.

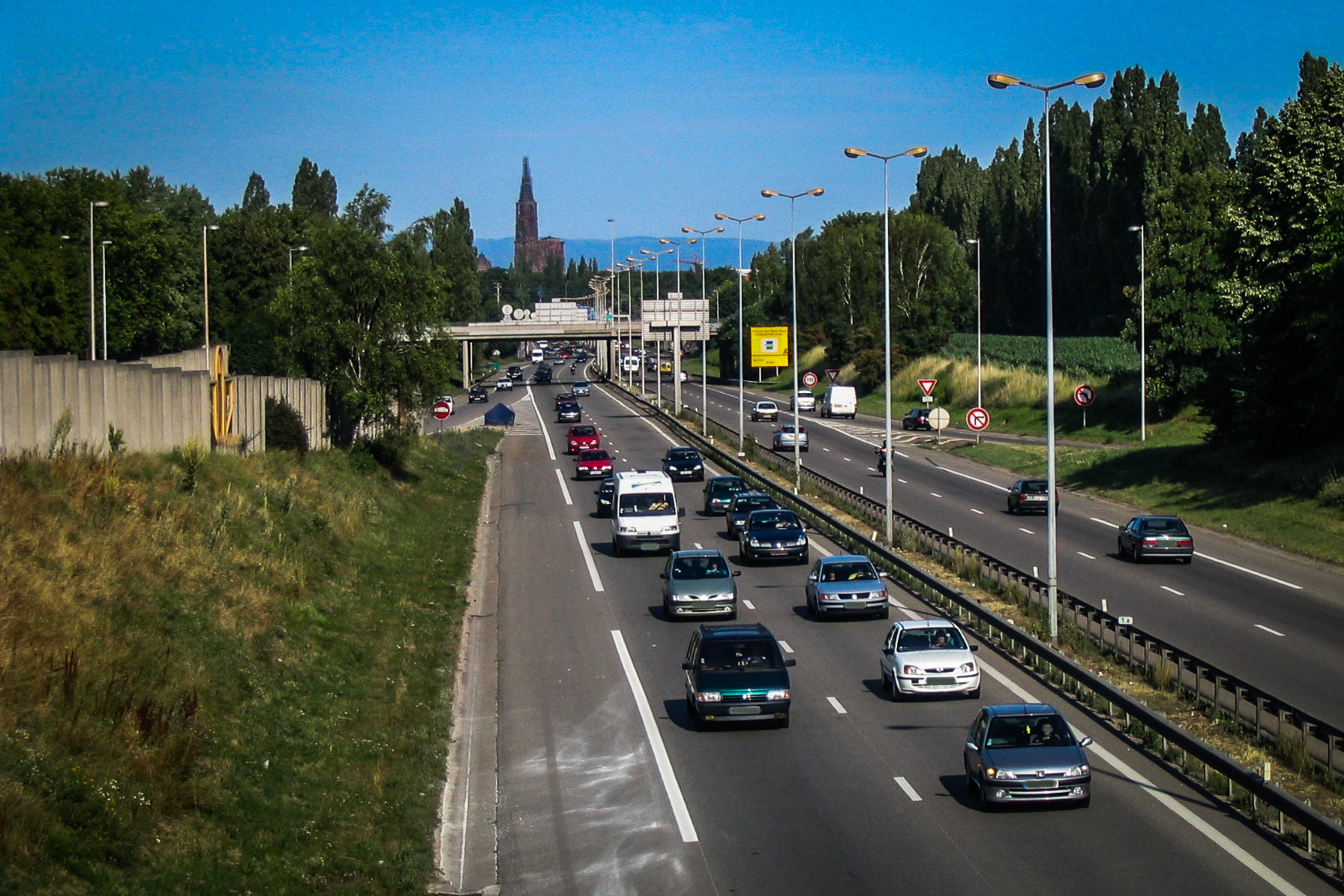
L'A351 à Hautepierre.

Ex-A351 : antenne de l'A35 (M 35) à l'ouest Strasbourg, longue de 6,8 km. Transférée à l’Eurométropole de Strasbourg et devenue M 351 en 2021.
A352 : embranchement de l'A35. Longue de 7 km de l’échangeur A35/A352 à Molsheim.
A355E 25 :  Grand contournement ouest de Strasbourg 
- D’une longueur de 24 km, elle relie l’échangeur A4/A35 au nord de Strasbourg et l’échangeur A35/A352 au sud de Strasbourg (mise en service le 17 décembre 2021).
- Le tronçon est payant et doit permettre aux nombreux poids lourds empruntant l’A35 à proximité de Strasbourg de contourner la ville.
- Elle possède 4 sorties (A4-A35 au nord ; D1004 à proximité d'Ittenheim ; D811 à Duppigheim ; A35-A352 au sud)

A391 : embranchement de l'A39. Longue de 3,5 km elle relie la ville de Poligny et la RN83 à l'A39. Elle est le point de départ du projet d'autoroute entre Poligny et Besançon.
A404 : embranchement de l'A40 vers Arbent, près d'Oyonnax dans l'Ain. A40 Saint-Martin-du-Frêne - Arbent 20 km (SAPRR). Le tronçon de 5 km entre Bellignat et Arbent est gratuit.
A406 : contournement sud de Mâcon. Projet concédé à la SAPRR, cette autoroute est ouverte depuis le 7 mars 2011. Elle relié la fin de la RCEA (N79), à l'A40. Elle est prolongée de quelques kilomètres depuis la fin 2019.
A410 E 712 : entre Allonzier-la-Caille et l'A40, le tronçon appartenait à l'A41 avant l'ouverture du tronçon entre Allonzier-la-Caille et Genève.
A411 : antenne de l'A40 vers Genève en Suisse. A40 Annemasse - Genève (Route blanche qui devient Route de Malagnou) 2 km (SAPRR).
A430 : A43 (Aiton) - Gilly-sur-Isère

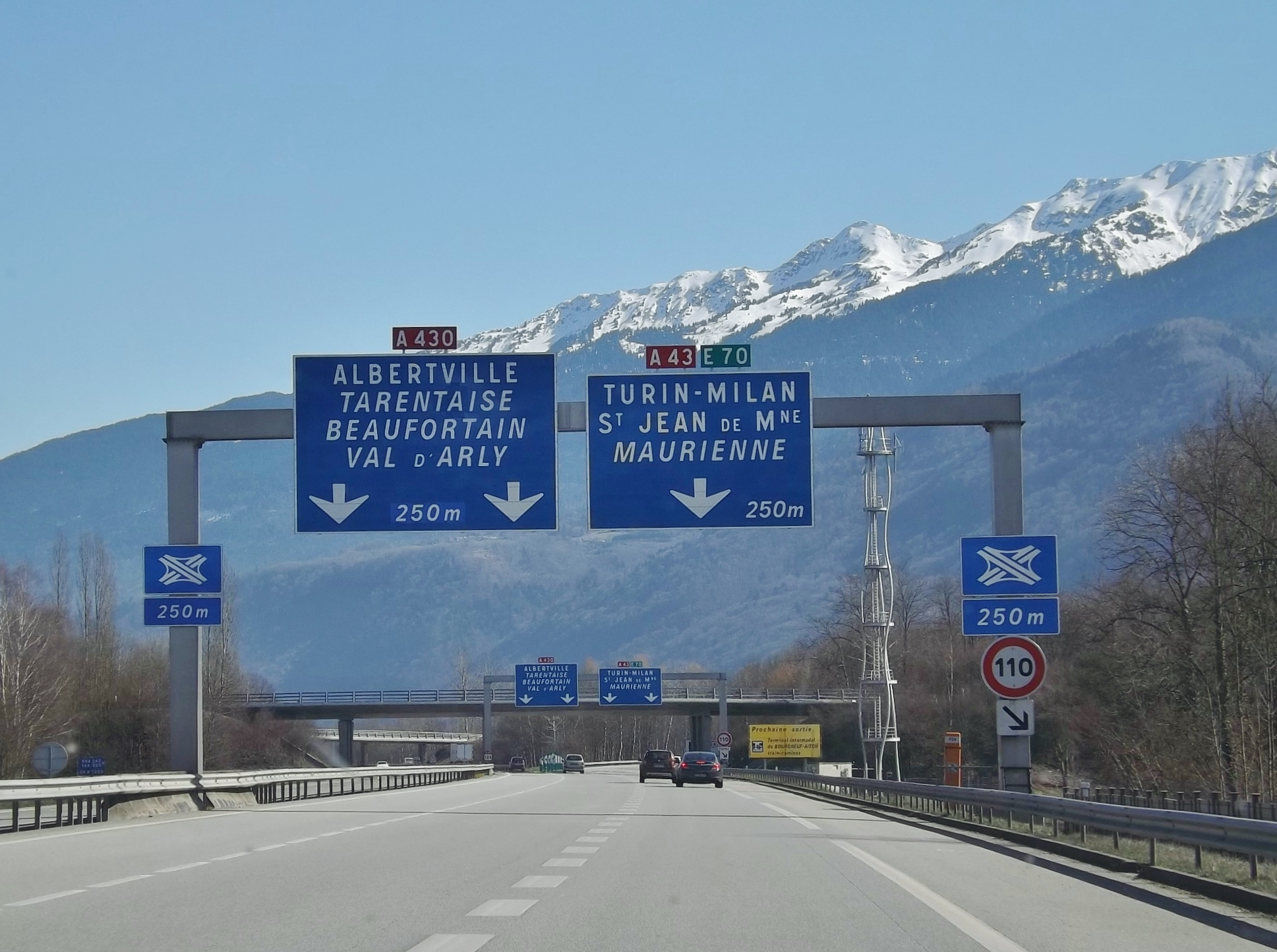
Début de l'A430 à la séparation de l'A43.

- embranchement de l'A43 vers Albertville, elle est longue de 15,1 km. Concédée AREA, elle est mise en service en 1992 à l'occasion des Jeux Olympiques d'Hiver d'Albertville. Auparavant section à part entière, de l'A43, elle fut renumérotée en 1996 à l'ouverture de l'autoroute de la Maurienne (vers Saint-Jean-de-Maurienne et le tunnel du Fréjus.
- prolongée par la N90 jusqu'à Moûtiers puis Bourg-Saint-Maurice, l'A430 est un maillon important du réseau puisqu'elle permet l'accès aux très réputées vallées de la Tarentaise, du Beaufortain et du Val d'Arly.
- elle ne possède qu'une seule sortie (Saint-Hélène-sur-Isère)

A432 : A43 à Saint-Laurent-de-Mure - A42 à Montluel. — Longue de 24 km et gérée par APRR. Desserte de l'est de l'agglomération lyonnaise et de l'aéroport Lyon-Saint Exupéry.
A450 : autoroute urbaine desservant le sud de la région lyonnaise, reliant l'A7 à hauteur de Pierre-Bénite à la RD 386 à Brignais.
A466 : barreau autoroutier au nord de Lyon reliant l'A6 à l'A46.
A480 Autoroute du Drac[réf. nécessaire]: rocade ouest de Grenoble. Elle relie l'A48 à l'A51. Ouverte en 1968 sous le numéro B48, 9 km
A500 : A8 (La Turbie) - Èze
- longue de 2,9 kilomètres, elle relie par un tronçon en tunnel à 3 voies (tunnel de Monaco) l'A8 à la moyenne corniche, à environ 4 km de la principauté. Mise en service dans les années 1990, elle est concédée à Escota comme les autres autoroutes de l'est de la région Sud.
- elle ne possède aucune sortie.

A501 : A50 (Aubagne) - A52 (Aubagne)
- longue de 5,4 kilomètres, elle relie l'autoroute A50, depuis Marseille, à l'autoroute A52 vers l'A8 via le nord d'Aubagne, commune sur laquelle l'autoroute est entièrement située. Elle est concédée à Escota,
- elle possède deux sorties, chacune desservant un quartier d'Aubagne.

A502 : liaison entre l'A50 et la N 8 actuellement D8n au niveau d'Aubagne.
A507  Rocade de Marseille : A7 Marseille Arnavaux - A50 Marseille Saint-Loup.
A515 : bretelle de Bouc-Bel-Air depuis l'A51.
A517 : liaison (supplémentaire) entre l'A7 et l'A51, située à Septèmes-Les-Vallons. Jonction Bouc-Bel-Air - Vitrolles.
A520 : bretelle d'Auriol, liaison A52 - N560.
A551 / A552 : liaisons bidirectionnelles d'1 à 1,5 km chacune entre l'A7 et l'A55 situées entre Les Pennes Mirabeau et Vitrolles (échangeur complet de l'Agavon).
- l'A551 constitue la jonction Vitrolles - l'Estaque et possède un raccordement par sens à l'A552.
- l'A552 constitue la jonction Gignac - Saint-Antoine et possède un raccordement par sens à l'A551.

A557 : A7 → A55 (Le tronçon n'existe que dans le sens A7 vers l'A55).
A570 : A57 (La Garde) - Hyères
- longue de 8,9 km, c'est une antenne de l'A57 permettant depuis Toulon d'accéder à Hyères et l'aéroport de Toulon-Hyères. Prolongée par la N98, elle permet de rallier la côte varoise. Elle est mise en service en 1992.
- elle possède 3 sorties et, malgré sa faible longueur, dispose d'une aire de service, uniquement dans le sens Hyères vers A57.

A620 E 80 E 72 E 9 : Périphérique ouest de Toulouse
A621 : autoroute urbaine reliant le périphérique toulousain à l'aéroport de Toulouse-Blagnac
A623 : autoroute urbaine reliant l'ex RN 113 (maintenant RD 813) au niveau du métro « Ramonville » à l'échangeur 15 du périphérique de Toulouse. Elle est en 2×2 ou 2×1 voie et est la plus courte des autoroutes françaises.
A624 : autoroute urbaine reliant le périphérique toulousain (A620) à la RN 124
A630N 230 E 5 E 70 E 72 Rocade de Bordeaux
Ex-A631 E 72 : relie initialement la sortie 21 de la rocade bordelaise au pont Saint-Jean en longeant la Garonne, elle est ensuite raccourcie et s'arrête au croisement avec les boulevards, la section retirée devenant le boulevard des Frères Moga. Elle est finalement déclassée en 2017 afin d'être transformée en boulevard urbain.
A641 : Antenne de Peyrehorade (reliée à l'A64)
A645 : Antenne de Montréjeau (reliée à l'A64)
A660 : autoroute reliant l'A63 à Arcachon (anciennement A66)
A680 : ancien nom de l'A69 entre Castelmaurou (A68) et Verfeil, concédée par l'ASF.
A709 : Desserte locale de Montpellier - Autoroute urbaine, anciennement tronçon de l'autoroute A9 avant sa déviation au sud de l'agglomération. Concédée aux ASF, mais gratuite et limitée à 90 km/h.
A710 : Clermont-Ferrand - A71/A89. Longue de 2 km, son origine est à Clermont-Ferrand-Nord et sa fin est la prolongation de l'A89 en direction de Lyon dans l'échangeur avec l'autoroute A71.
A711 : Clermont-Ferrand - A89. Longue de 12 km, elle est gérée par la DIR Massif Central jusqu'à la sortie 1.4 puis par ASF au-delà.
A712 : Embranchement de l'autoroute A711 (échangeur 1.4) jusqu'au rond-point de Champ-Lamet, entre Lempdes et Pont-du-Château dans le Puy-de-Dôme au carrefour des routes départementales 2089, 52 et 766. Longue de 1 km, elle est gérée par la DIR Massif Central ; elle est intégralement à deux voies.
A714 : cette autoroute relie l'A71 sur la commune de Bizeneuille à la Nationale 145 à hauteur de Saint-Victor. Partie de la RCEA, elle a été mise en service en juin 2011.
A719 : A71 (Gannat) - D 2209 (commune d'Espinasse-Vozelle). Longue de 23 km et gérée par APRR, cette autoroute a pour but d'abord de contourner Gannat puis d'améliorer la desserte de Vichy. Elle a ouvert en 1997 pour le contournement nord de Gannat et début 2015 pour son prolongement.
A750 L'Héraultaise[réf. nécessaire] : Liaison entre l'autoroute A75 et Montpellier - Antenne de l'autoroute A75 (La Méridienne) reliant Ceyras à Grabels puis Montpellier avec un prolongement d'une partie de la route nationale RN109 mise aux caractéristiques autoroutières.
A811 : autoroute de 6 km desservant l'est de Nantes. Embranchée sur l'A11, l'A811 relie Carquefou à Sainte-Luce-sur-Loire et se prolonge par le boulevard de la Prairie aux Mauves à Nantes. Anciennement C11, cette autoroute devait arriver jusque dans le centre-ville de Nantes, mais le projet est abandonné et la partie intra-muros en 2x1 voies est déclassée. La section à 2×2 voies s'arrête cependant au niveau du périphérique nantais.
A813 : autoroute de 4 km embranchée à l'A13 qui permettra à terme de boucler le contournement du périphérique sud de Caen.
A821 : autoroute de liaison au nord-est de Nantes, dans le prolongement de l'A11 (échangeur de Vieillevigne) et reliant l'A844 à la porte de Gesvres.
A837 E 602 Autoroute des Oiseaux et Autoroute des Estuaires[réf. nécessaire] : RD 137 (Rochefort) – A10 (Saintes) : Cette autoroute de 36 km a été mise en service en 1997.
A844N 844 E 60 : Périphérique de Nantes. La partie autoroutière est située au nord entre Porte de Gesvres (A11) dans le prolongement de l'A11 et Porte d'Orvault (N165/A82).
Future A842:Autoroute du six-juin (long de 33,1 km) mise en service : 2026 elle relie entre Arromanches les Bains et Ouistreham. Et traverse un seul département:le Calvados.[réf. nécessaire]

## Radio couverture

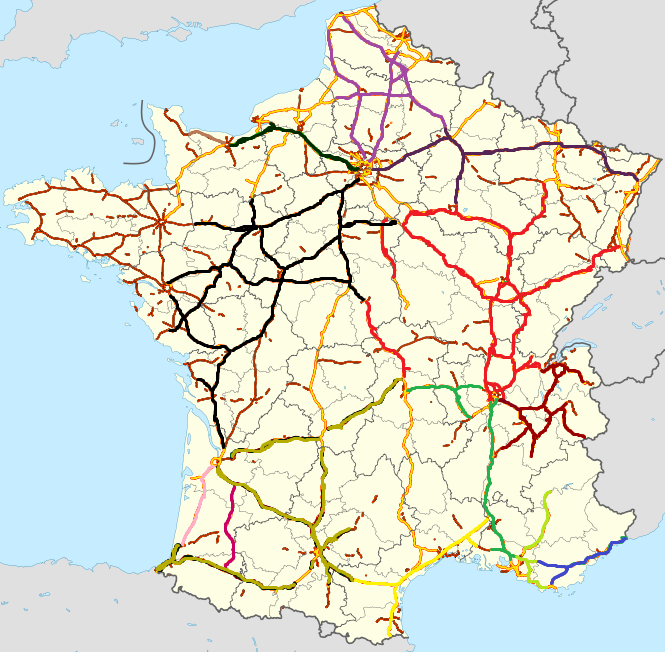
La carte pour la couverture du trafic radio 24h/24 autour de la France, mis à jour toutes les 15 minutes, aussi actualité, musique, météo et reportages (différentes zones de différentes stations).

## Outre-Mer
A1 (972) : C'est la seule autoroute française située en dehors de la métropole. Elle relie l'aéroport international de Martinique-Aimé-Césaire au Lamentin en Martinique à la rocade de Fort-de-France à Fort-de-France, préfecture de la Martinique. Au sud, elle est prolongée par la RN 5 jusqu'au Marin.